# Élevage du cheval en France
Vous lisez un « article de qualité » labellisé en 2012.  Il fait partie d'un « thème de qualité ».
Pour un article plus général, voir élevage équin.

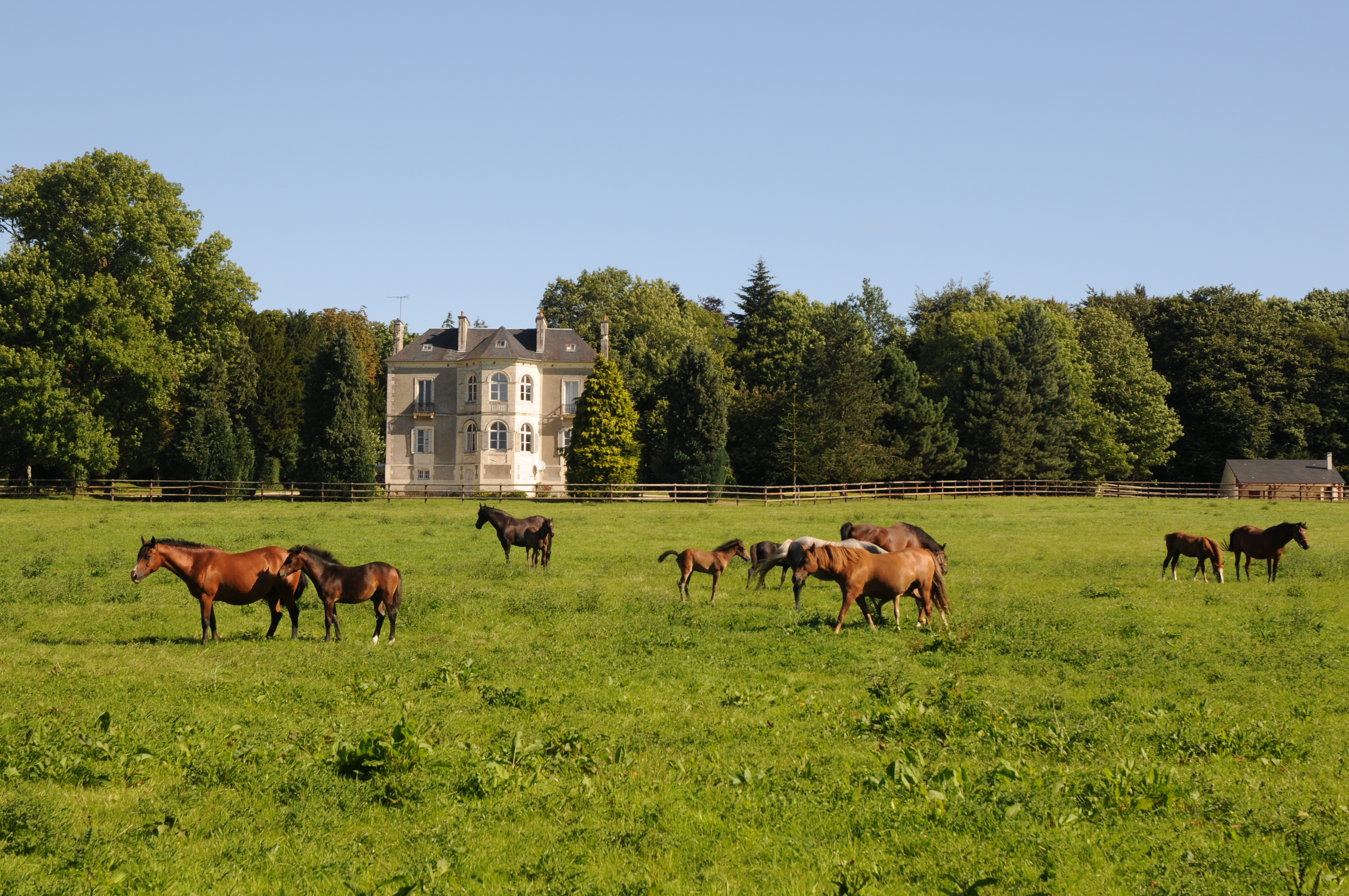
Élevage de chevaux à Pierrefitte-en-Cinglais, dans le Calvados.

L'élevage du cheval en France est une pratique attestée depuis l'époque celte. Lié au prestige politique, à l'efficacité militaire et à la nécessité d'obtenir des animaux de travail au quotidien, il passe des mains de riches seigneurs et d'abbayes au Moyen Âge à celles des rois français, par le biais des haras nationaux créés sous Louis XIV par Colbert pour contrôler l'élevage privé. Son histoire dépend étroitement des activités humaines et des besoins de chaque époque qui voit émerger ou disparaître des types de chevaux spécifiques (de guerre, carrossiers, de trait, de course, de sport, de loisir…) en fonction des usages et des besoins. La cavalerie militaire et le transport des personnes ou des matériaux, en particulier, sont les deux motivations principales à cet élevage. Si la réputation des chevaux de travail français, et surtout celle du Percheron, a franchi les frontières, celle des chevaux de selle militaires laisse à désirer. L'organisation de l'élevage et la création des registres de races, ou stud-books, ne date que de la fin du XIXe siècle.
La motorisation et les progrès de l'agriculture font largement reculer l'élevage au XXe siècle. Avec les techniques induisant la fin des usages militaires et utilitaires du cheval, les éleveurs trouvent désormais quatre débouchés principaux. Le sport hippique concerne surtout les élevages de Pur-sangs et de Trotteurs, ces derniers étant les plus répandus sur le territoire. Quelques personnalités s'y sont forgées un nom, comme Jean-Pierre Dubois. Le sport équestre a révélé quelques athlètes équins de race Selle français et Anglo-arabe au monde entier, comme Jappeloup, qui a fait connaître la qualité de l'élevage français. Les loisirs, voire la compagnie, se développent toujours bien que l'effectif des chevaux adaptés reste réduit, avec quelques initiatives locales à succès comme celle du Henson. Enfin, la production de viande concerne presque essentiellement les races de trait à l'exportation ou les chevaux de réforme. 1 million d'équidés sont recensés en France en 2017. Les haras nationaux se désengagent de leur longue tutelle historique sur l'élevage privé. Les nombreuses réformes dans la filière ont finalement conduit, en 2010, à la création de l'institut français du cheval et de l'équitation. L'élevage français traverse une crise depuis les années 2010.
L'élevage des chevaux relève entièrement du domaine agricole depuis 2005. Il est soumis à des règles concernant l'identification, la vente, le choix des techniques de reproduction et le suivi des naissances. L’État français distribue toujours des primes pour la naissance des poulains de races menacées et lors de concours d'élevage ou de valorisation sportive pour jeunes chevaux. Les éleveurs se regroupent eux-mêmes en associations, syndicats et fédérations pour défendre et promouvoir leur activité.

## Sources

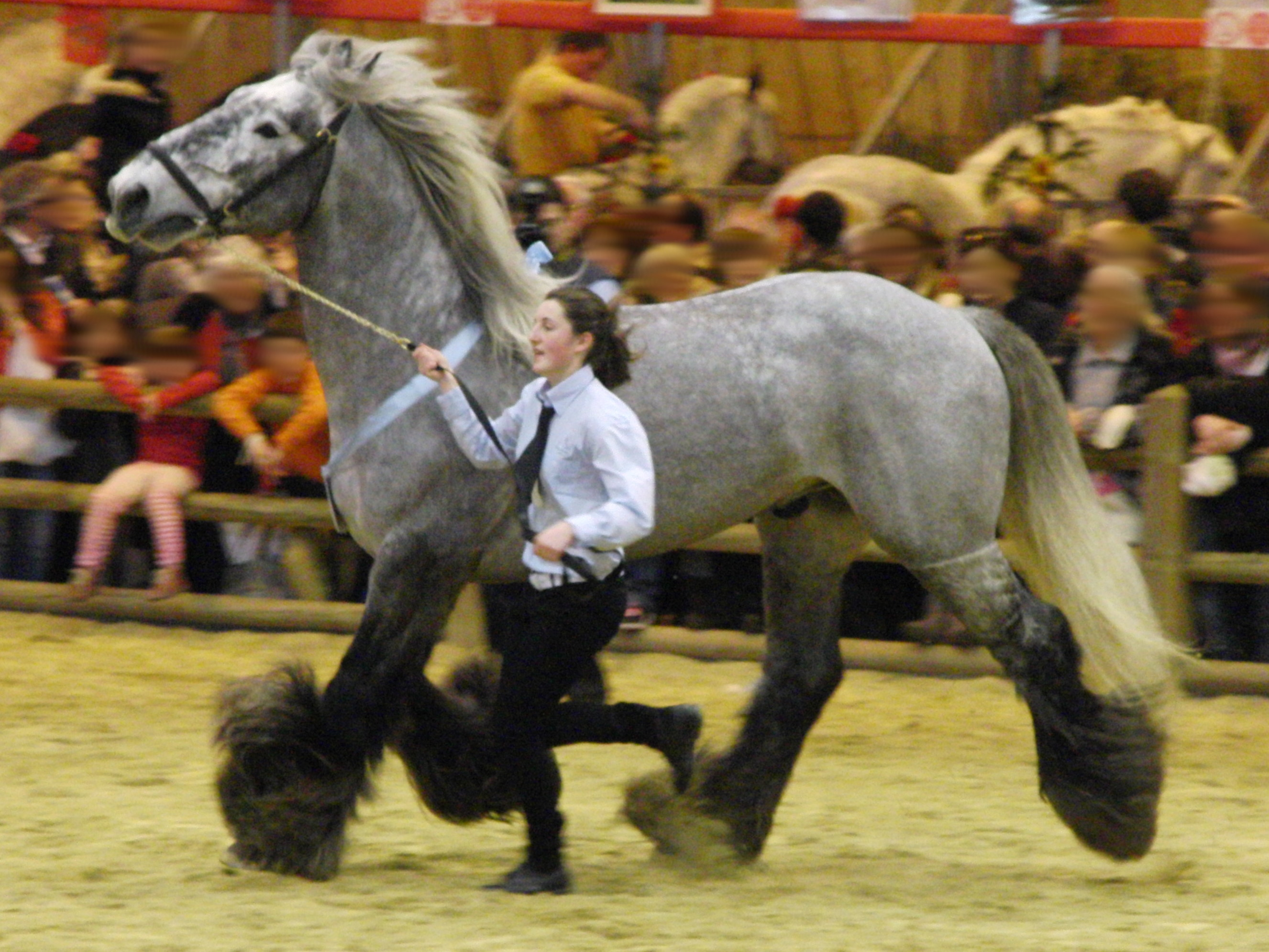
Présentation d'un cheval de trait français Poitevin mulassier au Salon international de l'agriculture en 2012. Ces chevaux ont longtemps été au centre d'une industrie mulassière réputée.

L'élevage équin français est longtemps resté un sujet ignoré. Yves Grange soutient en 1981 une thèse sur « les relations politiques de l'homme et du cheval en France de 1614 à 1914 » à l'institut d'études politiques de Grenoble, mais il faut attendre Jacques Mulliez, en particulier avec Les chevaux du royaume, paru en 1983 (et réédité chez Belin en 2004), pour obtenir le premier ouvrage d'un historien du monde rural sur le sujet. Jean-Pierre Digard écrit de nombreux articles et livres depuis la fin des années 1990. L'historien de l'Ancien Régime Daniel Roche a écrit une série de trois ouvrages sur la culture équestre occidentale du XVIe siècle au XIXe siècle, avec Le cheval moteur (2008), La gloire et la puissance (2011) et Connaissances et passions (2015). L'histoire récente du cheval de trait français est abordée plusieurs fois par Bernadette Lizet, sous un angle sociologique. Le colonel Denis Bogros étudie le cheval militaire, en particulier dans Les chevaux de la cavalerie française, paru en 2001.

« L'étalon et la jument font le poulain, mais c'est l'éleveur qui fait le cheval. En d'autres termes la question chevaline est une affaire de mœurs plus que d'argent. »

— Charles Mourain de Sourdeval

## Histoire
Le statut du cheval en France est commun à toute l'Europe de l'Ouest, la maîtrise de l'animal témoignant de la supériorité d'une classe sociale, notamment celle de la noblesse et de la chevalerie. Contrôler l'élevage équin est un enjeu militaire et politique. Pour l'historien Daniel Roche, « l’histoire du cheval épouse celle de la nation : le rayonnement d’un pays se conjugue avec le fait de posséder ses propres haras ». Par conséquent, une distinction existe entre le cheval militaire ou aristocratique (destiné aux tournois, aux manèges, aux carrosses, à la chasse ou aux gradés de l'armée), qui doit être élégant, et le cheval de travail des paysans et du peuple, pour qui le fond prime sur la forme. L'élevage ne nécessite pas en principe de savoir monter à cheval, mais sous l'influence du désir d'agir sur les formes et le caractère des animaux, une sélection se met en place : « l'élevage montre comment le savoir équestre se proposa d'investir le corps biologique du cheval ».
Le rôle des haras nationaux est primordial, puisque cette structure d’État créée sous Louis XIV a géré la population équine française jusqu'au début du XXIe siècle, surtout en ce qui concerne l'approbation ou l'autorisation des étalons reproducteurs selon leurs qualités. Les haras détiennent des étalons de différentes races, en particulier des chevaux de trait et de sport depuis la fin du XXe siècle. Cette même époque voyant la fin des chevaux militaires et utilitaires. Elle entraîne une profonde mutation de l'élevage et des rapports avec l'animal.

### La France, pays du cheval de travail

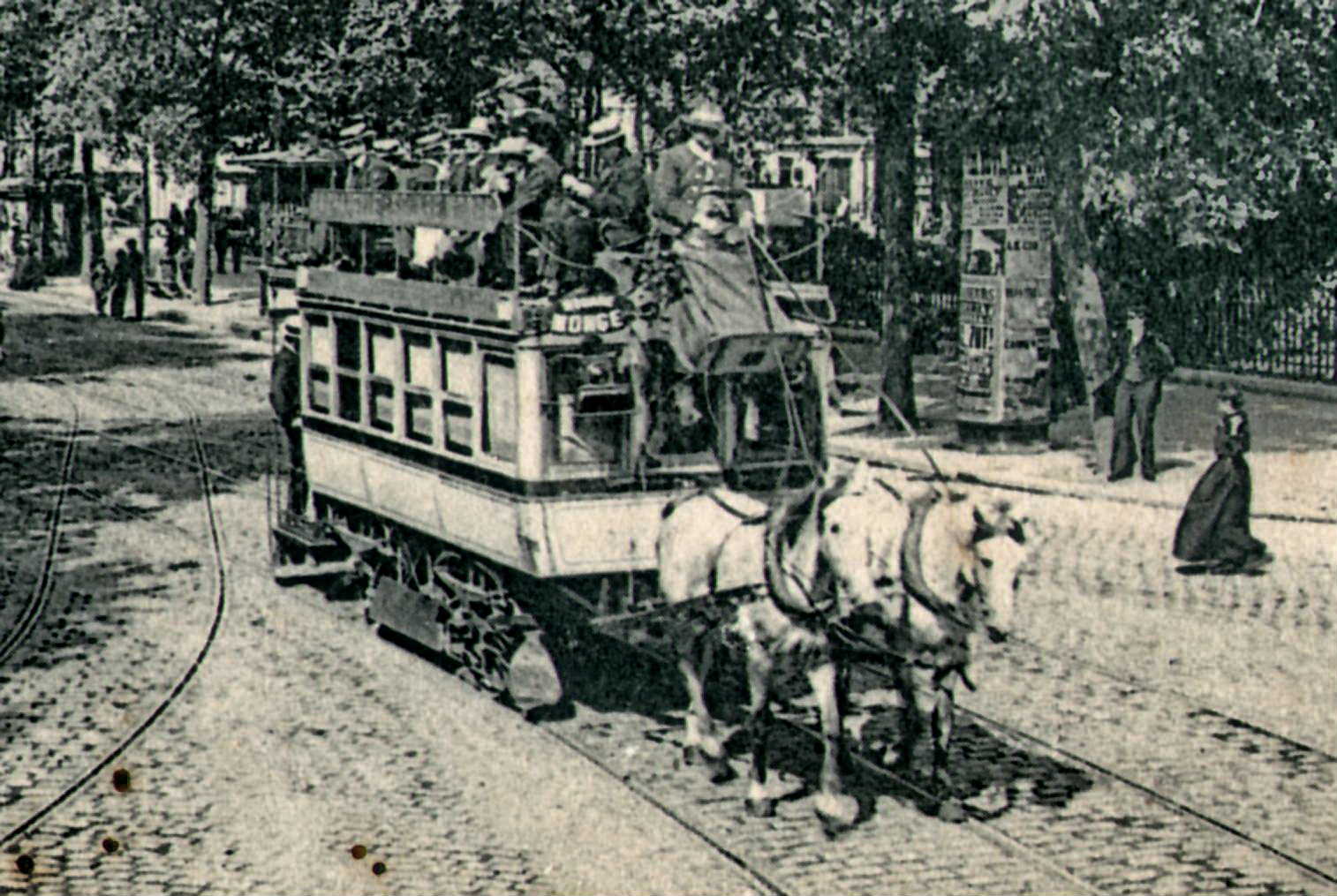
La culture d’élevage française est bâtie autour de l'exploitation musculaire du cheval à la traction (ici, la compagnie générale des omnibus).

Tous les spécialistes s’accordent pour considérer la France comme un pays d'élevage de chevaux de travail. Pour Denis Bogros, cette orientation découle d'habitudes sédentaires très ancrées. Une culture d'éleveurs s'est développée autour de l'exploitation musculaire du cheval au labour puis au transport, en particulier grâce au collier d'épaule, fait constaté au moins depuis le XIIe siècle avec l'emploi du tombereau. Cette spécialisation autour du « cheval moteur » dont parle Daniel Roche entraîne un développement plus rapide des routes carrossables,.
L'élevage des paysans reste longtemps « sauvage » : les poulinières sont saillies par des étalons laissés en semi-liberté, tous employés à de menus travaux. Il y a changement et sélection avec la recherche de juments plus aptes à la culture des terres. Les neuf races de trait françaises n'émergent pas avant le XIXe siècle, contrairement à une opinion populaire répandue,. Ces neuf races, qui constituent un héritage unique au monde par leur diversité et la sélection effectuée par les éleveurs français, ont été proposées en 2008 au patrimoine mondial de l'Unesco, qui n'a vraisemblablement pas donné suite.
Les bons chevaux de selle sont à la fois rares et chers en France, et naissens presque exclusivement autour de Tarbes (cheval navarrin, Anglo-arabe) et en Limousin. En temps de paix, l'armée française se fournit surtout en Allemagne et aux Pays-Bas. Selon le colonel Denis Bogros, « jusqu'en 1762, le roi et l’État devront souvent intervenir dans l'achat des montures, et en faveur de la production du cheval de selle, mais les éleveurs eux-mêmes abusent de ces aides. » Un grand nombre de défaites de la cavalerie française seraient imputables, non pas aux hommes, mais à la mauvaise qualité des chevaux de troupe français, plus adaptés à la culture des terres qu'aux exigences militaires.

### Antiquité

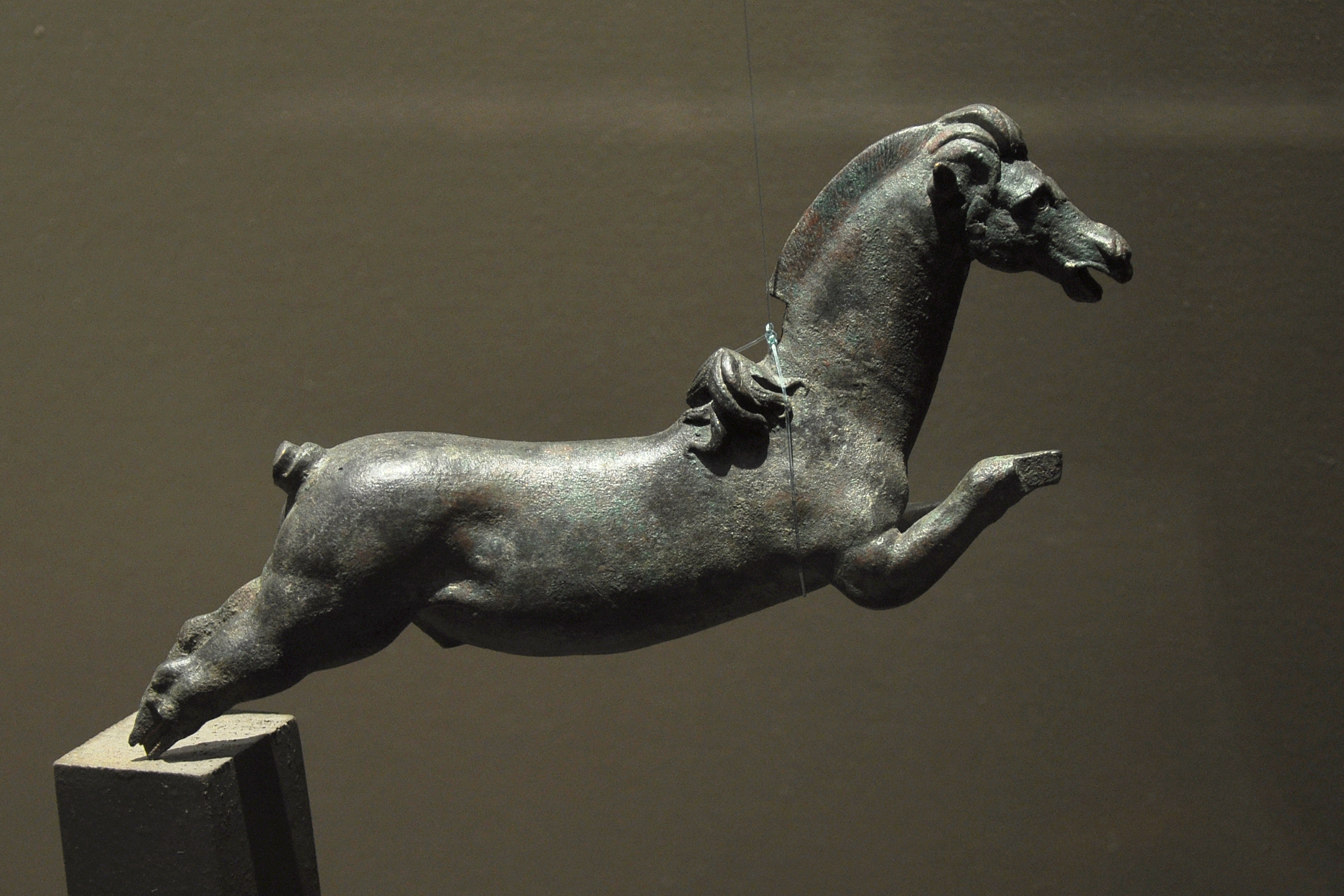
Statuette de cheval gallo-romaine conservée au musée d'Évreux.

Les populations humaines présentes sur le territoire de la future France chassent les chevaux sauvages depuis au moins 450 000 ans. Le cheval domestique est introduit en Gaule depuis l'Europe de l'Est au cours de l'âge du bronze. Les Celtes, peuple cavalier, en pratiquent l'élevage de façon importante, comme l'attestent des vestiges archéologiques. Le cheval fait l'objet de très nombreuses utilisations. Il semble faire l'objet de cultes, et il n'est pas rare d'en retrouver dans des sanctuaires ou des tombes. Le cheval se répand, mais reste en retrait des autres animaux élevés sur le territoire français. Les restes de chevaux ne représentent jamais plus de 10 % des restes d'animaux domestiques retrouvés lors de fouilles. Ces animaux élevés par les Gaulois sont nettement plus petits que ceux connus de nos jours, mesurant environ 1,3 m, et présentant des similitudes avec le Tarpan, leur probable ancêtre.
Ils sont abattus jeunes (entre 3 et 5 ans), ce qui suggère une consommation pour leur viande. Les Gaulois consomment vraisemblablement aussi le lait de jument. Avant d'être abattus, ces chevaux servent de monture ou sont mis à la traction, bien que la traction bovine soit davantage usitée. Les chevaux tirent des chars légers, les labours et les chars plus lourds sont réservés aux bœufs. Ils sont utilisés pour la guerre. Les Romains, peu habitués à combattre à cheval à l'origine, intègrent finalement des cavaliers étrangers et notamment Celtes dans leur armée. Après le Ier siècle apr. J.-C., l'hippophagie recule fortement dans une société qui se romanise, la consommation du cheval étant très rare à Rome. Elle réapparaît au IVe siècle, lorsque l'Empire romain perd son influence.

### Moyen Âge

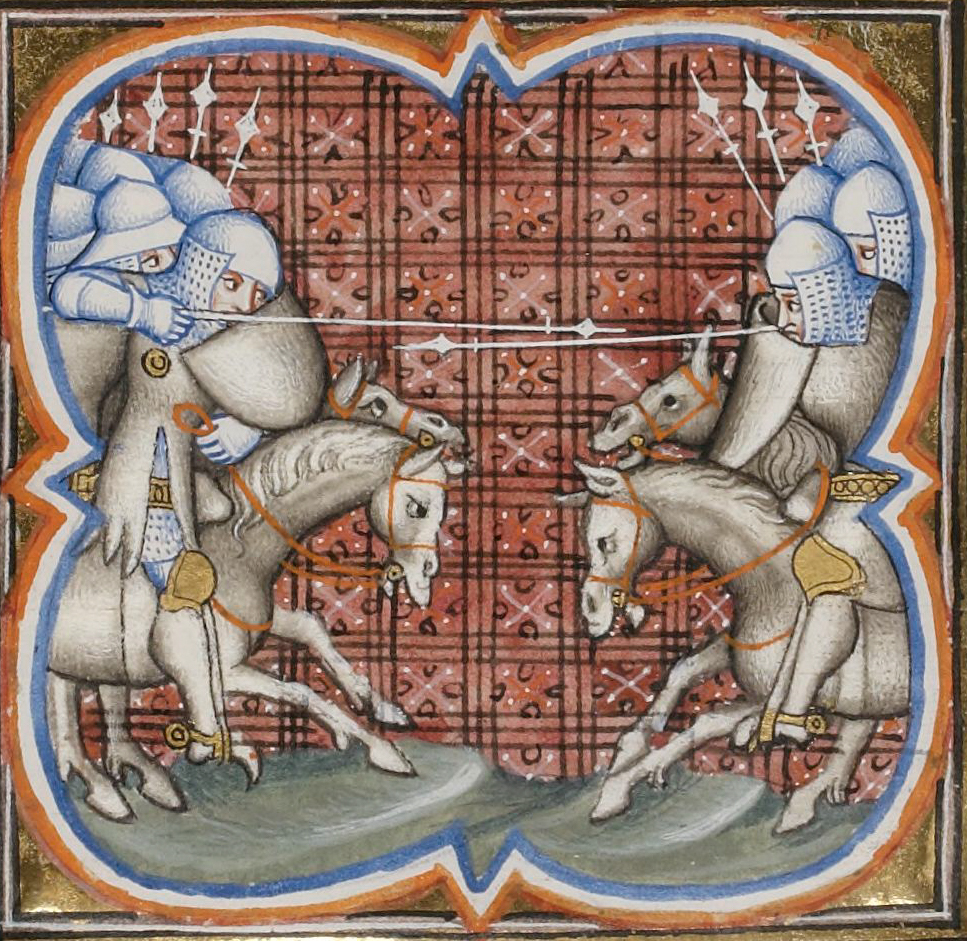
La Bataille de Muret d'après une enluminure du XIV (Grandes Chroniques de France, BNF, Ms français 2813, fol. 252v.)

L'élevage équin médiéval est peu connu car les sources sont rares. Les comes stabuli (littéralement : « comtes de l'étable »), sous Clotaire Ier au VIe siècle, ont pour fonction de gérer les chevaux. Au VIIe siècle, le royaume mérovingien garde toujours au moins un centre d'élevage en activité. La féodalité fait du cheval l'animal de statut de la noblesse, ce qui contribue à rendre l'hippophagie taboue dès l'Antiquité tardive et le Haut Moyen Âge. Le Pape Grégoire III l'interdit dans le monde chrétien en 732. La même année, des bêtes de grande valeur, au sang espagnol et oriental, sont peut-être capturées à la suite de la victoire de Charles Martel sur l'Islam des Omeyyades, envahisseurs à la bataille de Poitiers, et ajoutées au cheptel français,. Cependant, cet évènement pourrait aussi relever du mythe historique.
Charlemagne, au VIIIe siècle, décide dans ses capitulaires que les poulains de l'année doivent être vus. Durant le Haut Moyen Âge, les moines des abbayes jouent le plus grand rôle. La France produit alors de bons chevaux de guerre, certains chercheurs attribuant ce succès à la société féodale, mais également à l'influence historique des traditions romaines en matière d'élevage, préservées par les Mérovingiens. Par la suite, les croisés côtoient des chevaux turcs et arabes, qu'ils ramènent en France avec une forte influence en pays Limousin. Des routes d'importation se créent avec l'Espagne.
Les Carolingiens augmentent leurs effectifs en cavalerie lourde, ce qui aboutit à la saisie de terres (pour la production fourragère), et à un changement dans les tributs prélevés aux vassaux pour financer l’élevage des chevaux de guerre destinés à les protéger. Au IXe siècle, les possesseurs de vastes terres passent souvent à travers champs sur leurs chevaux, dévastant les prés et les cultures. Il n'est pas rare de les voir réclamer ensuite aux paysans du fourrage pour leurs chevaux une fois l'hiver venu.
Le rôle des abbayes est déterminant grâce aux cartulaires, qui forment la principale source écrite du XIe au XIIIe siècle avec la littérature courtoise, et ne mentionnent pas d'élevage équin sur les terres de l'Église. Il n'est pas exclu que les sources utilisées par les historiens soient orientées, mais cette absence de mention d'élevage par l'Église peut aussi suggérer que les chevaux soient exclusivement élevés dans les réserves seigneuriales, ce qui semble cohérent avec leur statut d'animal de prix utilisé par les seigneurs. L'importation de reproducteurs allemands, hollandais et danois est favorisée. L'élevage privé est de bonne qualité, chaque seigneur ayant à cœur de développer dans son fief un élevage à des fins militaires. Au XIIIe siècle, des chevaux dits « Norrois » sont importés de Frise. À la fin du Moyen Âge, l'Auvergne est une importante région d'élevage, et exporte sa production vers la Méditerranée.
La possession d'un cheval par les agriculteurs et paysans français semble peu fréquente jusqu'au XIe siècle. Les chevaux remplacent les bœufs sur les fermes à la suite du développement du collier d'épaule, d'après des sources iconographiques comme la tapisserie de Bayeux. La persistance de certaines traditions populaires laisse supposer que le cheval de travail, animal précieux, fait l'objet de soins attentifs de la part des paysans médiévaux, et se voit parfaitement intégré au cercle familial, contrairement à l'idée colportée par les sources d'époque.

### Temps modernes

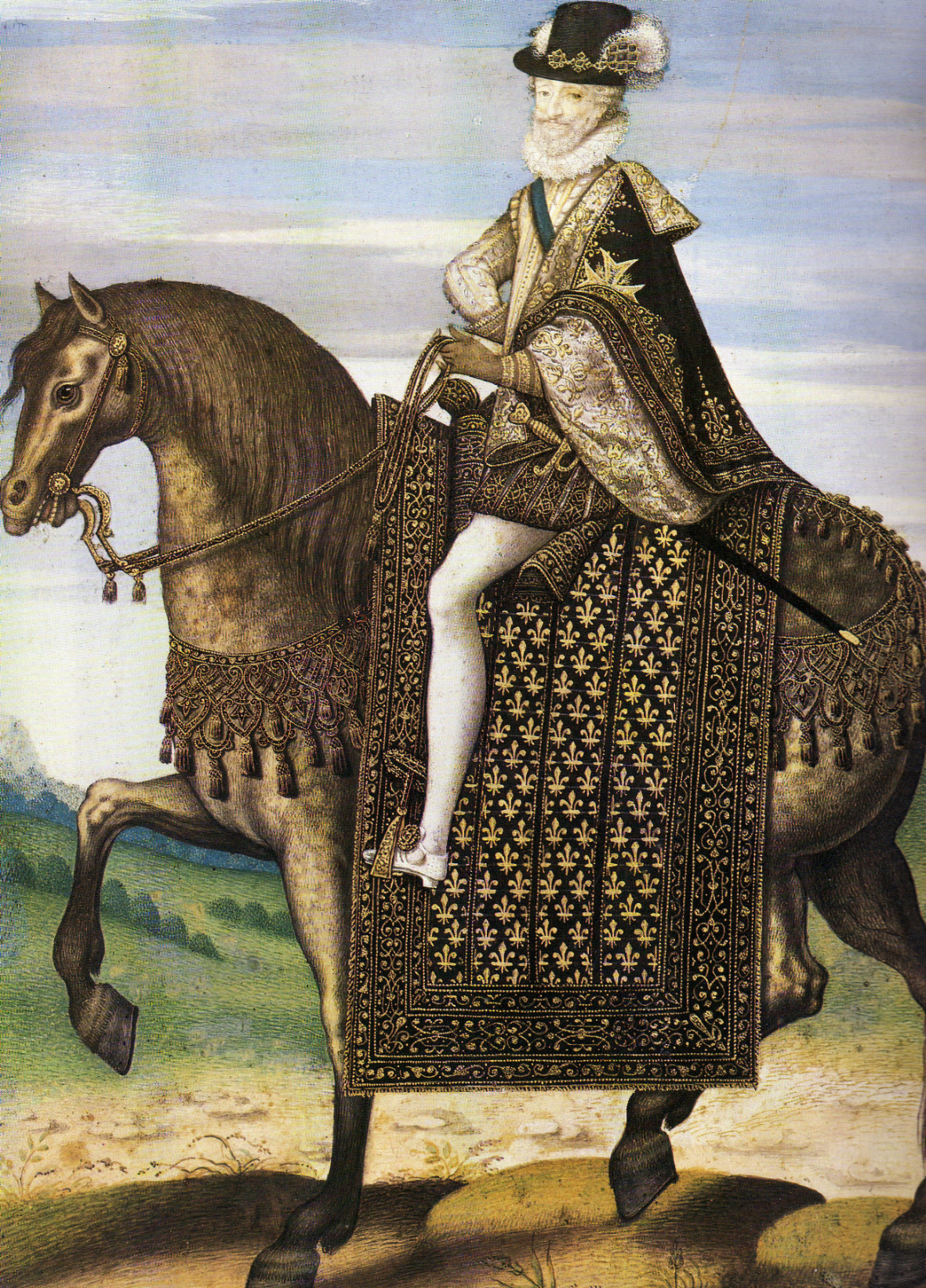
L'idée des haras nationaux, émise sous Henri IV, est mise en application sous Louis XIV.

La disparition de la féodalité et de la chevalerie entraîne la concentration de l'élevage autour du roi de France. La fin des conflits armés seigneuriaux après la guerre de Cent Ans réduit la nécessité d'entretenir un élevage équin militaire,. Les utilisations du cheval se développent, Louis XI instaurant les relais de poste en 1477, que Louis XII met à disposition des voyageurs en 1506. Tous les haras sont localisés dans les domaines de châteaux. Le nombre de bons chevaux de guerre va en diminuant, les guerres d'Italie et les guerres de religion n’arrangeant pas la situation. C'est pourquoi, début XVIe siècle, la pénurie en chevaux de guerre force le pays à se fournir à l'étranger.

#### D'Henri IV à Louis XIII
L'agronome Olivier de Serres, au service d'Henri IV, fait état du manque de chevaux de selle et de traction rapide dans le royaume. En 1614, Jean Tacquet préconise dans Haras des chevaux de se procurer des animaux orientaux, en 1626, d'autres hippiatres et notables s'alarment du nombre des montures de guerre importées. Richelieu fait raser les châteaux des frondeurs, qui perdent une partie de leur puissance militaire du même coup, mais la disparition de ces haras diminue d'autant les montures militaires disponibles,. Toujours sous Louis XIII, un mémoire anonyme conseille d'établir des haras en France. La notion de sélection fait son apparition. L'orientation recherchée est celle d'un « bon et beau » cheval. La noblesse importe des animaux depuis toute l'Europe sans qu'une race particulière ne s'impose dans les provinces françaises, où elles sont « une multitude ».

#### Création et applications des haras nationaux sous Louis XIV

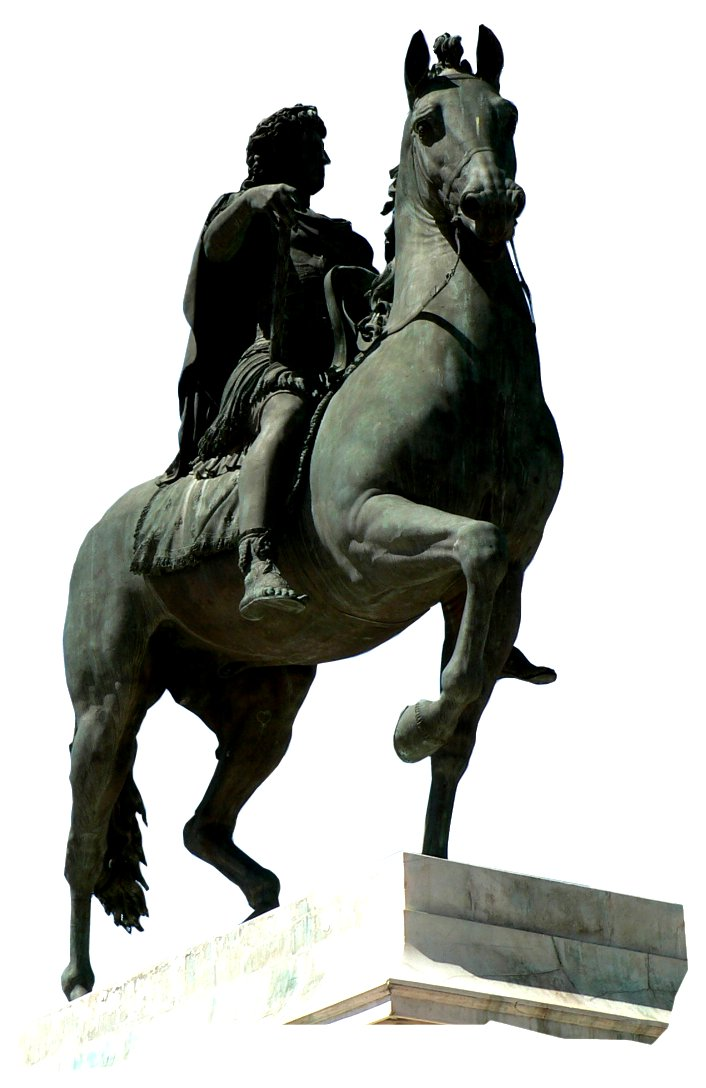
Louis XIV, lui-même fin cavalier, contribue pour beaucoup à faire du contrôle de l'élevage équin un enjeu d’État.

Au milieu du XVIIe siècle, le royaume de France manque toujours de chevaux de guerre pour remonter ses troupes : d'après Denis Bogros, roussins et bidets forment l'essentiel des équidés du territoire. Louvois met en place une inspection des effectifs et de l'entretien, espérant stopper les onéreuses importations. Colbert se penche sur la question en 1663. Il publie un décret le 17 octobre 1665, mais contrairement à ce que l'on croit bien souvent, il ne s'agit pas de construire les fameux haras nationaux ou de nationaliser une partie de l'élevage ;  Il aide le privé dans un premier temps, mettant en place une administration d’État destinée à intervenir,,.
Son développement sous Louis XIV est indissociable de l'absolutisme. Il touche toute la société puisque l’État tente peu à peu de contrôler et de centraliser l'élevage. Les éleveurs privés se sentent dépossédés. Le but de Colbert est d'intéresser les grands propriétaires fonciers à l'élevage. Pour cela, il met en place un système simple : un étalon du roi est confié gratuitement au garde-étalon d'un haras privé n'importe où dans le royaume, contre la promesse de le tenir à disposition de qui le demande pour la reproduction, de le nourrir et de l'entretenir. L'approbation des étalons privés et les encouragements à entretenir des jumenteries complètent le système. Peu à peu, le rôle des inspecteurs des haras se renforce et les garde-étalons se voient contraints d'appliquer à la lettre des instructions royales de plus en plus coercitives. Colbert et son successeur Seignelay orientent d'abord leurs efforts sur la production de chevaux carrossiers (dont l'utilisation est importante) et le maintien d'un effectif correct en chevaux de selle : le « cheval danois » est le plus recherché pour la traction, le Barbe le plus réputé des chevaux de selle à l'époque.
L'élevage est surtout orienté sur la qualité des étalons, les juments n'entrant pas en ligne de compte, ce qui est une erreur. Contrairement à ce qui se passe en Angleterre, les haras français ne recèlent que des étalons. L'idée dominante semble être qu'en croisant un grand et bel étalon à une petite jument, le produit sera amélioré car l'étalon est dominant. De plus, la royauté et les haras recherchent un type de cheval, ils ne raisonnent pas du point de vue des races, ce qui provoque la disparition de certaines races par le croisement. Si les mesures prises par les haras donnent les moyens d'un contrôle qui intéresse l'économie locale, les conflits et négociations entre monde paysan, industries et institution des haras nationaux ne cessent jamais d'exister. Aucune amélioration des chevaux français n'est observée sur toute l'époque de Louis XIV, les importations restent fortes en dépit des efforts observés. Gaspard Saunier fait état d'essais de croisements entre chevaux étrangers dans Art de la Cavalerie.

#### Principales régions d'élevage auXVIIe
L'élevage équin s'installe le plus souvent quand les possibilités de production céréalière sont médiocres : sur la façade Atlantique, dans les moyennes montagnes et dans les zones marécageuses. Les régions les plus réputées pour leur élevage à la fin du XVIIe siècle sont le Boulonnais, la Normandie, le Poitou, le Limousin, les Pyrénées, l'Auvergne, la Bretagne et la Franche-Comté, ces deux dernières faisant naître un grand nombre de chevaux chaque année, mais considérés comme de mauvaise qualité. L'évêché de Léon et celui de Tréguier voient dans le commerce de chevaux une source de profits. Les nobles s'approprient la production du cheval limousin, rare et très réputé du XVIIe siècle au début du XIXe siècle, au point de faire l'objet d'une « véritable vénération ». En Poitou, la production s'oriente peu à peu vers le mulet qui devient l'objet d'une industrie florissante dans la région jusqu'au début du XXe siècle. De l'époque d'Henri IV à la fin du XVIIe siècle, le cheval navarrin, produit dans les Pyrénées, a une certaine réputation dans la cavalerie légère. Le besoin en chevaux de troupe pousse le royaume de France à fermer les frontières avec l’Espagne au début du XVIIIe siècle. Les pyrénéens se tournent alors vers la production de mulets. La Franche-Comté fait partie des régions d'élevage qui émergent près des théâtres d'opérations militaires sous Louis XIV.
La suprématie de la Normandie, en particulier du Perche, et l'émergence de la généralité d'Alençon en tant que terres d'élevage sont finalement assez récentes, elles se produisent au cours du XVIIIe siècle.

#### Après Louis XIV

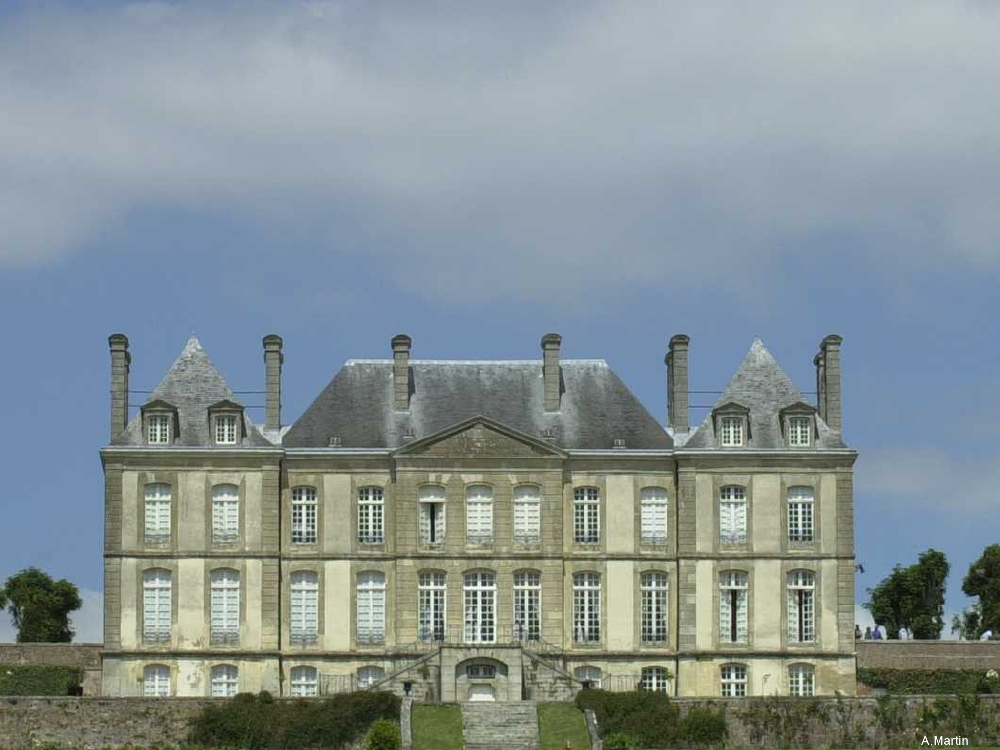
Le haras national du Pin, surnommé « Versailles du cheval », est le plus ancien et le plus prestigieux des haras royaux français.

En 1715, la mort de Louis XIV voit la fin de son économie de guerre, mais aussi de sa politique de persuasion par l'indication des types de chevaux à produire. Les élevages, particulièrement épuisés, sont réorganisés par Pontchartrain et Brancas pour être « conçus comme un tout » en 1717. Ils offrent un « véritable quadrillage du territoire par des institutions centrales promotrices d'élevages locaux, conçus comme autant de laboratoires de production de formes particulières et singulières en vue de croisements dosés pour la confection d'un cheval type ». Ce nouveau règlement suscite des réflexions. Il est tantôt strictement appliqué, tantôt discuté pour rechercher de nouvelles solutions.
L'une des principales mesures de cette réforme est la construction des haras royaux, en particulier celui du Pin. Les étalons royaux « améliorateurs » y sont croisés avec les juments locales, usage qui s'impose durant tout le XVIIIe siècle. Les spécialistes savent qu'un Pur-sang n'est pas un bon choix de cheval de guerre, et que les bidets rustiques de Bretagne, capables de se nourrir d'ajoncs, résistent bien mieux aux privations et aux fatigues des combats que le « beau cheval ». Les érudits comme Claude Bourgelat et Buffon défendent l'utilisation d'étalons étrangers sur tout type de poulinière, et s'opposent aux croisements consanguins. Certains hippiatres cherchent à concilier « le beau et le bon » chez le cheval, en accordant la production régionale aux besoins du pays. Les conflits dans le domaine de l'élevage y trouvent leur origine. En 1781, Necker révèle le coût élevé des dépenses pour l'élevage français. D'après le major général de Bohan, le cheval de cavalerie français est « lâche, triste, mou et défiguré » en raison de la mauvaise gestion du royaume « par le choix des pères et mères dont on veut tirer race ».

##### Principales régions d'élevage à la fin de l'Ancien Régime

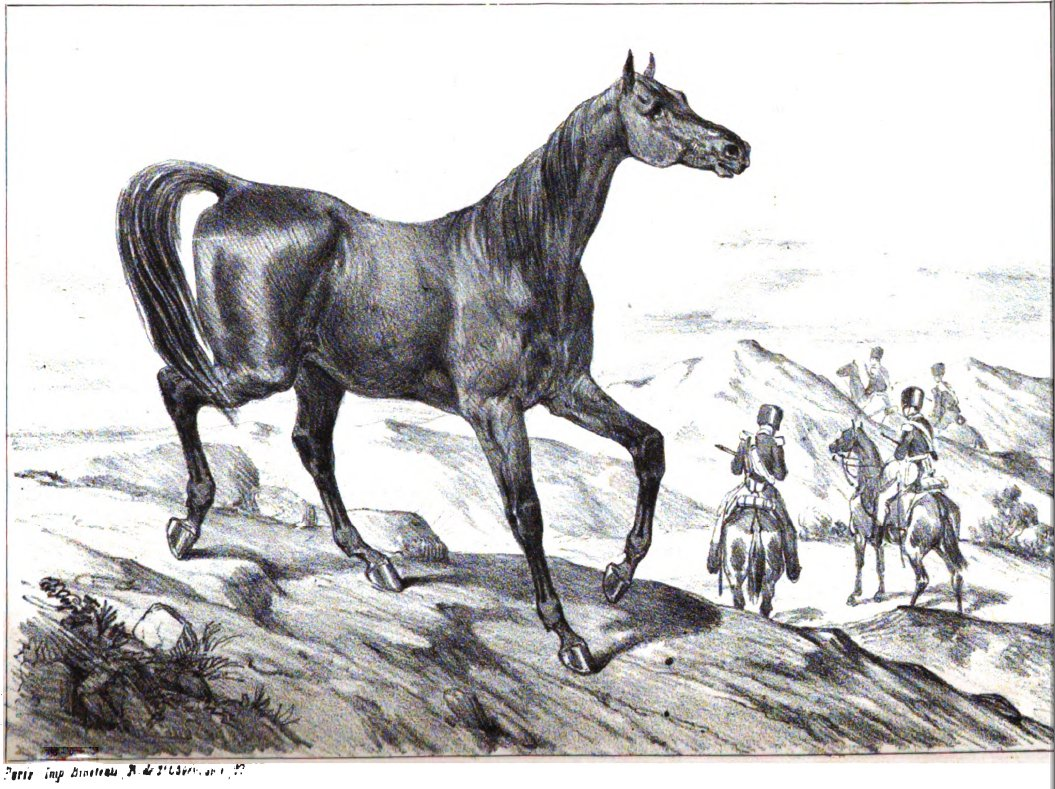
Le cheval limousin, type réputé pour la selle.

Les principales régions françaises d'élevage du cheval de selle avant la Révolution française sont la Normandie et le Limousin. Pour le cheval de travail, un début de sélection par spécialisation se met en place à la fin du XVIIe siècle. Le pays de Caux, en particulier, obtient une grande réputation lorsque les juments sont choisies sur leur emploi au labour des terres. Les juments Boulonnaises dites « mareyeuses » sont l'objet d'une « sélection par l'épreuve » pour la traction lourde au trot, qui les rend très recherchées jusqu'au début du XIXe siècle. La qualité des chevaux produits dans le pays reste « très contrastée ». Quelques riches aristocrates se lancent dans l'élevage de chevaux de luxe coûteux, à partir du Pur-sang, essentiellement à destination des hippodromes. On peut parler de races de chevaux dès le XVIIIe siècle.

##### Contestation envers les garde-étalons et l'administration française
Une pénurie en chevaux de guerre s'observe à cause de la « liberté de saillie » : les éleveurs paysans n'envisagent pas d'entretenir un étalon royal exclusivement destiné à la reproduction, et continuent à faire naître des poulains avec leurs étalons locaux. L'ouverture du haras national du Pin, entre 1714 et 1728, puis celle du haras national de Pompadour en 1751, a pour but de pallier le problème. Une série de réformes sont mises en place et imposent à tout éleveur, aristocrate ou paysan, le recours à un étalon royal dont la saillie est payante pour avoir le droit de faire naître des poulains. Le résultat n'est pas toujours adapté à l'usage recherché, en particulier chez les paysans. Ces mesures coercitives s'accompagnent de trafics et de corruptions, elles sont perçues comme des ingérences. De plus, le trésorier des haras est dispensé du contrôle de la cour des comptes. Sous l'Ancien Régime, les paysans sont considérés comme de mauvais éleveurs, seuls les règlements administratifs apparaissent aptes à garantir la production de bons chevaux de guerre. Les garde-étalons deviennent très impopulaires mais, bien que de nombreux reproches leur soient adressés, certains critiquent eux-mêmes le fonctionnement de l'administration française.

### De la Révolution française au Premier Empire

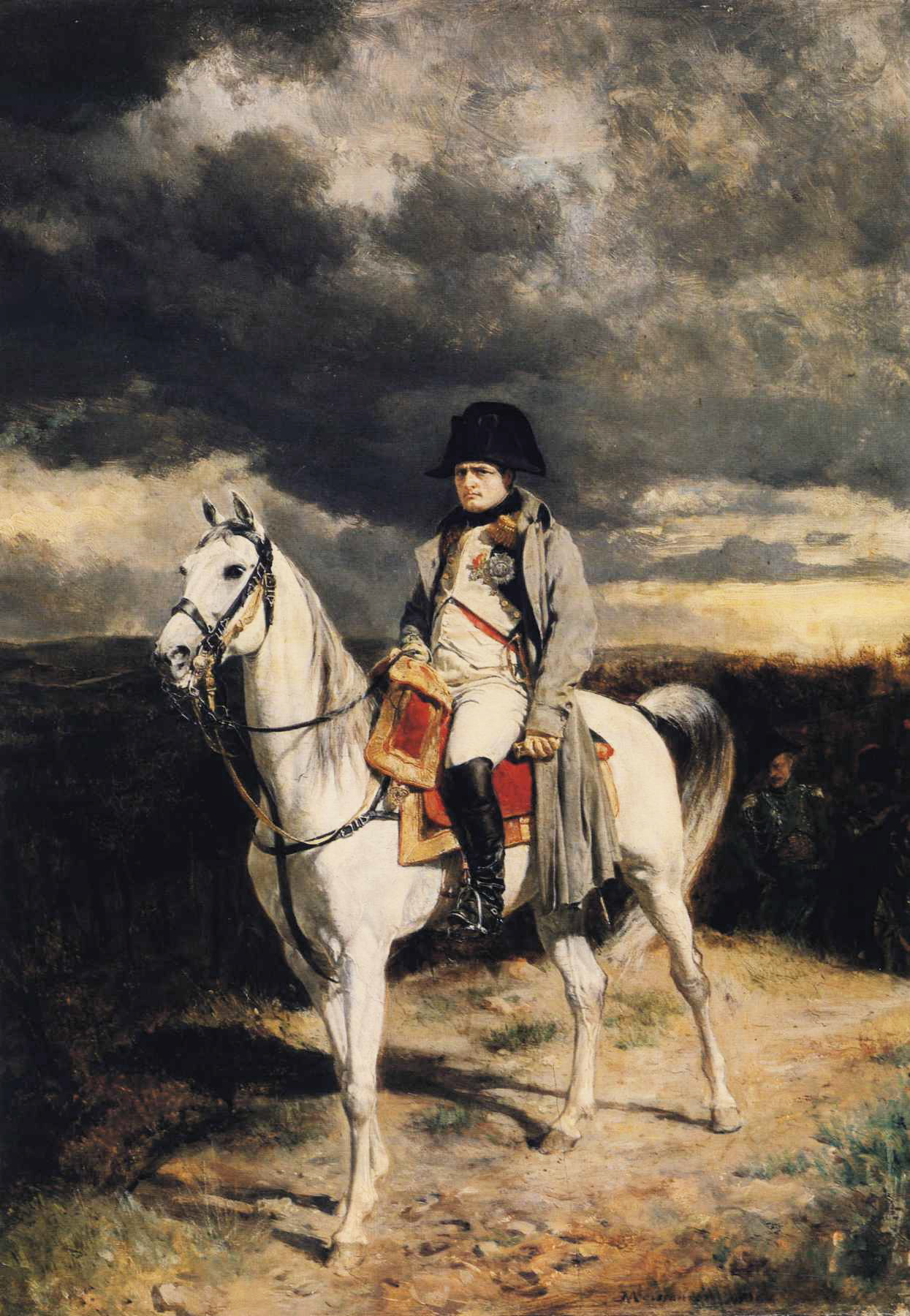
Napoléon Ier en 1814 par Jean-Louis-Ernest Meissonier : la monture est un cheval arabe.

La Révolution française voit un nouveau bouleversement des rapports à l'élevage, cette fois en défaveur de la noblesse : les haras nationaux sont accusés de despotisme et l'Assemblée constituante de 1789 les supprime l'année suivante. La cavalerie, réputée dirigée par les nobles, doit se redéfinir et trouver de nouveaux moyens d'obtenir des chevaux, en l’occurrence par réquisition, levée, prises sur l'ennemi et pillage de contrées occupées. Les étalons « royaux » sont dispersés dans tout le pays, Denis Bogros déplore « l'émigration des cadres nobles, la démagogie et l'incompétence de leurs remplaçants ». Le système de réquisition ou de saisie induit aussi un nouveau rapport entre élevage paysan et monde militaire : voyant d'un mauvais œil la saisie de leurs chevaux de travail, même dans un but patriotique, les agriculteurs s'arrangent souvent pour n'élever que des animaux inutiles aux armées.
Napoléon Ier choisit le cheval arabe pour son usage personnel après la campagne d'Égypte. En 1805, il peine à trouver ne serait-ce que cent chevaux de selle sur le territoire français car « partout ne s'élèvent que des chevaux de trait ». Il rétablit les haras en 1806, et les place sous la tutelle du ministère de l'intérieur. Son arrivée au pouvoir coïncide avec l'engouement pour le cheval arabe, Jean-Pierre Digard précise qu'« après avoir trouvé ses racines en Angleterre, l'arabomanie équestre connait son apogée en France sous le Premier Empire ». L'époque napoléonienne impose l'élevage du cheval arabe, des tentatives de croisement entre chevaux locaux français et chevaux orientaux sont tentés, avec plus ou moins de succès. Les très nombreuses réquisitions en chevaux lors des guerres épuisent les ressources du pays. En 1810, Napoléon réorganise les remontes militaires et choisit ses montures de cavalerie légère dans les Pyrénées (cheval navarrin), en Auvergne (cheval d'Auvergne), en Limousin (cheval limousin), en Morvan (cheval du Morvan), en Bretagne (bidet breton), et dans les Ardennes (Ardennais de type selle). Les dragons et l'artillerie légère montent des chevaux normands et lorrains à deux fins. La cavalerie lourde se fournit exclusivement en Allemagne. Pour Denis Bogros, l'élevage du cheval militaire français est « au niveau zéro ». Le duc de Wellington affirme en août 1815 que la cavalerie de la Grande Armée est la plus mal montée d'Europe. Fernand Braudel et Jacques Mulliez notent que le système d'élevage français n'a pas évolué depuis la guerre de Cent Ans. Le colonel de Brack donne sa préférence au cheval d'Auvergne, cheval du Morvan, bidet breton ou cheval du Béarn.

### XIXesiècle
La Révolution française, l'Empire et la Restauration portent des coups durs à l'élevage français, considéré comme « en ruines » : les anciennes races locales, selon les spécialistes de l'époque, sont soit « disparues, » soit « dégénérées », et il faut en créer de nouvelles, tant à l'usage de l'armée qu'à celui des transporteurs et des paysans. L'élevage du cheval de selle est étroitement lié aux déplacements individuels avant l'amélioration des routes vers 1815, ce qui généralise l'utilisation des attelages et de la traction hippomobile, nécessitant davantage de chevaux carrossiers et de trait : durant la première moitié du siècle, les races lourdes de traction au pas et les chevaux de tirage au trot, en particulier ceux de Caen qui prennent le nom de « cheval normand » ou « cheval français », sont les plus vendues. Les races ne répondant plus aux besoins et aux usages disparaissent. L'assèchement des marais dans diverses régions favorise une meilleure qualité d'élevage, parallèlement les chevaux de travail sont sélectionnés en s'appuyant, selon Jacques Mulliez, sur la présence d'animaux paysans employés à la culture des terres. Cet élevage sélectif est d'excellente qualité, si bien que « les performances des attelages vont plus que doubler entre 1814 et 1847 ». Pour obtenir davantage de chevaux de remonte, une loi fonde quinze dépôts de remonte militaire en 1831.
Dès le début du siècle, le débat sur la race se place au centre des discussions des éleveurs notables, qui par là « veulent vérifier dans l'espèce chevaline les règles d'un savoir plus universel, qu'ils aimeraient voir appliquer à l'espèce humaine ». Les bourgeois veulent créer des races et constituer des généalogies, tout en luttant contre la « dégénération ». Un conflit oppose les partisans de l’État et les libéraux.
Cette même époque voit la légalisation et la promotion de l'hippophagie, cependant elle ne touche pas directement l'élevage, seuls les chevaux de réforme sont abattus. Le perfectionnement des institutions et la naissance d'une véritable industrie des races chevalines, issues de différents croisements, marque la fin du siècle. Jusqu'au milieu du XXe siècle, la présence de chevaux reste la plus forte dans le Nord et l'Ouest du pays : Bretagne, Normandie, Nord-Pas-de-Calais, Picardie et Moselle en particulier.

#### Le Pur-sang s'impose

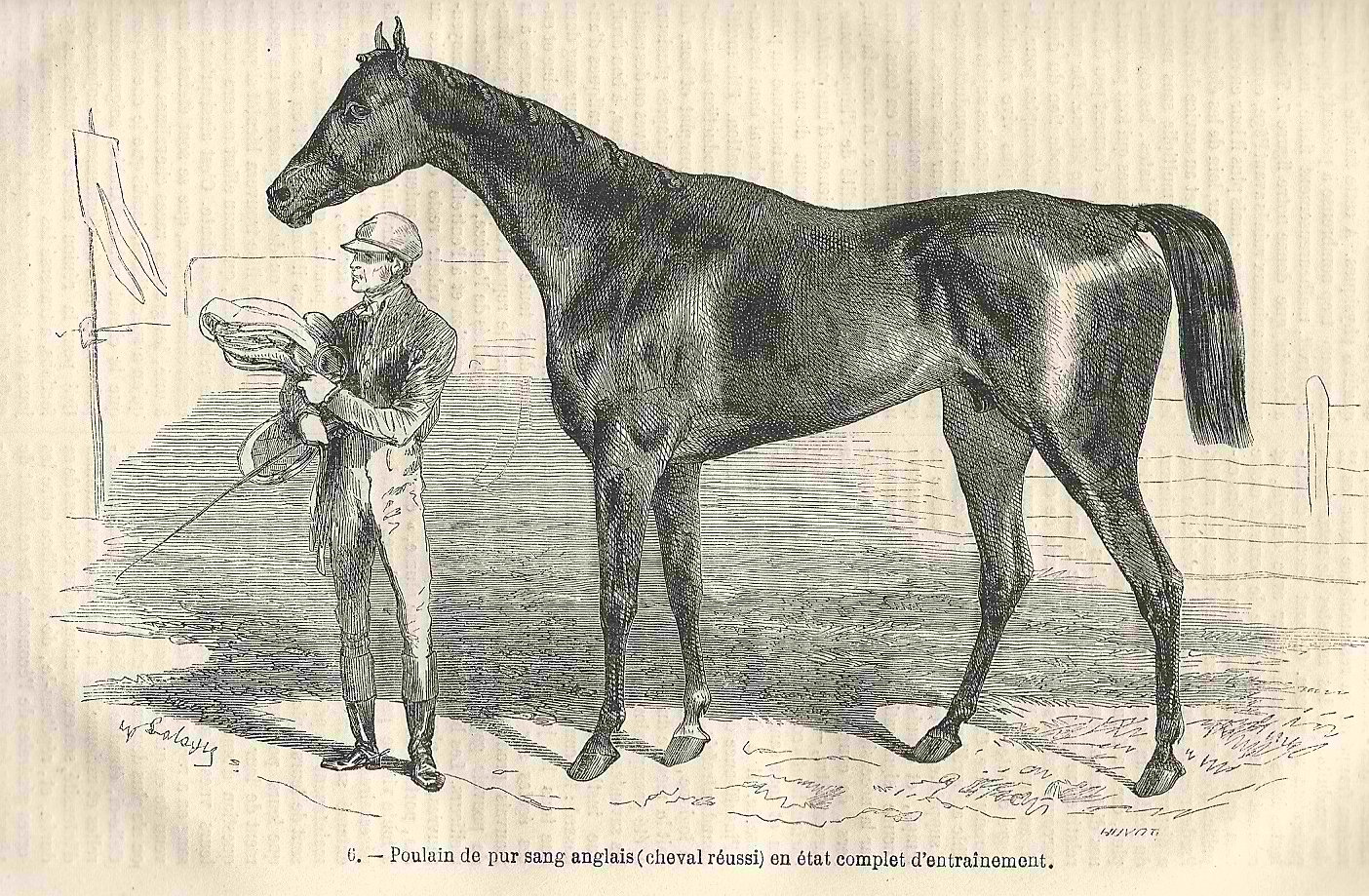
Le Pur-sang, ici dans une encyclopédie agricole d'époque, est considéré comme la race chevaline la plus utile.

La Restauration coïncide avec l'arrivée en force du Pur-sang anglais,. Depuis la fin du XVIIIe siècle, une grande rivalité existe entre le milieu cavalier français et l'anglais, chacun revendiquant être une nation cavalière. Les Anglais parviennent, au cours du siècle suivant, à imposer le Pur-sang comme la race chevaline la plus utile en France, mais pas leurs loisirs tels que la chasse au renard. Présent sur les hippodromes, il est également recherché comme cheval d'armes et de chasse, considéré comme supérieur dans le travail de haute école, comme le montrent plusieurs chevaux travaillés par François Baucher. Les hommes de la fin du siècle l'interprètent comme preuve qu'une race humaine « peut se constituer afin d'éliminer les tares de la dégénérescence ». Le Pur-sang et l'Arabe sont reconnus comme « races pures » en 1833, leurs stud-books respectifs sont établis.
Tout le XIXe siècle est marqué par la volonté de voir émerger une race concurrente du Pur-sang. La création de l'Anglo-arabe est le fruit de cette recherche d'un « Pur-sang français ».

#### D'anciennes races disparaissent

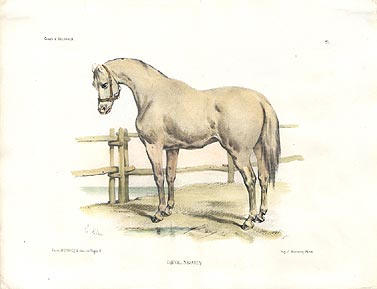
Le cheval navarrin, (ici, une lithographie rehaussée à l'aquarelle), race de selle de grande réputation, disparaît au milieu du XIXe siècle.

De nombreuses races disparaissent, faute d'usage et d'intérêt à les élever, en particulier de petits animaux semi-sauvages. Le cheval du Morvan, bidet rustique à deux fins qui vivote en bordure de forêts, est concurrencé par les chevaux de trait plus puissants. Parallèlement, le trait picard, issu de l'ancien cheval flamand, disparaît tout comme le cheval artésien au profit du Boulonnais, plus réputé.
Le cheval brennou, petit animal des landes et des marais, laisse sa place aux bovins. Le cheval des Landes, lui aussi laissé à l'état sauvage depuis le XVIIe siècle, disparaît au XIXe siècle. Les croisements incessants avec des chevaux de sang sont une autre cause de disparition, ainsi le cheval navarrin (navarin, navarrois, bigourdin ou tarbais), qui était surtout élevé dans les plaines des Pyrénées près de Tarbes, ainsi qu'en Bigorre, dans les Hautes-Pyrénées, est absorbé par des croisements avec les Pur-sangs et les Arabes, en formant l'une des souches de l'Anglo-arabe.

#### Loi Bocher et cheval militaire

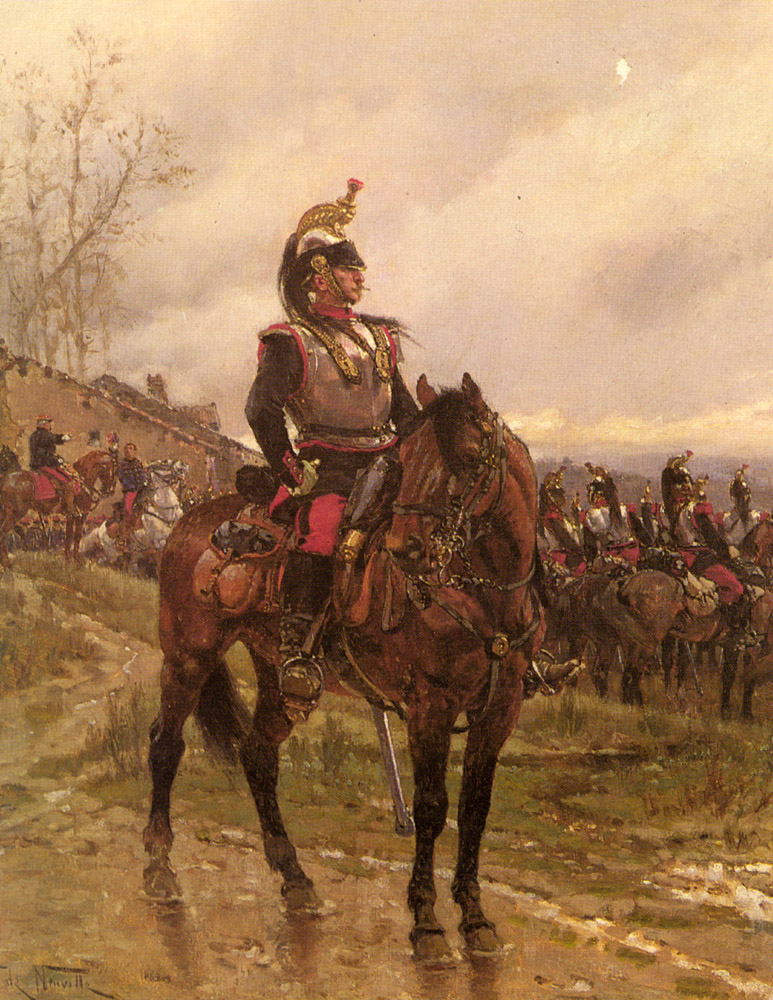
Cuirassier français pendant la guerre franco-allemande de 1870, par Alphonse de Neuville.

D'après Denis Bogros, les éleveurs de chevaux carrossiers trotteurs trompent longtemps l’État en parvenant à lui vendre des rebuts d'élevage comme remontes militaires grâce à un puissant lobbying, c'est pourquoi ils répandent la notion de « cheval à deux fins ». La conquête de l'Algérie permet enfin d'obtenir une bonne remonte militaire grâce aux chevaux Barbes. Napoléon III les préfère aux chevaux français dans toutes ses expéditions. Pour Denis Bogros, « le cheval du Maghreb était bien, et restera, le meilleur cheval de guerre de troupe de la cavalerie française. ». Cette nouvelle vague d'engouement pour les chevaux orientaux est peut-être liée au best-seller Les Chevaux du Sahara, paru en 1851.
En 1870, après la bataille de Sedan et la fin de l'Empire, l'élevage prend une forme qui ne se modifie plus jusqu'à la Première Guerre mondiale. La loi dite « Bocher » ou « loi des haras et remontes » est votée en 1873 et instaure des primes pour les producteurs de métropole tout en taxant les importations, ce qui empêche l'achat des chevaux du Maghreb. Ce protectionnisme est le résultat du désir des éleveurs métropolitains de protéger leurs intérêts. Leur poids économique est tel qu'ils influencent négativement l'efficacité de l'armée française en ne produisant que de grands chevaux corpulents, moins résistants à la fatigue que les Barbes et les Arabes. L'Anglo-arabe, produit autour de Tarbes, se révèle plus efficace pour l'armée que l'Anglo-normand, son stud-book est ouvert en 1833, comme race française.
La Société d'encouragement à l'élevage du cheval de guerre français est fondée en 1898 par l'hippologue Maurice de Gasté, qui dira à ce sujet « L'éleveur aujourd'hui ne peut faire des chevaux de selle, pour cette excellente raison que l'étalon de selle n'existe pas en France ». Denis Bogros, en conclut qu'« il aura fallu trois siècles et demi pour qu'on décide d'agir pour produire, en France le cheval nécessaire à l'armée. ».

#### Triomphe du demi-sang

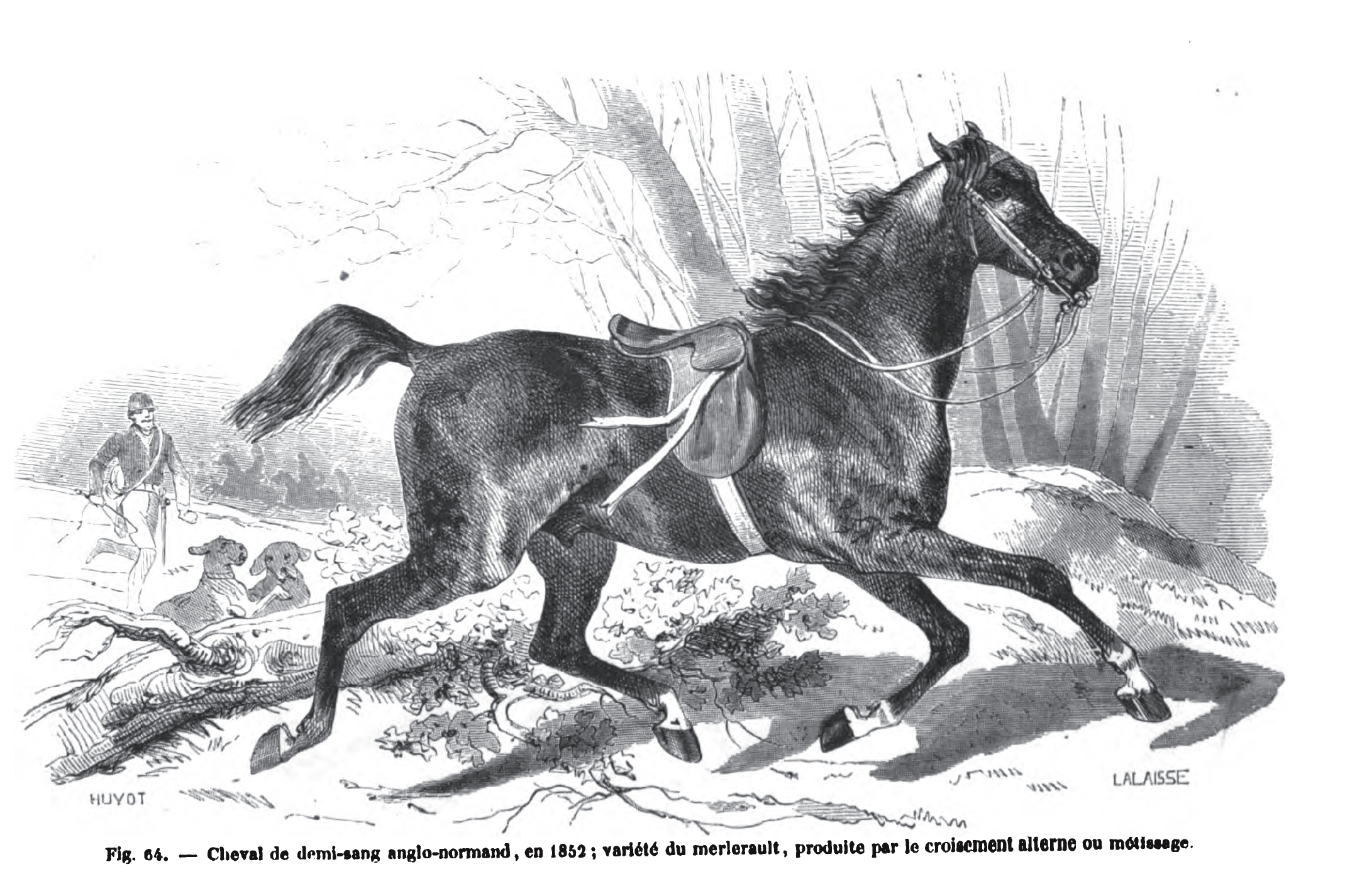
L'Anglo-normand (ici, la variété de Merlerault) est le plus célèbre demi-sang.

À la fin du siècle apparaissent des races locales issues de croisements entre la jumenterie française et le Pur-sang. Ce type de croisement, à savoir une jument autochtone, à orientation carrossière ou militaire, et un étalon Pur-sang, est reconnu en 1914 sous le nom de « demi-sang ». Des chevaux « demi-sang » sont créés dans de nombreuses régions françaises, régions dont ils tirent généralement leur nom. Leur utilisation première est militaire, puisqu'ils alimentent les remontes françaises, mais ils servent également à l'attelage. Ces croisements appauvrissent génétiquement les races françaises locales et créent une convergence morphologique pour tous les demi-sangs.
Parmi ces dizaines de « demi-sangs » existent l'Anglo-normand, l'Anglo-poitevin, le demi-sang du Centre, le demi-sang de l'Ain, l'Angevin, le Charentais, le Charolais, ou encore le Vendéen. Pour Nicole de Blomac, « ce XIXe siècle va se terminer dans l'apothéose du demi-sang. ». Ils sont en vogue chez les notables comme chevaux d'attelage, signe de prestige et d'élégance, mais l'arrivée de l'automobile à la même époque entraîne peu à peu leur réorientation vers le sport.

#### Les chevaux de trait émergent

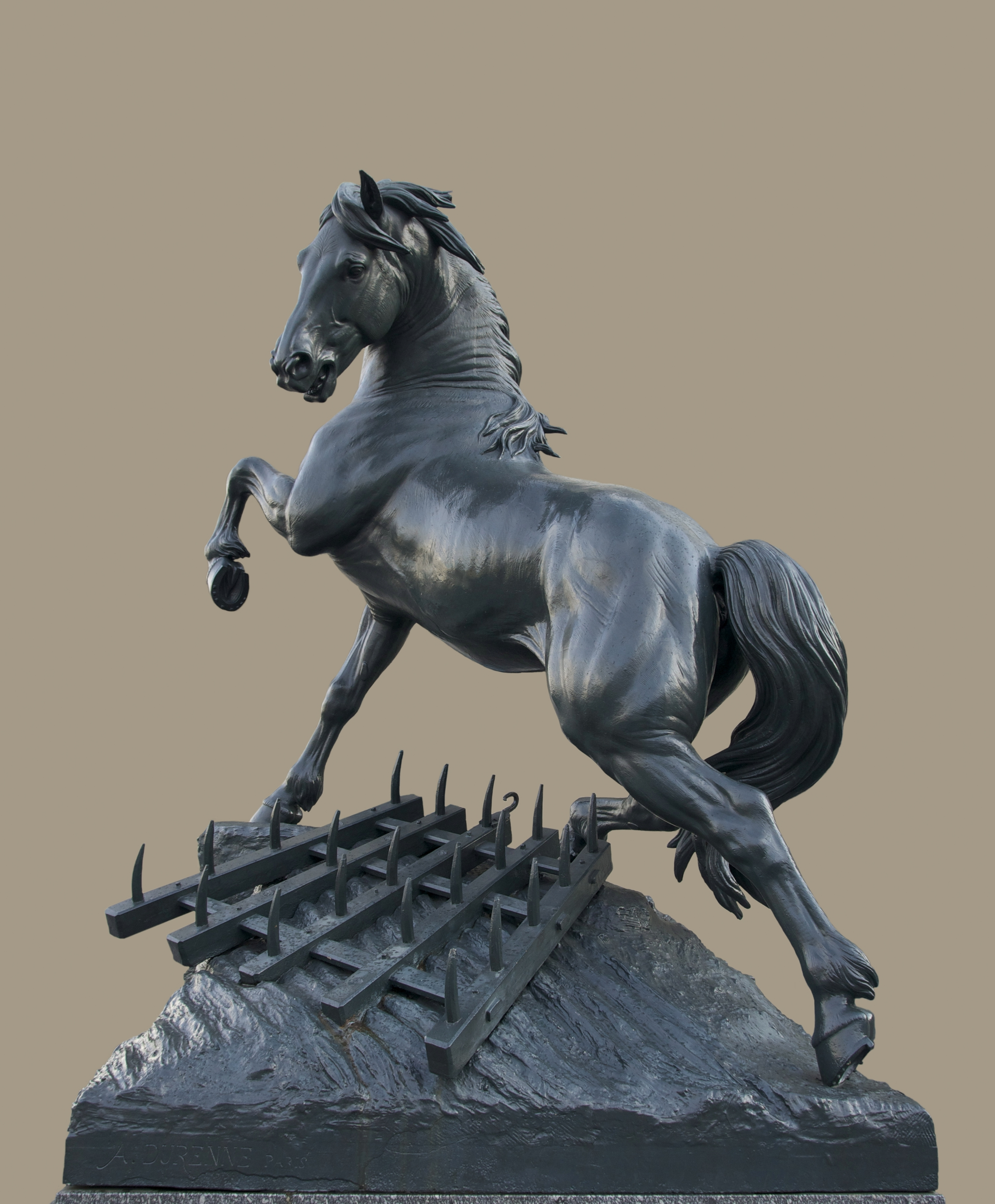
Cheval à la Herse de Pierre Louis Rouillard, 1878, illustrant le triomphe du cheval de traction agricole durant la seconde moitié du XIX. Le modèle de l'animal sculpté, proche du cheval de sang, est très éloigné de celui des véritables chevaux de trait.

Alors que la traction bovine a longtemps eu les faveurs des agriculteurs et même des monarques, la révolution industrielle entraîne d'énormes besoins en animaux de traction à la fois puissants et rapides dans tous les pays industrialisés, dont la France, pour déplacer des charges et des machines de plus en plus pesantes. Les bœufs étant lents, les chevaux sont, de décennie en décennie, l'objet d'un élevage sélectif visant à augmenter leur puissance de traction sans leur faire perdre en vivacité. Les chevaux au modèle lourd sont favorisés car, contrairement aux États-Unis où la taille immense des champs permet de créer des attelages à quinze chevaux voire plus, en France, il faut pouvoir obtenir un maximum de puissance avec un minimum d'animaux, en particulier pour répondre aux besoins des céréaliers du Vexin, de la Beauce et de la Brie. L'émergence, près de Boulogne-sur-Mer, dans le Vimeu et en Haute-Normandie des chevaux Boulonnais, précède celle des Percherons issus du comté du Perche.

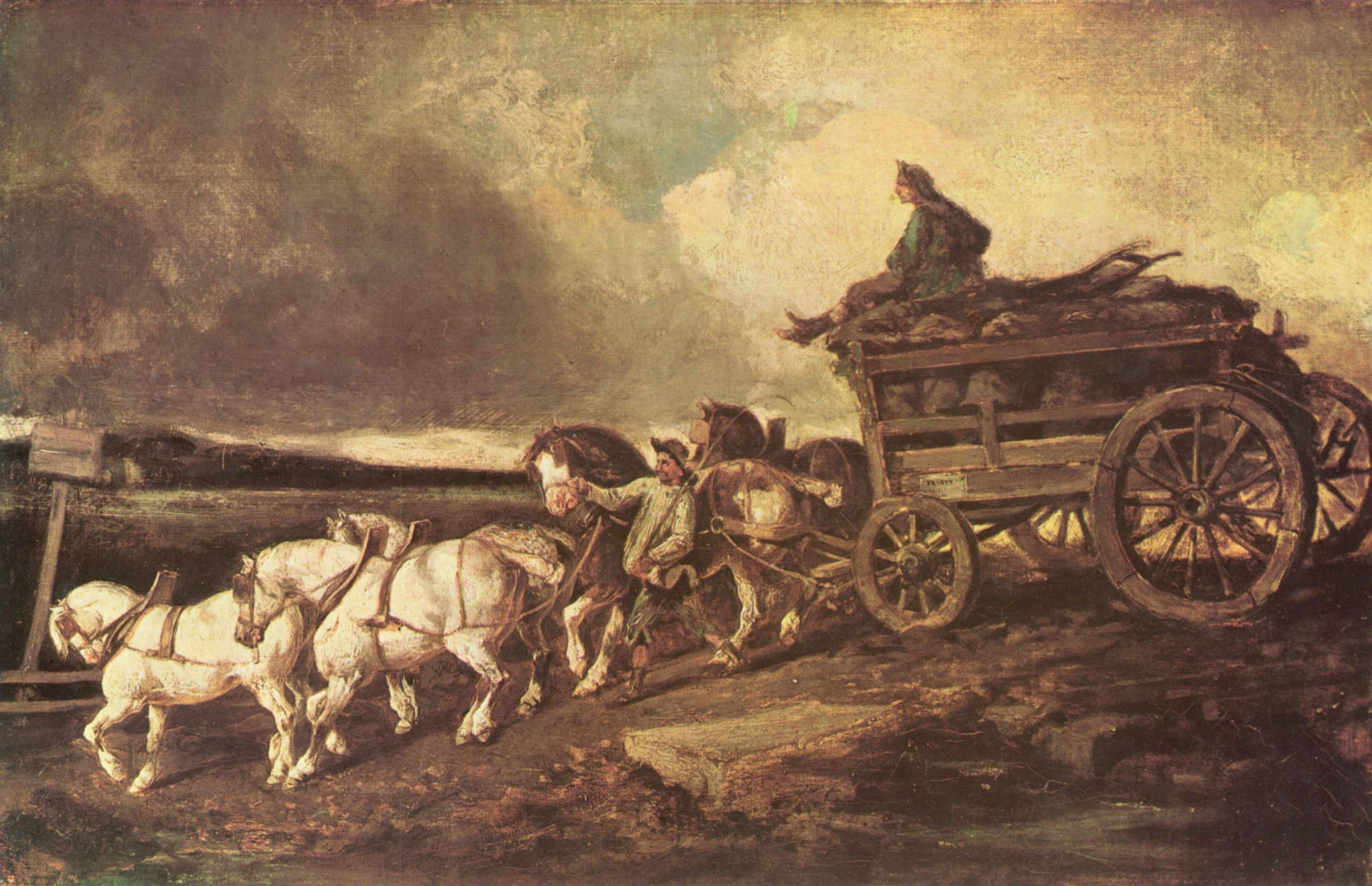
Peinture de Théodore Géricault avec des chevaux de trait, en 1821.

L'élevage du cheval de trait s'organise essentiellement du milieu du XIXe siècle au début du XXe siècle, sous la houlette des haras nationaux qui émettent l'idée des premiers stud-book, ou registres généalogiques, pour fixer les caractéristiques des races. Ils permettent la reconnaissance officielle des premières races chevalines françaises,, : le Nivernais en 1880, le Percheron en 1883, le Poitevin mulassier en 1884 et le Boulonnais en 1886. Ces animaux sont des auxiliaires précieux pour une foule de travaux, pas seulement dans l'agriculture, mais aussi pour tous types de transports (omnibus, diligences, tramways, halage, wagons des mines…). L'élevage est florissant, et les chevaux de trait français concurrencent les races britanniques sur la scène internationale. La normalisation de l'élevage du cheval de trait s'accompagne d'une certaine uniformisation de ces races, qui tendent toutes vers l'animal puissant et de grande taille, à la robe foncée (le noir, en particulier, est très prisé).
De toutes ces races de trait émergentes, la Percheronne est indéniablement la plus réputée :

« La race percheronne est celle qui jouit, en Europe et même dans le monde entier, de la plus haute considération. Elle a [...] répandu sur tout le globe la renommée de la petite province française [...]. Cette réputation ne saurait être comparée qu'à celle du cheval anglais »

— Déclaration d'André Sanson en 1883

### XXesiècleetXXIesiècle
Le XXe siècle correspond à une transition extrêmement importante dans le milieu de l'élevage équin. Au début du siècle, l'animal conserve un rôle utilitaire et militaire, en 1906, la cavalerie française recherche 5 000 chevaux de selle par an. De nombreux concours primés pour jeunes chevaux de selle sont organisés avant la Première Guerre mondiale, la majorité des achats concerne des Anglo-normands, 40 % environ sont des Anglo-arabes. En 1913, la population de chevaux sur le territoire français atteint son apogée, avec 3 222 080 têtes,.
Avec le progrès, le cheval devient presque exclusivement un partenaire de sport et de loisir, mutation qui correspond à un changement dans l'utilité sociale de cette espèce. Ses effectifs diminuent dès lors régulièrement, tant pour le cheval de trait que pour le cheval de selle, de moins en moins utilisés par l'armée, en particulier après la Première Guerre mondiale. Contrairement à l'idée répandue, la fin des chevaux utilitaires reste toutefois un phénomène très progressif, qui s'étale de la fin du XIXe siècle aux années 1970. Le cheval agricole reste indispensable jusqu'aux années 1950, celui de transport des personnes et des marchandises est très employé jusqu'aux années 1930. Un seuil minimal est atteint en 1995 et on observe depuis une nette progression du nombre de chevaux en France, liée à de nouveaux usages.
| Types de chevaux                                           | Effectifs estimés en 1950 |
| ---------------------------------------------------------- | ------------------------- |
| Ardennais et races dérivées type Auxois et trait du Nord   | 500 000                   |
| Percheron et races dérivées type trait du Maine et Augeron | 500 000                   |
| Breton                                                     | 370 000                   |
| Boulonnais                                                 | 140 000                   |
| Anglo-normand et autres demi-sangs                         | 60 000                    |
| Comtois                                                    | 15 000                    |
| Poitevin mulassier                                         | 12 000                    |
| Arabe et demi-sang arabe                                   | 11 000                    |
| Pur-sang                                                   | 8 000                     |
| Trotteur français                                          | 6 000                     |
| Poney landais                                              | 600                       |
| Ariégeois                                                  | 500                       |
| Produits de croisements et autres                          | 800 000                   |
| Total                                                      | 2 420 000                 |

#### Nouvelles races de trait reconnues et fin du cheval carrossier

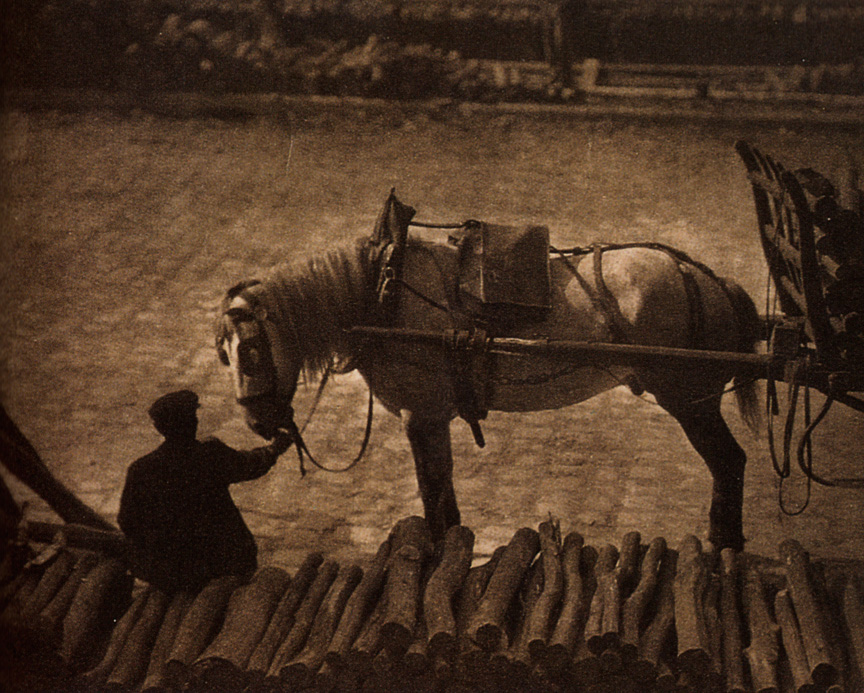
Cheval de travail à Paris en 1911, photo d'Alfred Stieglitz.

De nouvelles races de trait françaises destinées au travail agricole s'imposent sur un marché en pleine croissance : l'Ardennais (reconnu en 1908) et ses races dérivées l'Auxois (reconnu en 1913) et le Trait du Nord (reconnu en 1903), puis le Comtois (reconnu en 1919) et le Breton (reconnu en 1909), ces deux derniers étant de petits chevaux rustiques et « pleins de jus », qui font le bonheur des exploitations agricoles de taille modeste. La décennie 1900-1910 se révèle être la dernière de l'âge d'or des chevaux de traction pour le transport, leur nombre augmente alors de 500 000 têtes.
Un premier signe de déclin est la motorisation de la compagnie générale des omnibus de Paris en 1913, qui envoie ses milliers de Percherons à la boucherie et investit dans des machines. En cinquante ans, le cheptel des chevaux de traction français est quasiment réduit à néant. Les races de trait sont réorientées, pour celles qui ne l'étaient pas déjà, vers les travaux agricoles, où la motorisation se révèle beaucoup plus lente à arriver, et permet aux éleveurs de vivre une période relativement faste jusque dans les années 1950.

#### Fin des chevaux utilitaires
L'élevage pour le trait agricole commence lui-même à péricliter avant la Seconde Guerre mondiale, l'animal perd toutes ses fonctions de travail historiques et le tracteur arrive.

##### Résistance des éleveurs français
Contrairement à ce que l'on croit bien souvent, les éleveurs de chevaux, parfois issus de véritables dynasties familiales, n'ont pas regardé leur marché disparaître sans rien faire. Ils se livrent à une intense propagande, en particulier à destination de l'armée, afin qu'elle continue à leur acheter des chevaux, quand bien même cette unité militaire est devenue obsolète. Dans le même temps, les fabricants de véhicules à moteurs restent discrets sur leurs produits, en raison de difficultés à se procurer rapidement les matériaux de fabrication, et afin de répondre à la demande toujours croissante. Pendant la Seconde Guerre mondiale, le cheval (de selle en particulier) est très peu employé par les armées car il a prouvé ses limites face aux engins motorisés. Par contre, tous les stocks de carburants disponibles sont réquisitionnés, le cheval de trait reste indispensable au transport comme aux travaux des champs, il est très demandé jusqu'à la reddition des Allemands en 1945.

##### Un déclin inexorable
La commercialisation à grande échelle du tracteur et de la moissonneuse-batteuse commence vers 1945, une jument ardennaise de bonne qualité est alors vendue 110 000 francs et un petit tracteur à pétrole 100 000 francs. La très forte demande en tracteurs multiplie ce prix par dix en dix ans, mais l'enrichissement des agriculteurs durant les Trente Glorieuses leur permet de s'équiper massivement de machines,. Le déclin de l'élevage est palpable dès le début des années 1950 mais c'est surtout dans les années 1960 que l'on assiste à un véritable effondrement des effectifs de chevaux de trait, sans qu'une entreprise de sauvegarde ne se mette en route,. Entre 1965 et 1995, l'effectif des chevaux de France se réduit de 85 % au détriment des chevaux de trait surtout, mais dans le même temps, l'effectif des chevaux de sang augmente.

##### Fusion avec le Percheron
Dans les années 1930, un classement savant avait établi que deux races de chevaux de trait français ayant leur propre stud-book, le trait Augeron et le trait du Maine, sont des variétés du Percheron, et que le Nivernais, première race chevaline française à avoir eu son propre registre, est le fruit de croisements entre l'étalon Percheron et des juments locales de la Nièvre. En 1966, plusieurs races de trait sont désignées comme des « sous-races » du Percheron et englobées dans son stud-book : le trait du Maine, l'Augeron, le Berrichon, le Bourbonnais, le trait de la Loire, le trait de Saône-et-Loire et le Nivernais. Le but est d'uniformiser ces races, mais rien de tel ne se produit, des différences de modèles subsistent entre les chevaux, en raison surtout de l'absence d'échange entre les éleveurs de ces différentes régions. Toutes ces anciennes races disparaissent sous leur nom propre dans les années qui suivent, sauf la nivernaise, historiquement de robe noire, qui est toujours l'objet de revendications pour être séparée du Percheron, bien que rien ne la différencie plus d'un Percheron à robe noire élevé dans la Nièvre. Elle est probablement condamnée à court terme.

#### Développement du sport équestre et création du Selle français

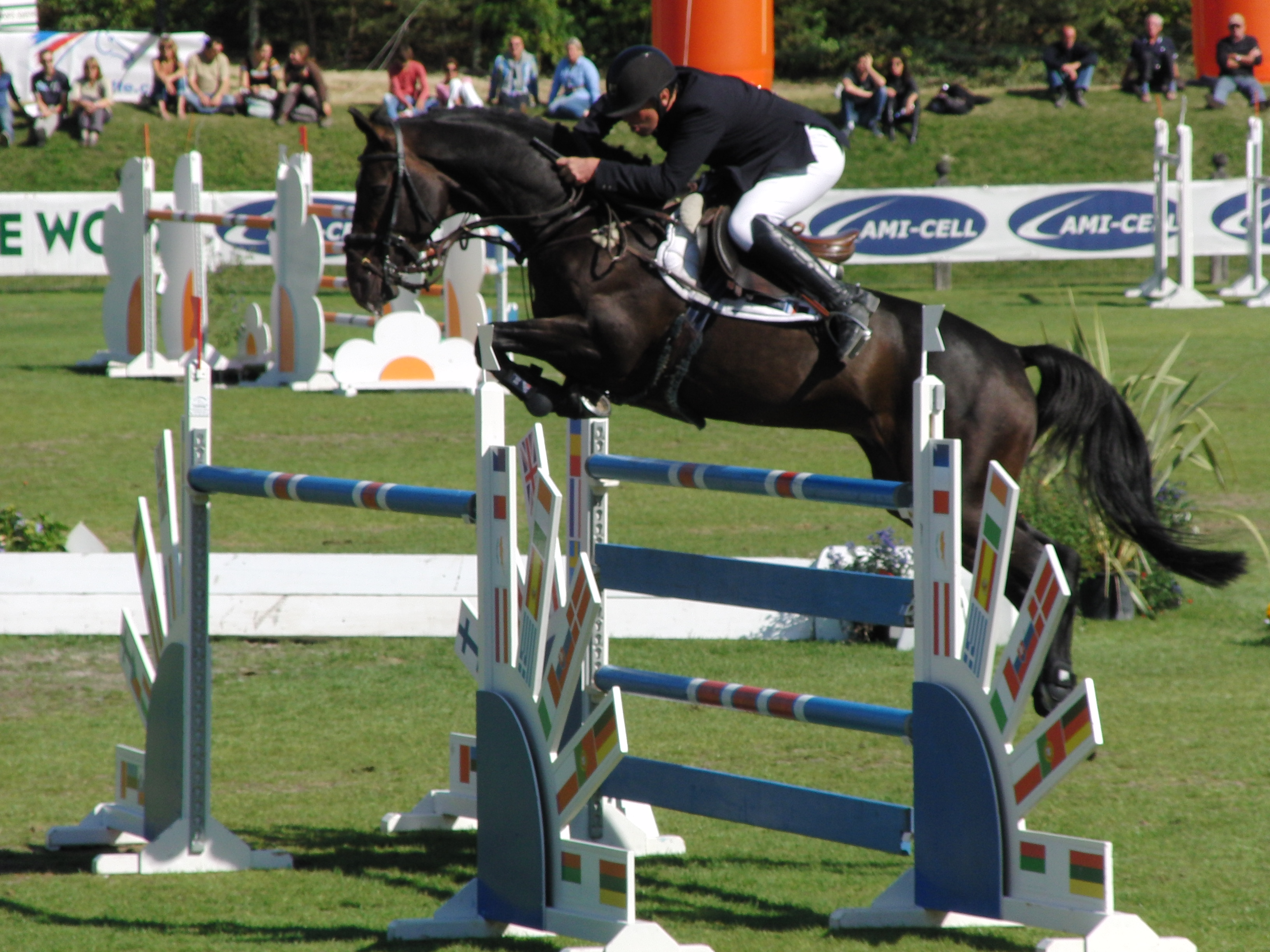
Le saut d'obstacle est l'une des disciplines sportives pour lesquelles les éleveurs français ont commencé à produire des chevaux adaptés.

La fin de la Seconde Guerre mondiale entraîne aussi un changement majeur dans l'élevage du cheval de selle. La cavalerie et l'utilisation de la cavalerie légère et de la cavalerie de ligne ayant disparu, cet élevage s'oriente vers les sports équestres, grâce notamment à monsieur de Laurens de Saint-Martin, qui dirige le haras national de Saint-Lô en 1944 et développe le Selle français. Il forme aussi de jeunes fils d'éleveurs normands à l’équitation de haut niveau, alors que cette pratique était réservée aux classes sociales élevées. Ces cavaliers deviennent, pour certains, de grands champions du sport équestre.
La France rejoint les nations du sport équestre (avec l'Allemagne, le Royaume-Uni ou encore le Canada) également grâce à la qualité de certaines lignées de chevaux Anglo-normands. Toutes les races régionales de « demi-sang » sont fusionnées en 1958 dans la race nationale Selle français. Cette fusion répond au besoin moderne de la création d'un cheval de sport dans une société qui se veut tournée vers le loisir et les disciplines sportives. Les premiers sujets sont peu homogènes mais offrent une grande diversité génétique, complétée par des croisements avec des chevaux Pur-sang, Anglo-arabe et Trotteur français. Les origines normandes sont cependant les plus représentées, les étalons Anglo-normands ayant sailli sur l'ensemble du territoire français. La qualité de l'élevage français de sport rayonne grâce à des chevaux comme Le Tot de Sémilly, Jappeloup de Luze (castré, il n'aura pas de carrière comme reproducteur), Baloubet du Rouet ou encore Quidam de Revel.

#### Situation dans l'élevage de course
Dans les années 1950, La Société d'encouragement à l'élevage du cheval français favorise l'établissement de grands élevages de Pur-sangs pour les riches propriétaires, ce qui permet à la France d'atteindre le troisième rang des pays producteurs et le premier rang pour ce qui est de la qualité, exæquo avec les États-Unis, dès les années 1970. Ce succès pousse les Américains à s'offrir les meilleurs chevaux de l'élevage français et, dans les années qui suivent, ces grands haras privés disparaissent, provoquant un déclin considérable. Une autre difficulté dès les années 1980 concerne la fiscalité avantageuse mise en place par les Irlandais, entraînant une fuite des riches éleveurs de Pur-sang français vers ce pays.
En 1987, les Pur-sangs français sont au douzième ou au treizième rang mondial par le nombre, et ont beaucoup baissé en qualité. Les AQPS (courses d'obstacles) et les Trotteurs français (courses de trot) sont épargnés par ce phénomène car ils ne sont pas l'objet de négoces internationaux.

#### Reconversion des races de trait pour la viande

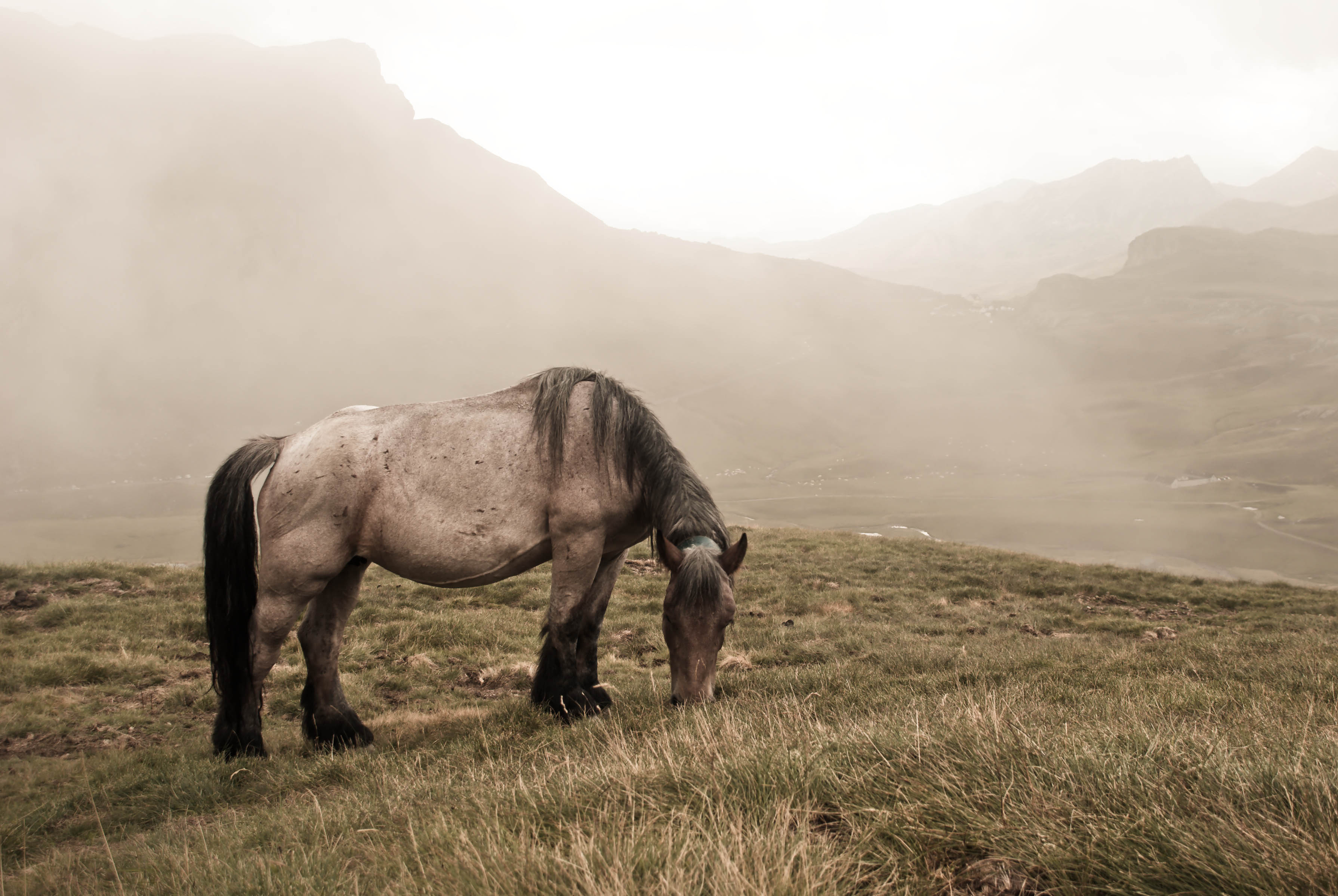
Élevage extensif d'un cheval de trait Ardennais en région montagneuse.

Au début des années 1970, les effectifs de chevaux de trait ont très fortement baissé en France. La boucherie devenant la seule alternative pour les éleveurs de chevaux de trait français, ceux-ci, plutôt que de se spécialiser dans la production de bêtes à viande, revendent massivement leurs animaux aux abattoirs et s'orientent vers un autre type d'élevage. La France devient « l'un des pays les plus hippophages du monde » (110 290 T.E.C. de viande consommées en 1964), en 1967, les droits de douane sont supprimés pour l'importation de chevaux de boucherie vivants depuis les pays de l'Est, ce qui pousse encore davantage les éleveurs de trait français à abandonner leur production.
Les neuf races de trait françaises sont menacés d'extinction et les progrès induisent un changement de statut du cheval qui, d'animal de travail quotidien lié à l'économie, est devenu un compagnon de loisirs et de vie, provoquant le rejet progressif de l'hippophagie.
À la même époque, Henri Blanc est nommé à la direction des haras nationaux et organise la reconversion des neuf races de chevaux de trait en animaux de boucherie. Jusqu'en 1982, il freine les importations de viande et finance une recherche de l'INRA près de Clermont-Ferrand sur l'engraissement des poulains de trait. Il encourage les éleveurs français, qui ne parviennent plus à trouver d'acheteurs pour leurs animaux, à engraisser ceux-ci pour les revendre au poids aux abattoirs. L'hippophagie assure, paradoxalement, une partie de la sauvegarde des chevaux de trait en gardant leur capital génétique intact, mais aussi en transformant les animaux, autrefois taillés pour le travail, en « bêtes à viande ». Un arrêté du 24 août 1976, paru dans le journal officiel, renomme toutes les races de « chevaux de trait » françaises en « chevaux lourds » et pousse les éleveurs à sélectionner des étalons reproducteurs les plus gros possibles. Les haras nationaux achètent et approuvent ce type d'étalon destiné être croisé à des juments lourdes et à donner naissance à des poulains qui s'engraissent rapidement. Ces derniers sont abattus avant 18 mois pour produire de la viande. Entre le milieu du XXe siècle et les années 1980, le poids de ces chevaux augmente de 300 kg en moyenne, au détriment de leurs aptitudes physiques,.
Le marché de la viande de cheval ne suit pas, et les éleveurs français sont dépassés par les importations de chevaux à bas prix venus du continent américain et des pays de l'Est. Dans les années 1980, plusieurs études démographiques et génétiques réalisées par l'INRA dressent un constat inquiétant sur la situation de ces chevaux, victimes de consanguinité, de dérive génétique, et de la disparition des structures qui les produisent. Les effectifs de la plupart des races de chevaux de trait continuent à baisser jusqu'en 1994.

#### Développement de l'équitation de loisir

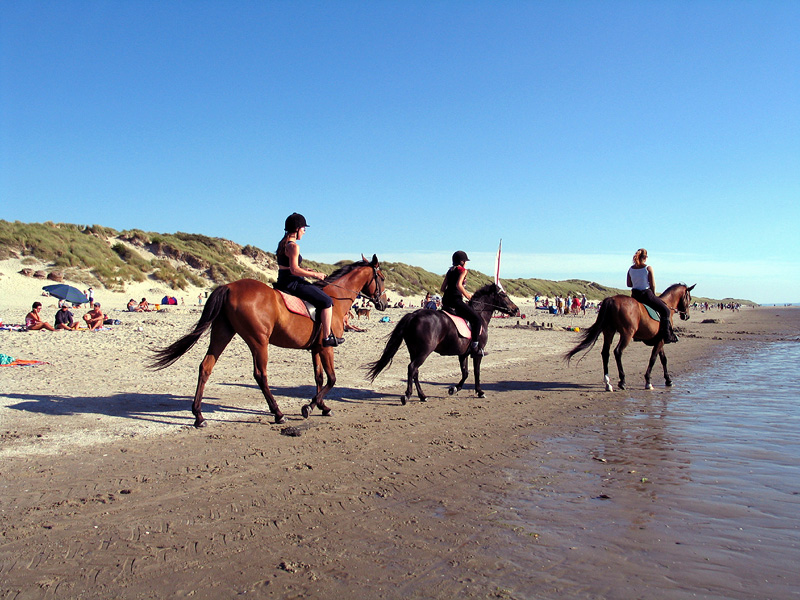
Randonnée équestre à Quend, dans la Somme.

Les premières randonnées équestres s'organisent dans les années 1950 sous l'impulsion du Touring Club de France. Les activités de loisir se développent et mènent à la création de l'ANTE (association nationale pour le tourisme équestre et l’équitation de loisir) en 1963,. Avec le temps, la structure évolue, prenant le nom de DNTE en 1987 puis de CNTE en 2000, mais son rôle reste identique, à savoir le développement et la promotion des activités de tourisme liées au cheval. Depuis 1961, l'Equirando est l'une des grandes manifestations organisées par le CNTE et la FFE, rassemblant cavaliers et meneurs d’équitation de pleine nature.
La recherche d'une équitation de plaisir entraîne la multiplication des centres équestres et la diversification des activités. La population cavalière devient de plus en plus jeune et féminine. À la randonnée et à l'attelage s'ajoutent des dizaines de pratiques qui demandent des chevaux à la morphologie et au caractère adaptés. De plus en plus de cavaliers acquièrent leur propre cheval, ce qui jusqu'au milieu du siècle était un privilège réservé à une minorité très fortunée. Selon Jean-Pierre Digard, un profond décalage subsiste entre anciens et nouveaux cavaliers car l'élevage équin français, qui produit surtout des chevaux de course et de sport, n'est globalement pas adapté aux activités de loisir. Une autre conséquence de cette nouvelle culture, fondée sur la sensibilité envers le traitement des chevaux, entraîne la baisse de la fréquentation des hippodromes et la non-médiatisation des sports équestres.

##### Équitation sur poney

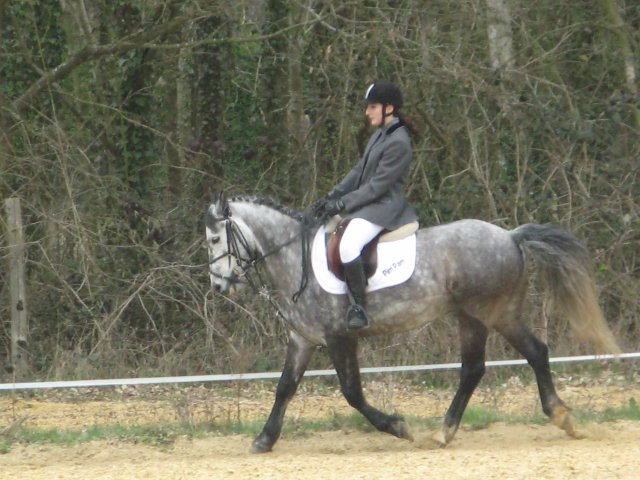
Poney français de selle sur une reprise de dressage.

Les races de poneys françaises ont connu un déclin plus précoce que les chevaux de selle et de trait, nombre d'entre elles ayant disparu au XIXe siècle. Quelques groupes semi-sauvages survivent en faible nombre, le dernier troupeau de poneys landais du littoral disparaît en 1960. De ces anciens poneys locaux jadis utilisés au travail, seules deux races originaires du sud-ouest perdurent, le Pottok et le landais.
L'équitation sur poney fait depuis longtemps partie de la culture anglo-saxonne, avec ses nombreuses races parfaitement adaptées à l'instruction des jeunes cavaliers, mais ce n'est pas le cas en France. Il faut attendre les années 1970 pour voir les premières importations de poneys britanniques. L’intérêt des enfants pour l'équitation et l'évolution de l'enseignement équestre permettent, sur le modèle anglais, la création des poney-clubs. En 1969, l'Association française du poney de croisement créé un stud-book dans le but d'obtenir une race française de poney de sport, en 1991 cette race est nommée le poney français de selle. Dès lors, la recherche de montures adaptées à l'équitation sur poney entraîne la reconnaissance des races britanniques (Shetland, Dartmoor, Welsh…), mais aussi l'inclusion de petits chevaux de selle rustiques tels que le Fjord et l'Islandais au groupe des poneys, même s'ils sont nommés des « chevaux » dans leurs pays d'origine. Le Pottok basque, considéré comme un « produit de cueillette » jusqu'à la Seconde Guerre mondiale, se perpétue grâce au terrain et sans besoin du marché de l'équitation sur poney. Ce marché contribue toutefois au renouveau et à la sauvegarde de races très locales aux faibles effectifs, en particulier le Mérens et le Landais. En 2007, 68 % des cavaliers licenciés sont des mineurs et les poneys représentent la majorité de la cavalerie d'instruction des centres équestres.

##### Créations et sauvegardes des races françaises sport-loisir: Henson, Mérens et poney landais

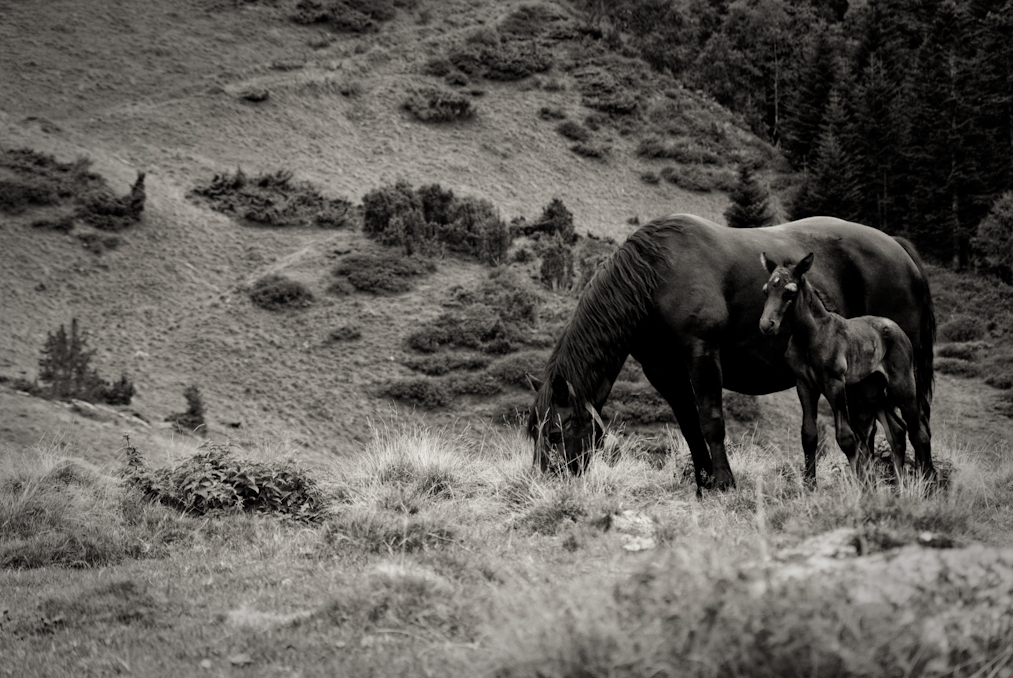
Jument et poulain de Mérens en Ariège.

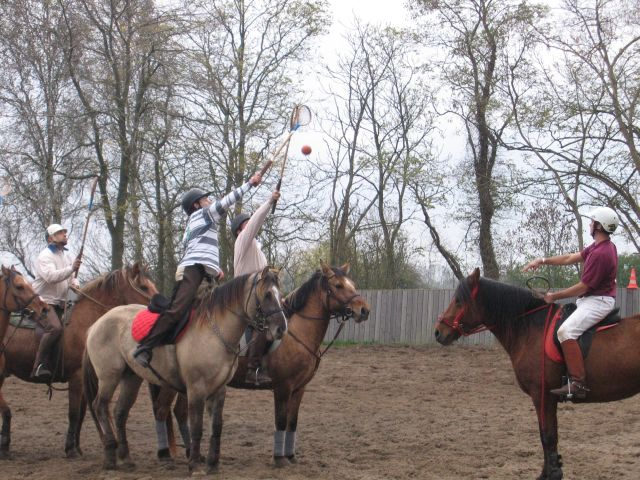
Le Henson (à gauche sur la photo) est un exemple réussi d'élevage local de cheval de loisir.

L'engouement pour les loisirs équestres entraîne la création d'un nouveau marché pour les races de chevaux de loisir. L'idée d'élever des chevaux pour le tourisme équestre est à l’origine de la naissance du Henson, race française créée dans les années 1970, la plus récente de toutes les races chevalines françaises. Il est devenu l'un des emblèmes de la baie de Somme, son poids économique reste modeste mais s'accroît d'année en année, avec l'essor du tourisme vert. Il est considéré comme une réussite régionale inscrite « dans la nouvelle logique de pratique de l’équitation »,.
Au début des années 1970, le cheval de Mérens, dont il ne reste plus qu'une quarantaine d'individus inscrits au stud-book, est remis au goût du jour comme animal de loisir par Lucien Lafont de Sentenac. Les efforts des éleveurs s'orientent vers le « phénomène poney », le cheval de Mérens est donc renommé « poney » pour des raisons commerciales et administratives. Grâce à une bonne gestion de la communication en sa faveur, les effectifs de la race se reconstituent. Entre 1975 et 1985, leur nombre est multiplié par deux, passant de 2 000 à 4 000 individus.
Le poney landais, menacé d'extinction lors de sa reconnaissance en 1968, est également remis au goût du jour par le marché de l'équitation sur poney : le Dr Soulé estime à juste titre qu'il peut concurrencer les poneys britanniques sur ce segment.

##### Impact sur les chevaux de trait

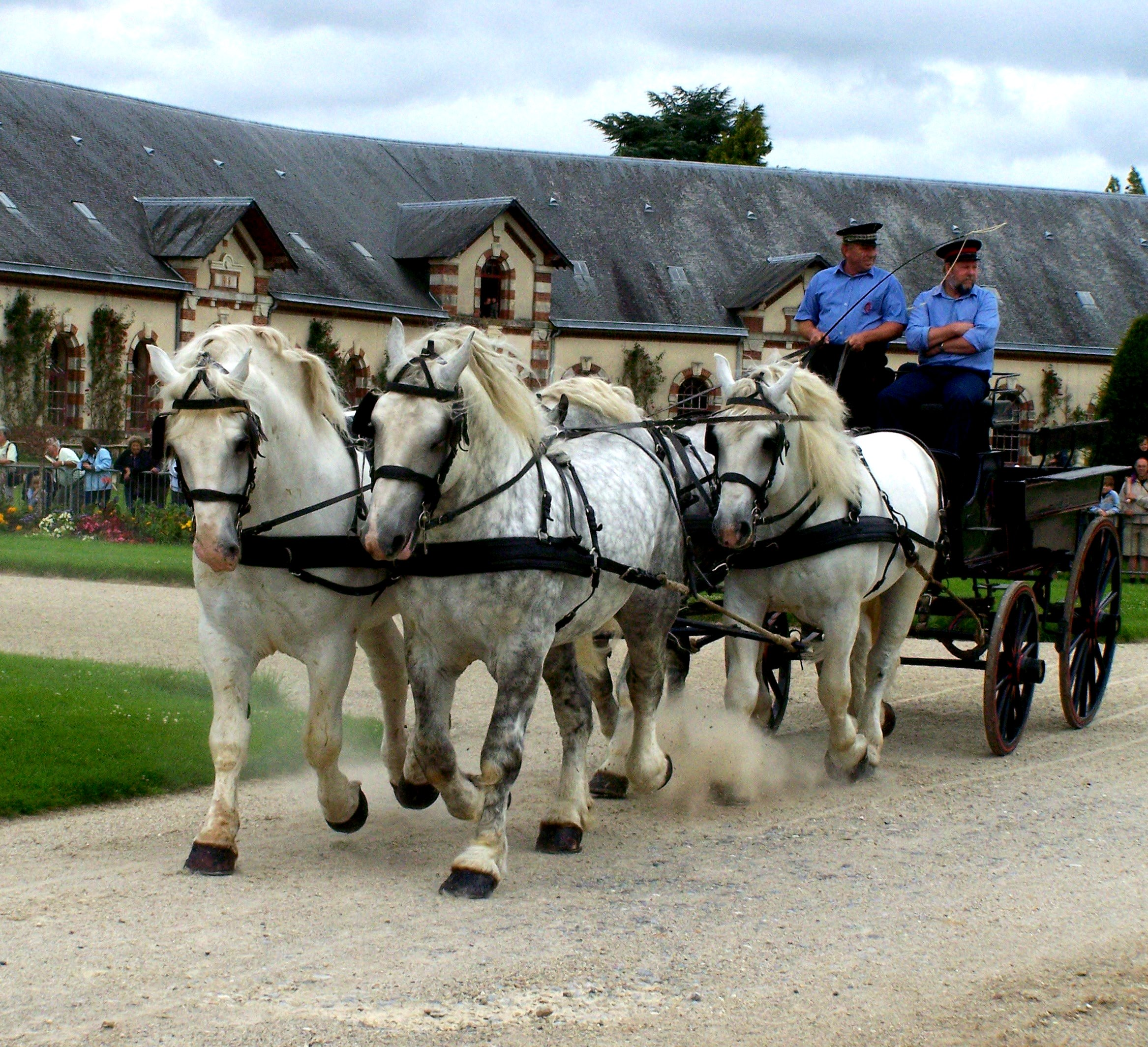
Percherons du haras national de Saint-Lô à l'attelage.

Le développement de l'équitation de loisir n'est pas sans conséquence sur les chevaux de trait : la perception de ces animaux comme compagnons de loisir et de sport entraîne une baisse de la consommation de leur viande. En 1988, seules 32 000 juments lourdes sont mises à la reproduction chaque année, c'est pourquoi les haras réorientent la sélection de ces races au début des années 1990.
Le 11 mars 1994, le Journal officiel français publie un arrêté redonnant au « cheval lourd » son ancien nom de « cheval de trait ». La caudectomie, pratique d'élevage traditionnelle consistant à écourter la queue des chevaux de trait, est abolie en 1996 par un autre arrêté, pour tous les chevaux de trait nés en France : très décriée au Royaume-Uni et en Allemagne, cette pratique fermait ces deux marchés aux éleveurs français. De plus, l'attelage de loisir se développe sous l'influence des Anglo-saxons, pour qui le dégoût unanime de l'hippophagie fait rejeter les chevaux français obèses aux queues écourtées. La condamnation politico-médiatique unanime de la caudectomie est vécue comme une mort culturelle et une offensive contre la tradition par certains éleveurs,, en particulier en Bretagne. Le cheval de trait perd un lien avec le monde paysan pour se rapprocher des chevaux vus par l'imaginaire citadin.
Certaines lignées retrouvent une silhouette athlétique, et des manifestations sportives destinées à sauvegarder le cheval de trait sont créées, telles que la route du Poisson et les parcours de maniabilité ou d'endurance,. Leur succès est dû à l'intérêt des Français pour sauvegarder un cheval du terroir, emblématique de leur région, comme à l'engouement pour les compétitions sportives où s'affrontent différents milieux sociaux dans une ambiance familiale.

#### Modernisation des haras nationaux
En 1995, un amendement est proposé à l'assemblée nationale pour supprimer les haras nationaux, considérés comme passéistes et coûteux. Si l'amendement est rejeté, il entraîne néanmoins une rupture dans leur rôle et leurs pratiques, lesquelles n'avaient plus évolué depuis plus d'un siècle. Leur gestion de l'élevage français, qualifiée de « tutelle », se réduit pour laisser s'épanouir les initiatives privées. Cette transformation est officialisée en 1999, « établissements publics à caractère administratif », les haras sont désormais chargés de l'accompagnement et du développement des entreprises équines, de la sécurité sanitaire, de la gestion de l'identification et de l'amélioration génétique des chevaux, de l'expertise dans les collectivités territoriales et de la conservation des races. Ils s'investissent aussi dans la recherche par le biais de publications et de formations.
Depuis 2010, les haras nationaux n'ont plus d'existence juridique propre, leur rôle est dévolu à l'institut français du cheval et de l'équitation qui « a pour missions de promouvoir l'élevage des équidés et les activités liées au cheval ». La gestion de la reproduction est transférée peu à peu vers le GIP « France Haras »,.

#### Crise et difficultés
Dans les années 1990 et les années 2000, l’élevage français est florissant grâce à une augmentation des pratiques d’équitation qui accroît la demande. Le marché se partagent entre les grands haras professionnels, les éleveurs agriculteurs et les éleveurs amateurs. Un pic dans les naissances de chevaux de sport est atteint en 2003. Du 29 juillet 2003 au 1er janvier 2012, la « nouvelle politique pour le cheval » permet aux éleveurs équins de bénéficier d'un taux de TVA réduit à 5,5 %.
L'élevage français affronte cependant de nombreuses difficultés depuis les années 2010. Le taux de TVA réduit a été remis en cause par la commission européenne, qui a demandé son retour au taux de TVA français normal. En 2012 les saillies et les ventes d'animaux restent à 5,5 % tout comme la filière d'élevage destiné à la consommation, mais le taux plein est appliqué progressivement en 2013 et 2014. En février 2015, une analyse de Grand Prix magazine fait état d'une baisse continue des nouvelles naissances de chevaux de sport, d'une « réduction drastique de la jumenterie », d'une « chute des prix des montures dites moyennes » et d'une hausse des charges consécutive au désengagement définitif de l’État.

## Panorama de l'élevage français

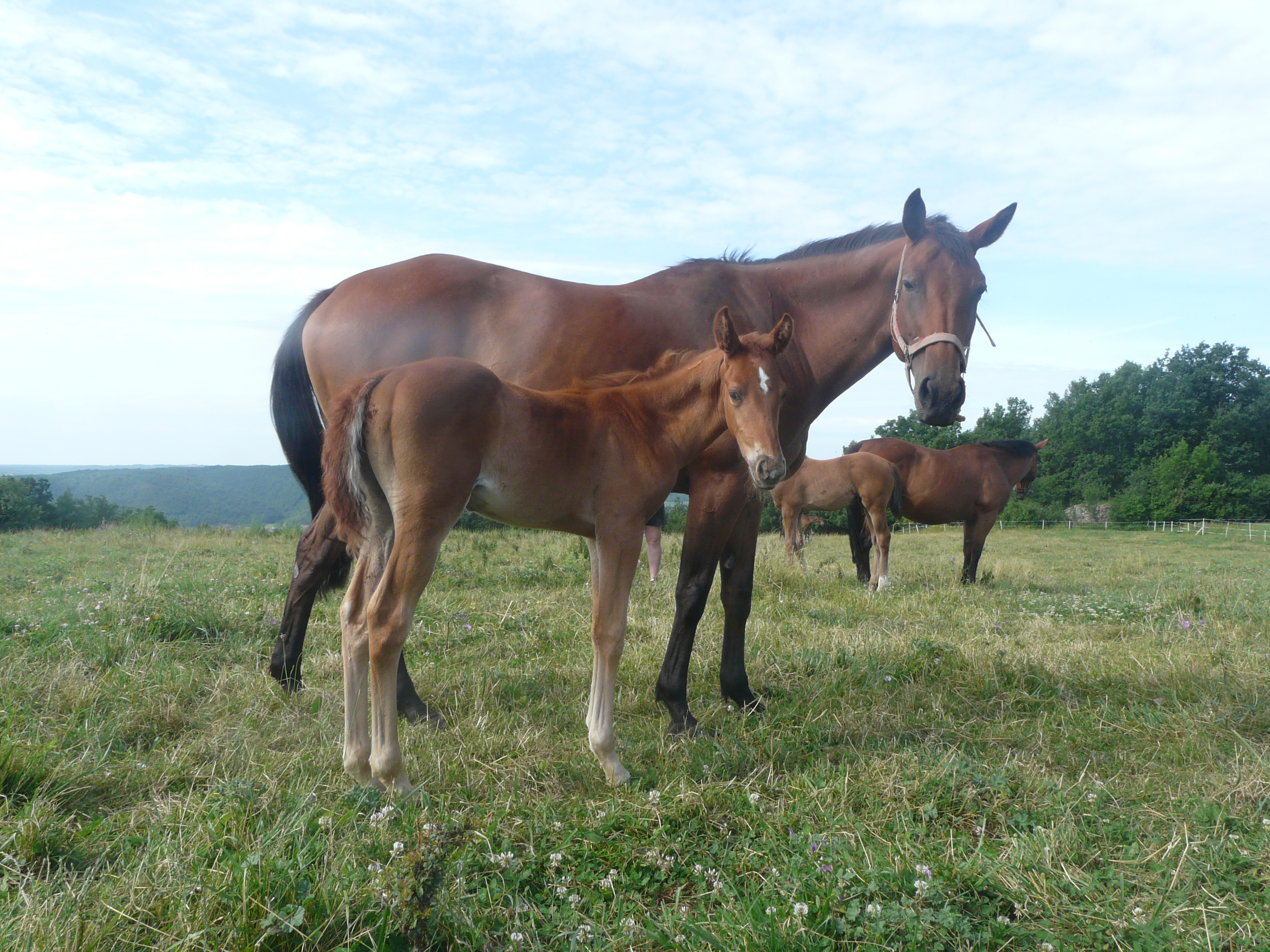
Poulinière et poulain Anglo-arabe à l'élevage de Mels, Lamagdelaine.

La France reste une terre d'élevage : en 2001, 57 000 poulains ont vu le jour sur le sol du pays. Après une baisse constante entre 1992 et 2001, le nombre d'éleveurs a augmenté de 6 % entre 2002 et 2012, ils sont désormais environ 45 000,. Cette progression est la conséquence de deux lois en 2004 et 2005, qui ont rattaché tous les élevages au domaine agricole.
Fin 2009, l'effectif total des chevaux est estimé entre 900 000 et 1 000 000 de têtes, ce qui fait de la France le troisième pays d'élevage équin en Europe, après l'Angleterre et l'Allemagne, et le quatrième exportateur mondial de chevaux.
La France se distingue de ses voisins européens par la grande diversité de sa production, principalement pour les courses (50 % des emplois directs), le sport, les loisirs ou la viande,.
D'importants changements se sont produits depuis la fin de la « tutelle des haras nationaux », les professionnels s’impliquent désormais davantage dans la gestion et la promotion de leur production. La mondialisation accélère ce changement, et la nécessité d’organisation et de structuration des éleveurs. La France est aussi au quatrième rang mondial en matière de recherche équine. Le cheval est un animal particulièrement populaire, une enquête des Haras nationaux réalisée en 2006 montre qu'un tiers des Français désirent en posséder un, que 62 % souhaiteraient le retour de cet animal en ville, et que 29 % désireraient pratiquer l'équitation.

### Spécificités des régions

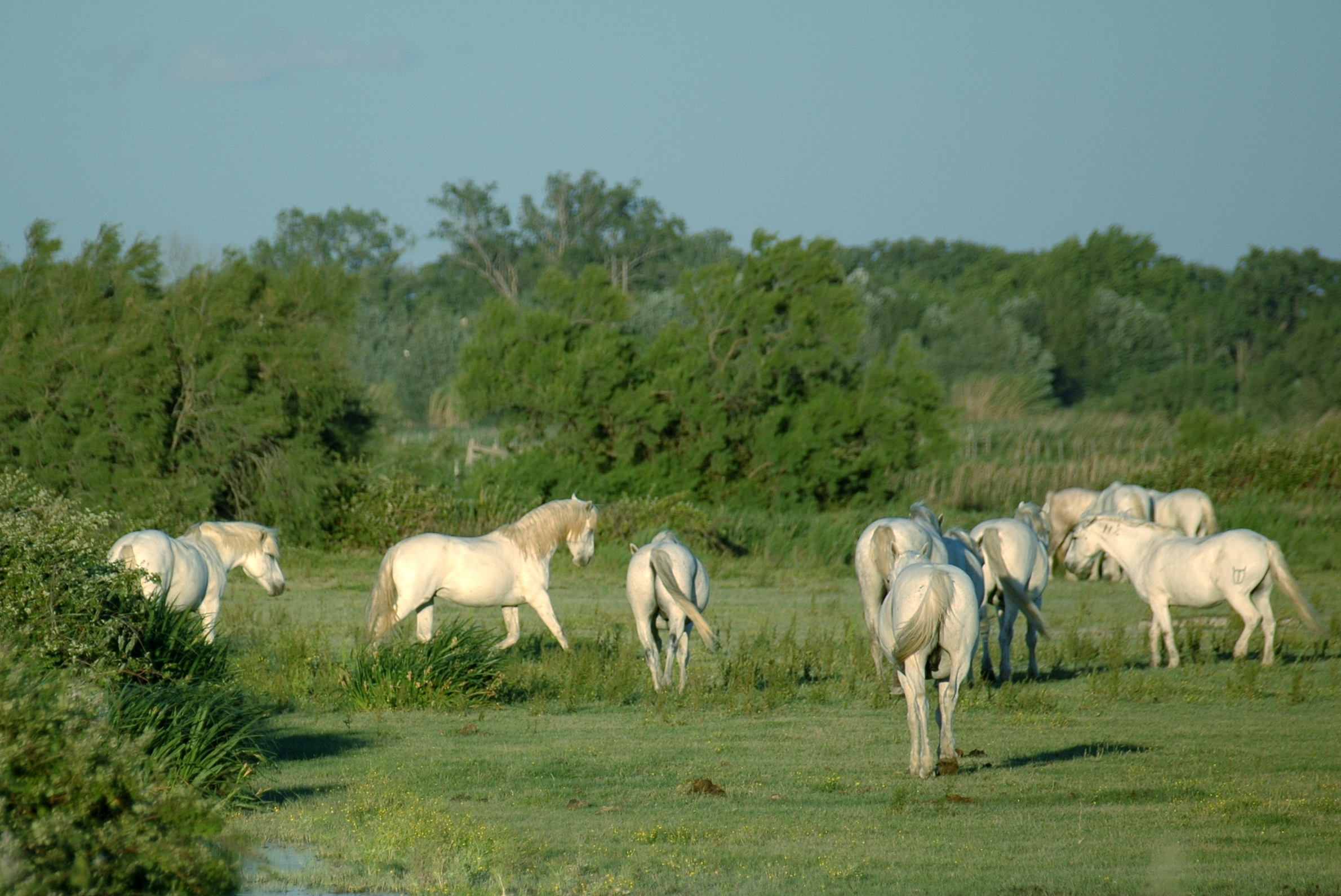
En Camargue, l'élevage s'effectue en manades.

L'élevage est possible dans chacune des régions de France, mais toutes n'offrent pas les mêmes conditions en matière de qualité d'herbe, de climat et d'environnement humain et technique : chaque région, ou quasiment, a une production plus adaptée et un système de conduite d'élevage à appliquer.

Cartes des races de chevaux françaises de trait et de territoire.

#### Dynamisme

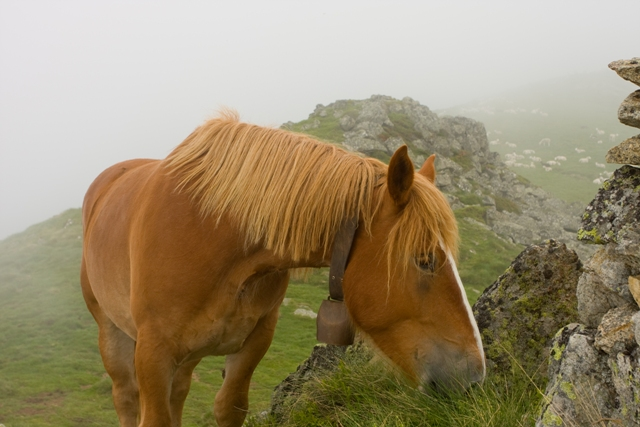
Cheval à l'estive dans les Pyrénées, région où se pratique l'élevage extensif.

L'essentiel de la production se concentre dans le Nord-ouest du pays, la Normandie est sans conteste la région la plus réputée, en l'an 2000, 15 % des exploitations agricoles comptent des éleveurs de chevaux en Basse-Normandie et 10 % du cheptel total provient de cette région (115 000 équidés en 2017), loin devant la moyenne nationale, qui est de 8 % de chevaux parmi les exploitations. Avec les Pays de la Loire, la Basse-Normandie recèle de nombreux élevages de course et de sport qui représentent plus des trois quarts des effectifs de chevaux présents dans ces régions. La Bretagne est également une région dynamique. L'Île-de-France détient de nombreux chevaux en centres équestres, mais peu en élevage puisque 5 % des exploitations franciliennes en 2000 (essentiellement en Seine-et-Marne et dans les Yvelines) détiennent des chevaux. À l'absence de tradition d'élevage s'ajoute la rareté des prairies disponibles et leur recul face aux autres cultures.
Bien qu'il soit moins concentré, l'élevage du cheval est aussi très présent dans les régions de moyenne montagne, notamment pour les chevaux de trait et les poneys rustiques. L'Auvergne, Midi-Pyrénées et l'Aquitaine sont les principales régions d'élevage de trait. La région Rhône-Alpes a également beaucoup d’élevages de tous types.

#### Régionalisme

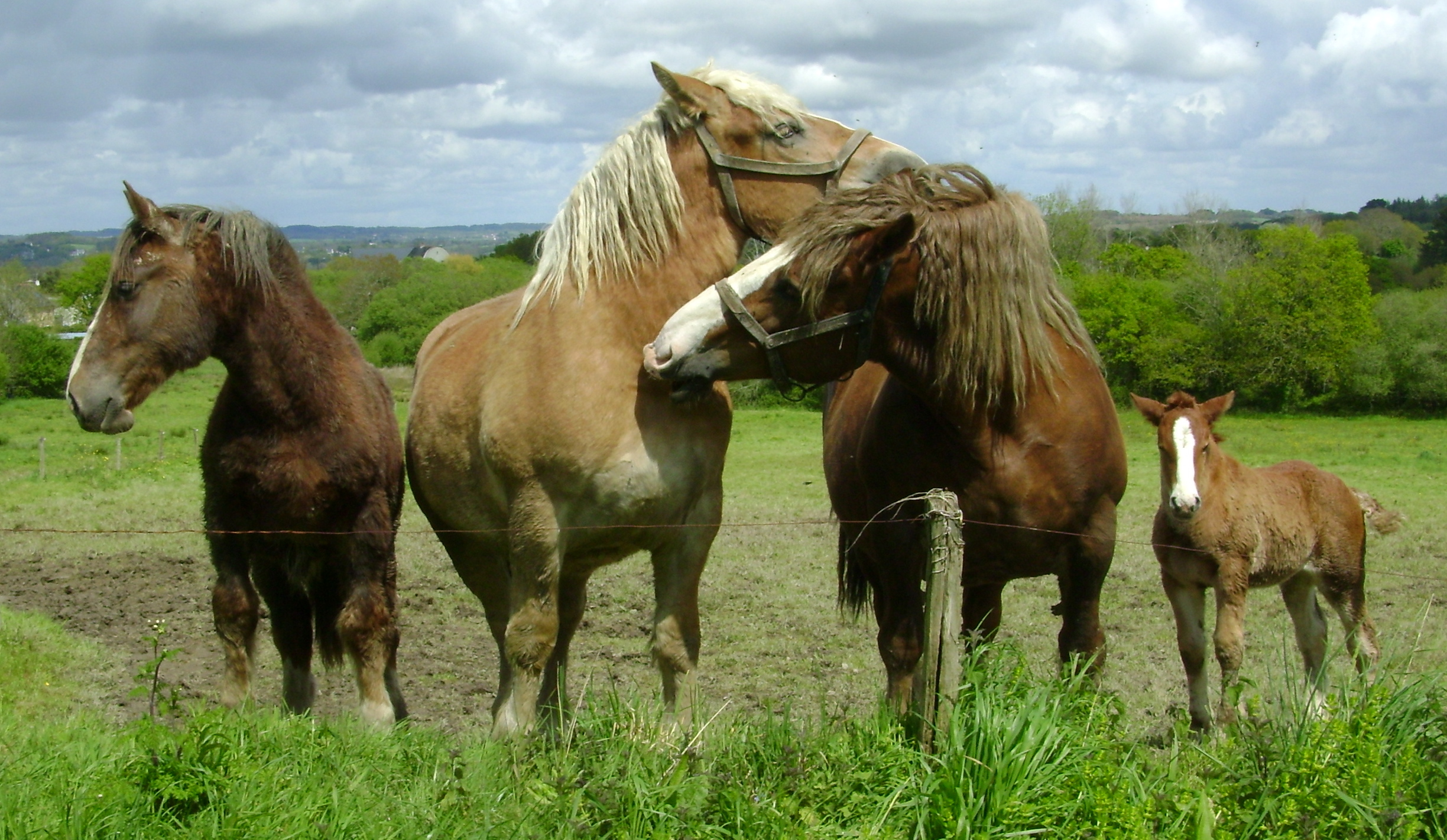
L'élevage des chevaux Bretons (ici à Logonna-Daoulas) s'accompagne souvent d'un fort sentiment de régionalisme.

L'élevage de certaines races est indissociable du patrimoine culturel des régions françaises où elles sont présentes, à l'exemple du cheval de Camargue, élevé traditionnellement de façon extensive en manade, c'est-à-dire en troupeaux libres avec des bovins dans des zones marécageuses. Le cheval Camargue est un très important symbole culturel au centre de mythes, son mode d'élevage est proche d'une appellation d'origine contrôlée.
Les Pyrénées-Atlantiques ont le plus grand nombre d'éleveurs de poneys en raison de la présence ancestrale des Pottokak au Pays basque, ces derniers ayant également inspiré des mythes. Le sentiment régionaliste se retrouve pour le Mérens pyrénéen et dans toute la Bretagne. Le Marquenterre s'est forgé une nouvelle identité par la présence des Henson, race récente qui possède déjà sa légende.

### Profil des éleveurs
Depuis la disparition des grands haras privés de propriétaires de Pur-sang, la grande majorité des éleveurs français (81 % en 2009) ne possèdent qu'une ou deux juments et les font se reproduire pour leur plaisir plutôt que pour vivre de cette activité, le nombre de petits élevages ayant augmenté entre 2000 et 2010. 10 % environ sont des éleveurs professionnels, qui étudient de près le marché et exercent un contrôle sur le prix de vente de leurs produits,. L'institut français du cheval et de l'équitation compte 42 601 élevages en 2010, qui vendent principalement des poulains au sevrage (six mois) et de jeunes chevaux de trois ans. Ils sont rarement spécialisés dans la naissance de chevaux et font cohabiter leurs équidés avec des bovins et des ovins. Bien qu'un brevet de technicien supérieur agricole existe pour la production du cheval, les jeunes éleveurs sortent rarement d'une école et sont généralement formés par leurs parents, eux-mêmes agriculteurs. Le profil des éleveurs tend toutefois à se diversifier,,.
Les éleveurs professionnels ont un statut d'agriculteur, ils considèrent leur élevage comme une véritable entreprise qu'il faut rentabiliser. Ils valorisent leurs produits sur des manifestations, en les faisant entre autres monter par des cavaliers professionnels de haut niveau. À l'inverse, les éleveurs amateurs sont plus difficiles à cerner, ce sont surtout des professions libérales qui possèdent un vaste terrain près de leur domicile, et qui peuvent payer une personne extérieure pour s'occuper de leurs chevaux. Le cas des haras nationaux est particulier, s'agissant d'un organisme public, leurs directeurs sont formés dans des écoles supérieures d'agronomie, comme l'ENITA. Un décalage parfois profond existe entre le milieu des éleveurs, en particulier ceux de chevaux de trait destinés à la consommation, et le milieu cavalier, dont une grande partie tend à considérer le cheval comme un animal de compagnie, ce qui entraîne des conflits fragilisant toute la filière,.

### Types d'élevages

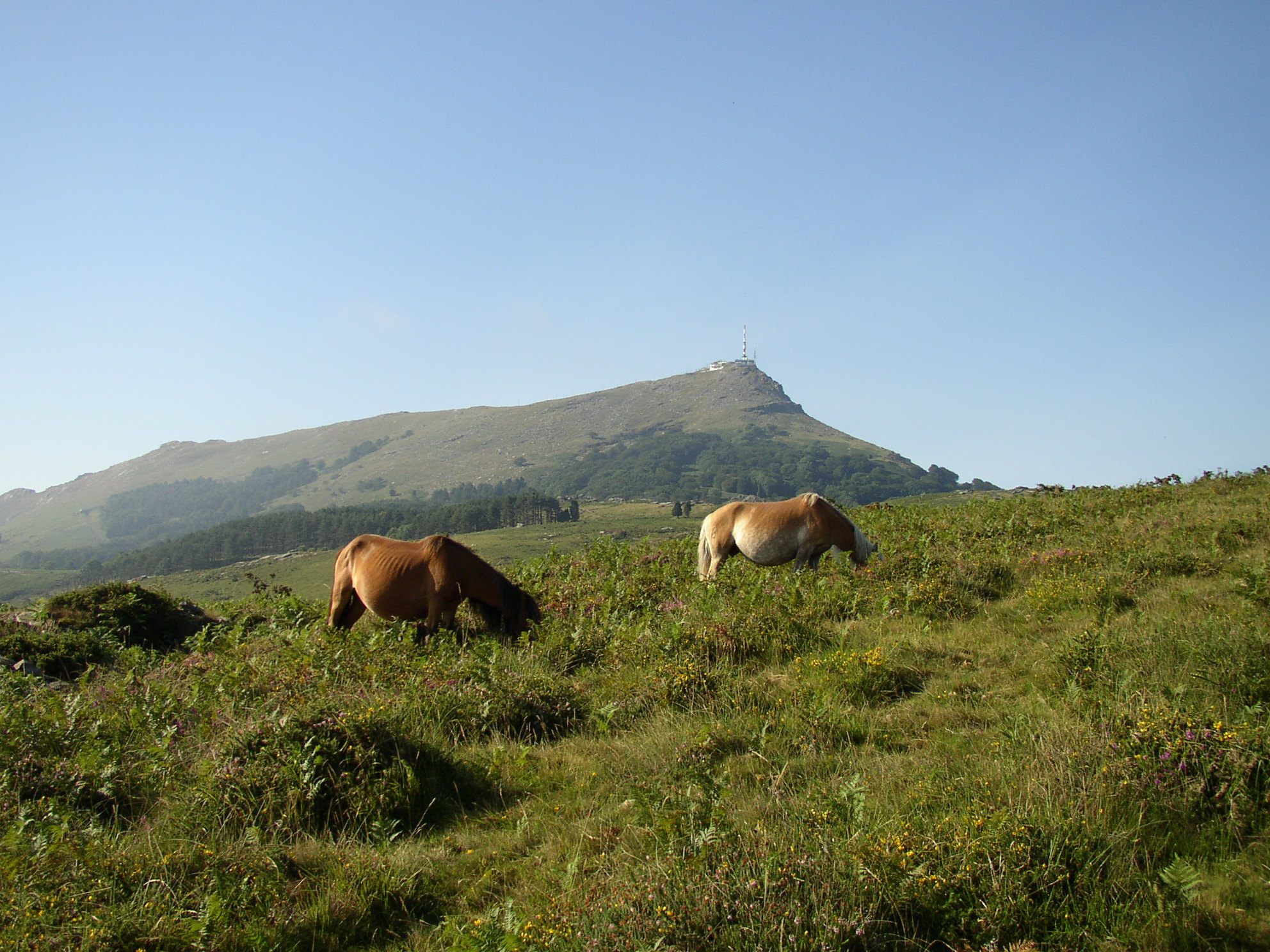
Élevage extensif de Pottokak à La Rhune.

L'élevage a principalement pour but les courses hippiques, le sport de haut niveau, les loisirs (et certaines disciplines orientées sport ou loisir) ou la production de viande. Il existe aussi des spécialisations pour le travail (débardage, équithérapie, équitation Camargue, Western ou doma vaquera), la production d'hormones, de sérums, de vaccins ou encore de lait (essentiellement chez les races Comtoise, Auxoise et Haflinger dans ce dernier cas), mais leur implantation reste faible, même si certains secteurs comme le travail urbain et la thérapie se développent,. Le secteur du spectacle équestre, s'il représente un faible débouché pour les éleveurs, voit la France s'illustrer de manière internationale à travers le Cadre noir, la troupe de Bartabas, celle de Mario Luraschi, le cirque ou encore le musée vivant du cheval.
L'élevage des chevaux de course et de sport du type Pur-sang, Trotteur ou Selle français n'est pas adapté aux environnements de moyenne montagne ni aux terrains difficiles ou isolés, en raison notamment de la fragilité de ces animaux. Les élevage de chevaux de loisir, d'endurance, d'attelage, de poneys et de trait peuvent s'établir dans une plus grande variété de lieux, les poneys sont particulièrement rustiques. Un cheval élevé dans un but particulier peut être réorienté au cours de sa carrière, le cas est notamment fréquent dans le domaine des courses.

#### Élevage de course

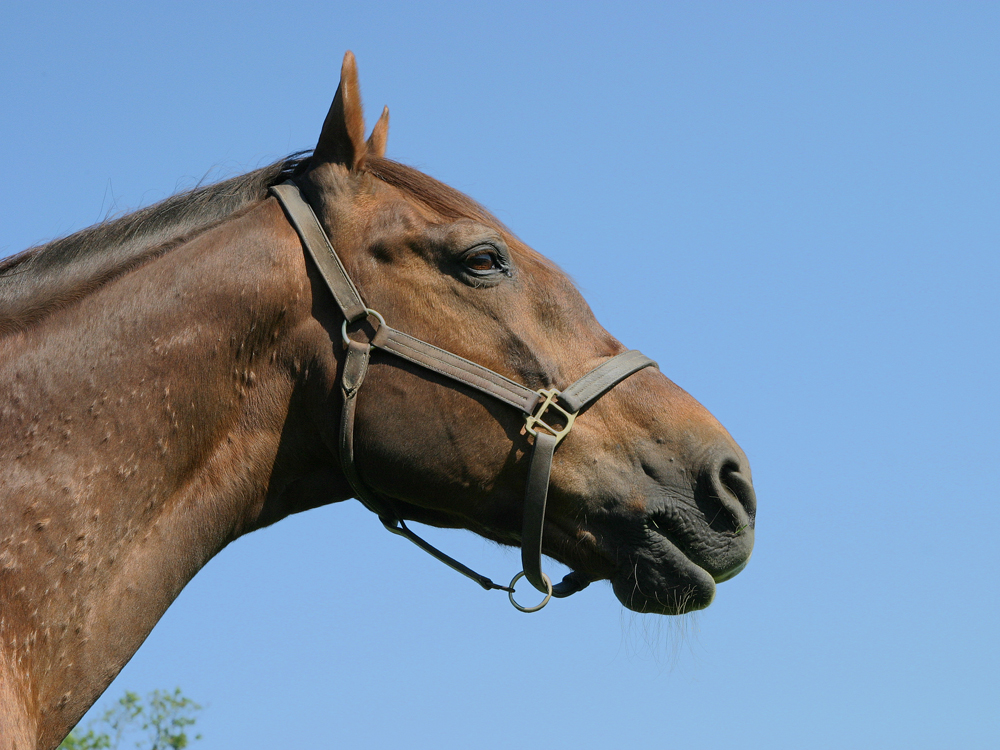
Ourasi, le plus fameux des Trotteurs français, est issu d'un élevage de l'Eure.

L'élevage de course concerne essentiellement le Pur-sang pour les courses de galop, le Trotteur français pour les courses de trot, et les AQPS pour les courses d'obstacles. L'Arabe et l'Anglo-arabe peuvent être concernés, mais plus rarement,. Dans ce domaine, la formation est assurée principalement par l'AFASEC (Association de formation et d'action sociale des écuries de course). Le Trotteur français étant beaucoup produit dans le pays, des primes sont versées en cas de retrait de chevaux de la filière d'élevage.
Les Pur-sang forment la première race importée, en particulier depuis l'Irlande, l'Angleterre et l'Allemagne. L'implantation de ce type d'élevage représente un investissement coûteux, en particulier pour l'achat d'étalons reproducteurs Pur-sang et Trotteur français de qualité. Le Pur-sang, de par sa relative fragilité, demande une bonne qualité de pâture. Ces chevaux quittent généralement l'élevage à dix-huit mois pour être mis à l'entraînement. L'éleveur peut être conduit à les réformer s'ils ne se révèlent pas ou plus adaptés aux courses. Dans le cas des juments et des étalons dotés d'un bon palmarès, ils deviennent respectivement des poulinières, et des reproducteurs, et réintègrent donc l'élevage. Les autres sont revendus pour le sport, les loisirs, ou l'instruction en centre équestre. Ceux qui ne s'adaptent pas à ces nouvelles activités ou qui ne trouvent pas preneur sont, en dernier recours, envoyés à l'abattoir, en particulier les chevaux âgés, plus limités en activités.
L'élevage de course est bien implanté en Basse-Normandie grâce à un pôle de compétitivité, mais aussi autour de Chantilly. Certains éleveurs français sont considérés comme des maîtres, en particulier Jean-Pierre Dubois par son rôle de pionnier dans l'élevage des Trotteurs et les croisements franco-américains, et Pierre Levesque. L'élevage du Pur-sang est marqué par des personnalités comme Daniel Wildenstein et des lieux tels que le haras de Méautry ou les Aga Khan Studs en Normandie, mais a fortement décliné depuis les années 1980.

#### Élevage de sport

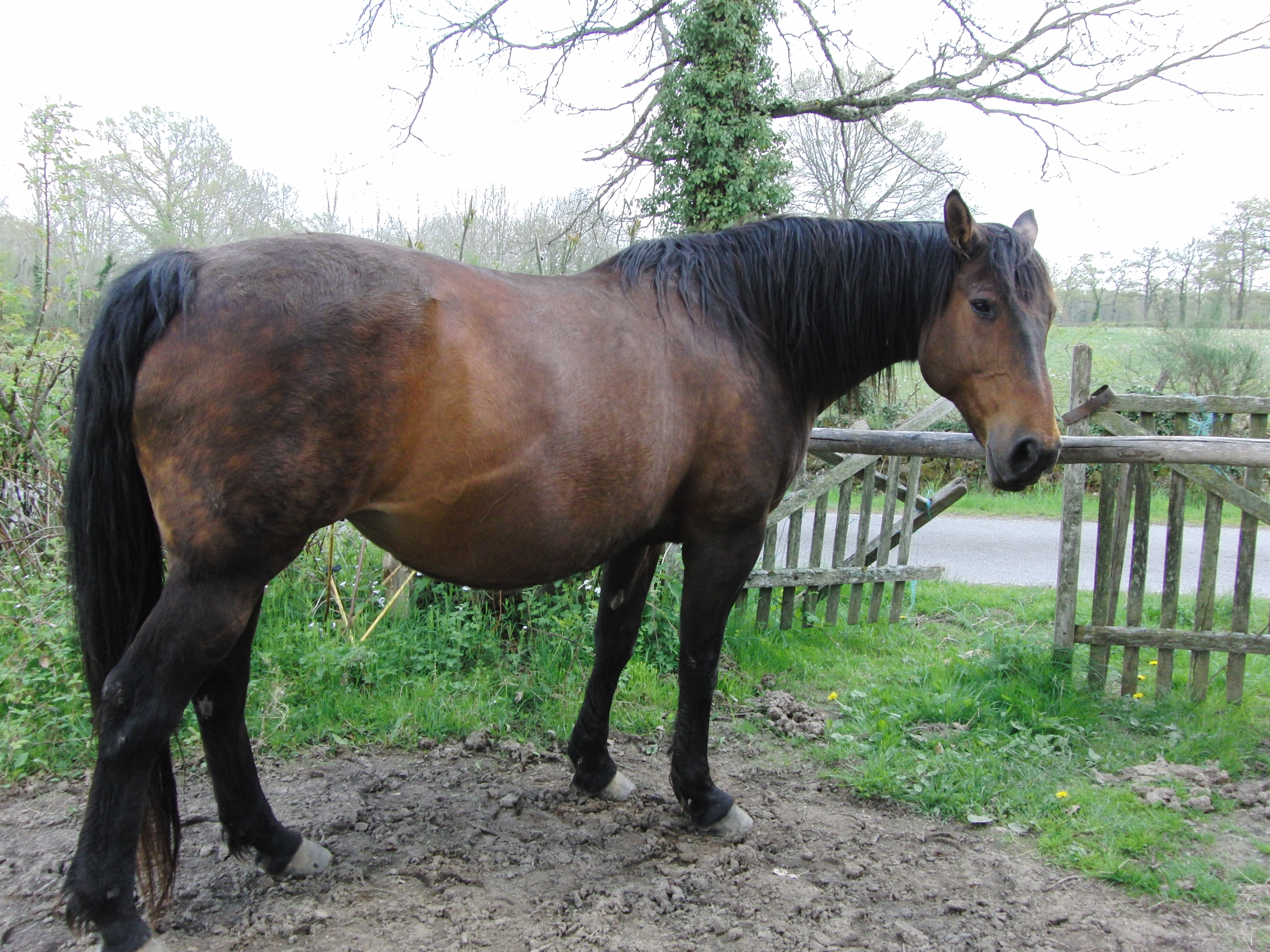
Le Selle français (ici, une poulinière gestante dans la Creuse) est la principale race élevée en France pour le sport.

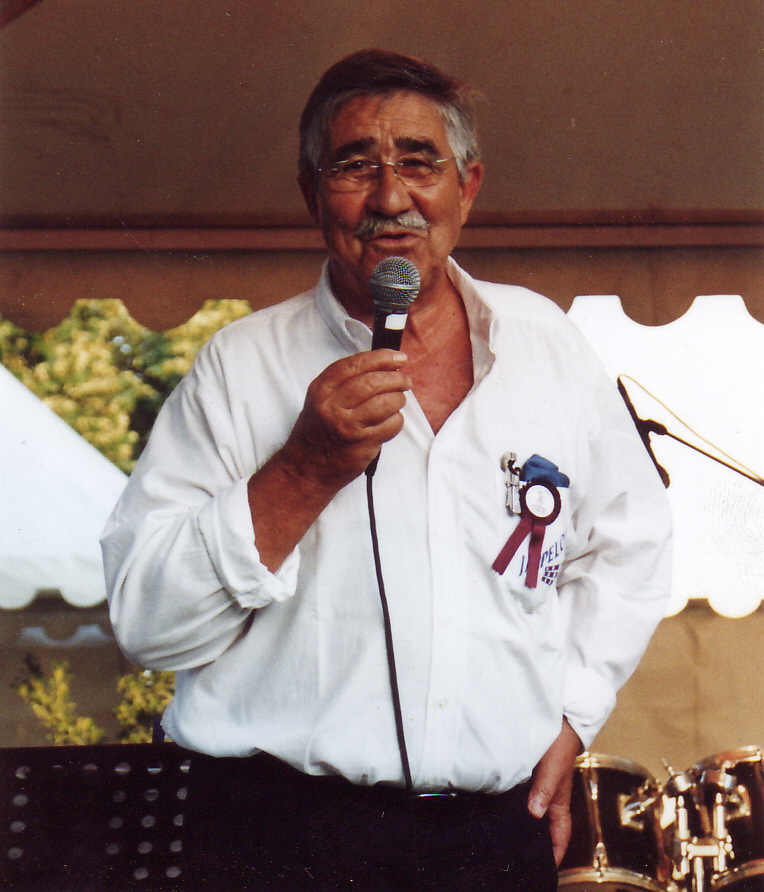
Henry Delage, l'éleveur du célèbre Jappeloup de Luze, au jumping international de Blaye.

Deux races sont principalement élevées pour le sport de haut niveau dans les trois disciplines olympiques (saut d'obstacles, complet ou dressage), le Selle français surtout pour le saut d'obstacles, et l'Anglo-arabe pour le concours complet d'équitation en particulier. Il est également possible d'élever des poneys de sport pour ces trois disciplines. Certains sports équestres, comme le polo, le TREC, l'attelage, l'endurance et la voltige, peuvent également se pratiquer comme des loisirs,,.
Les chevaux de sport équestre doivent être inscrits à un stud-book de race pour concourir. Leur élevage passe souvent par une valorisation, afin de faire grimper leur prix de vente entre le débourrage vers trois ans, et une revente à l'âge de six ans, mais aussi pour les développer physiquement. Les « éleveurs-cavaliers », principalement des normands qui ont l'élevage équin pour principale activité, montent eux-mêmes les chevaux qu'ils estiment prometteurs sur des compétitions réservées aux jeunes animaux, en cycle classique ou en cycle libre. Au sud de la Loire, les éleveurs confient plus généralement leur animal à un cavalier professionnel. Le prix de revente peut ainsi quadrupler en quatre ans, et atteindre « plusieurs millions de francs » pour les chevaux exceptionnels. Les éleveurs professionnels revendent les chevaux qu'ils estiment peu prometteurs ou mal conformés au sevrage à six mois, ou à trois ans lorsqu'ils ont acquis leur taille adulte.
Le Selle français n'est pas une race rustique, l'Anglo-arabe est plus résistant. Son élevage est surtout présent dans le Sud-Ouest car l'administration des haras nationaux a encouragé le développement de l'Anglo-arabe autour de Tarbes.
La région de Saint-Lô est l'un des grands centres d'élevage du cheval de sport, avec 1 300 éleveurs recensés au début des années 2000, et bien que la plupart d'entre eux s'occupent surtout de vaches laitières, cette activité annexe est devenue lucrative.

#### Élevage de loisir

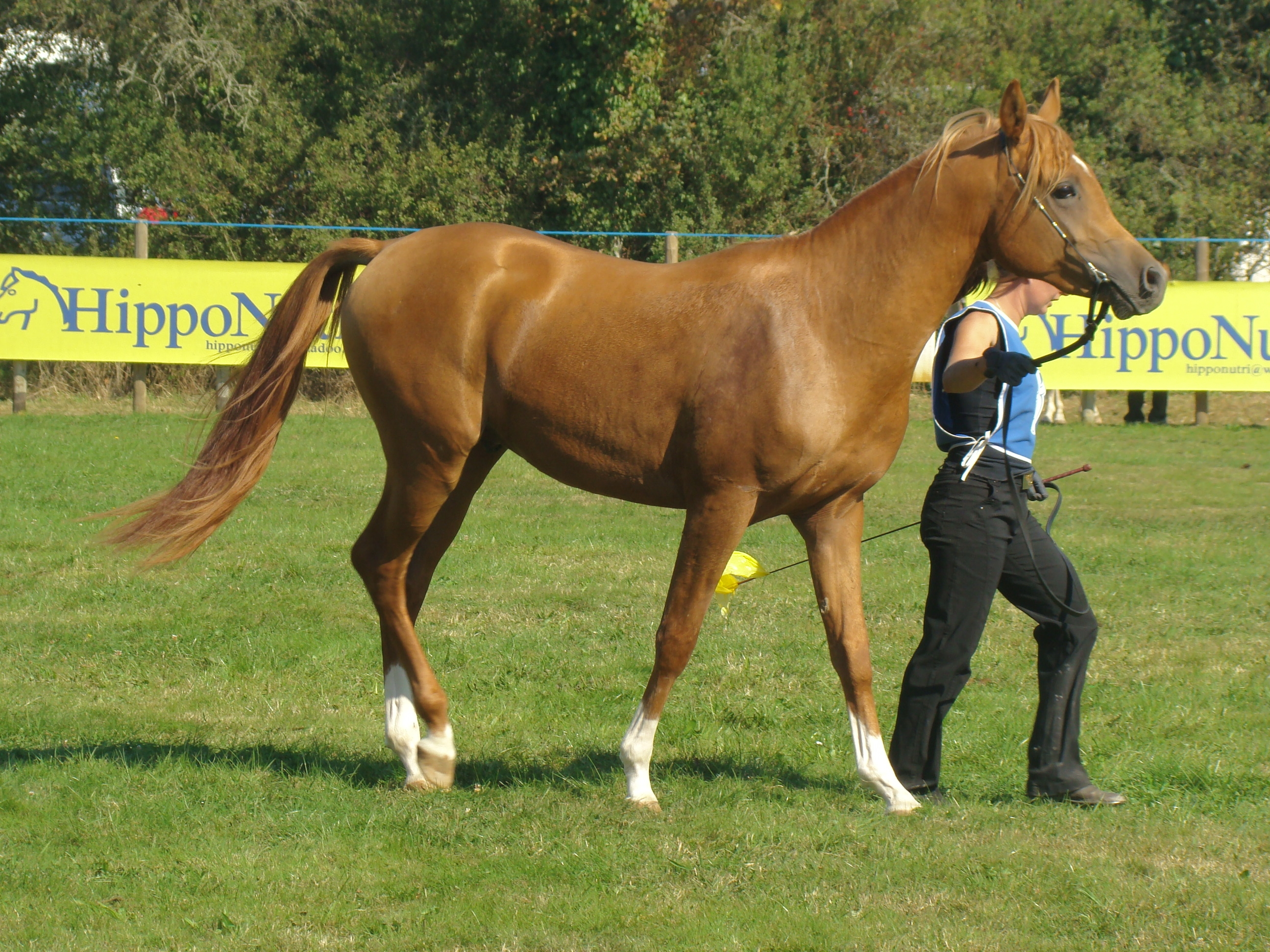
L'élevage du cheval Arabe (ici, le vice champion de la catégorie 2-3 ans à la Fête du Cheval, du poney et de l'Âne à Rennes en 2008) est bien implanté en France, en particulier pour les loisirs.

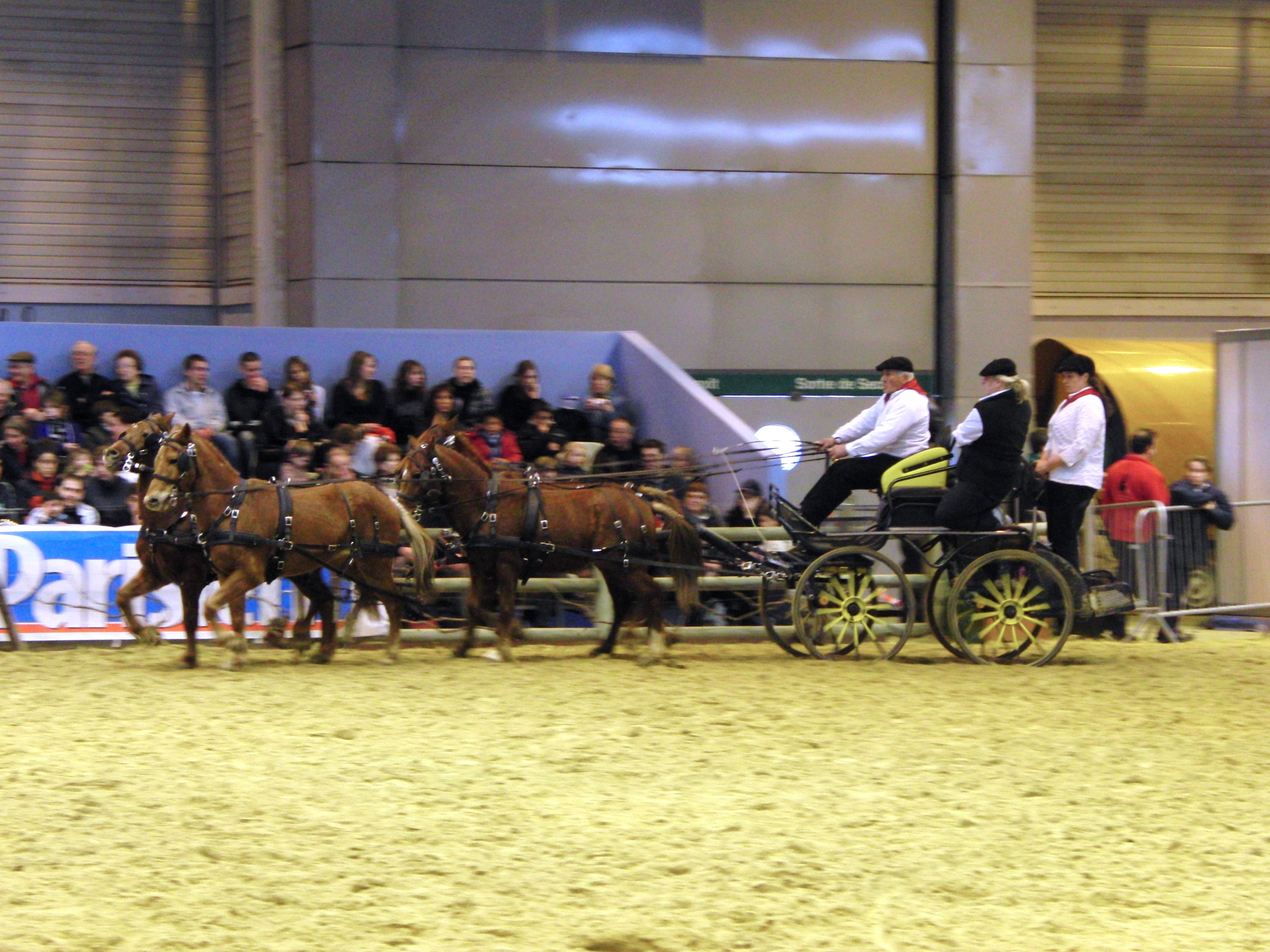
Le poney landais, ici au Salon international de l'agriculture 2010, est un bon animal de loisir, adapté à l'attelage.

La notion de « cheval de loisir » est floue, pouvant désigner beaucoup de races. Tout élevage visant à faire naître des animaux destinés à la randonnée et au tourisme est « de loisir ». Le marché du cheval d'extérieur connaît un fort développement à la suite de l'arrivée de nouveaux cavaliers à la recherche de montures calmes et dociles, et en raison de l'explosion des demandes de vacances et de loisirs authentiques, proches de la nature : la France est, depuis de nombreuses années, la première destination touristique européenne des cavaliers randonneurs.
Les chevaux de loisir sont moins chers à l'achat que ceux de sport et de course, même si d'importantes variations de prix s'observent pour les animaux de modèle exceptionnel ou d'origines prestigieuses. Généralement sélectionnés sur leur caractère, leur modèle et leur tempérament, ils doivent permettre à un cavalier, même peu expérimenté, de les monter aisément à l'extérieur,. Les qualités primordiales sont la sociabilité envers les autres équidés, un caractère facile et franc, une tolérance aux erreurs des débutants, l'équilibre psychologique, de bonnes capacités de portage, des allures régulières, la facilité de contrôle de la part du cavalier, et une certaine rusticité leur permettant de vivre à l'extérieur. Des critères plus subjectifs, tels qu'un modèle harmonieux, peuvent être pris en compte, le but étant d'« évoquer du rêve ». Ils sont généralement vendus à l'âge de trois ans, soit au débourrage.
Le Camargue, le Mérens, le Henson, le Barbe et le Lusitanien sont bien adaptés,, tout comme les chevaux américains du type Quarter horse et Paint horse, reconnus et élevés en France où ils forment les deux principales races étrangères immatriculées, et qui possèdent également des dispositions pour l'équitation Western de loisir ou de compétition,. Les chevaux ibériques, Pure race espagnole et Lusitanien, représentent 8 % des importations vers la France en 2010 et sont les deuxièmes races étrangères élevées dans le pays, ils peuvent aussi concourir en dressage. Le cheval Arabe est surtout élevé pour l'endurance, discipline équestre dont la pratique est bien ancrée sur le territoire français, et pour des shows de beauté, il est recherché par des cavaliers de loisir comme cheval de selle élégant. C'est, contrairement à une opinion populaire répandue, une race relativement rustique, qui peut supporter de grandes variations climatiques, mais son caractère fort et son influx nerveux n'en font pas un cheval adapté aux novices. Le poney français de selle, issu de nombreux croisements, est la première race de poney présente dans le pays. Comme les races anglo-saxonnes, il est élevé indifféremment pour les loisirs ou la compétition sportive. Les Pottokak et Landais sont plus orientés loisir et attelage, tout comme le Fjord et le Haflinger. Le Connemara, le Shetland et le Haflinger sont les races de poney étrangères les plus présentes.

#### Élevage hippophagique

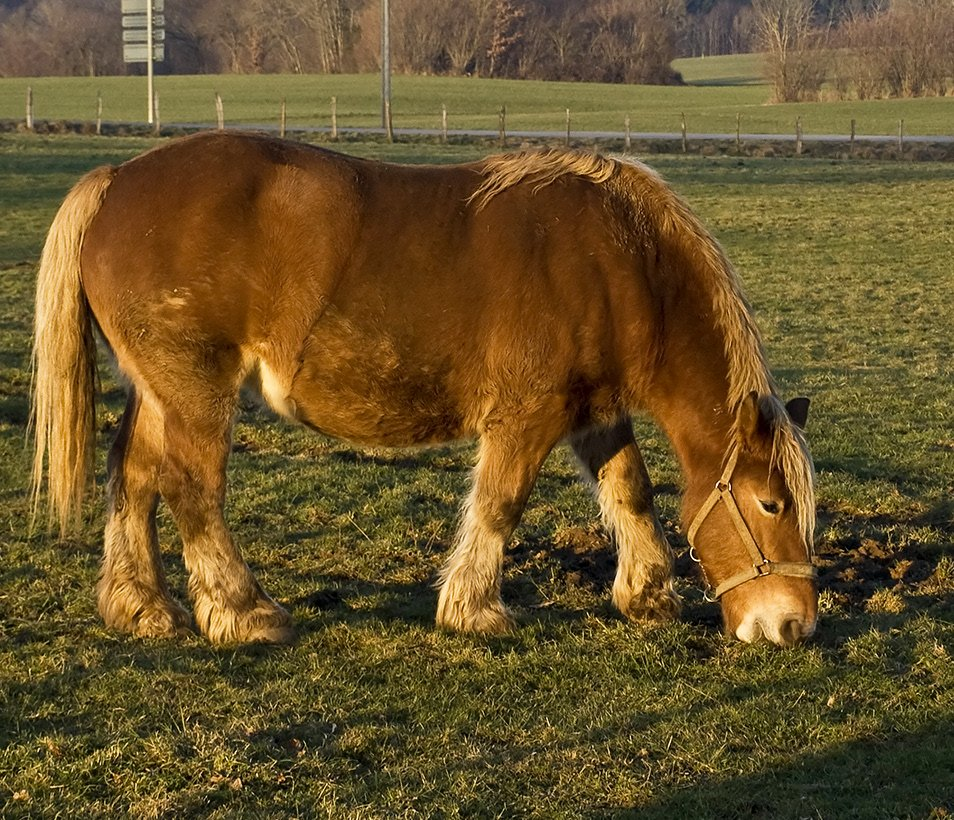
Le Comtois fait partie des races de chevaux de trait françaises les plus appréciées pour la production de viande.

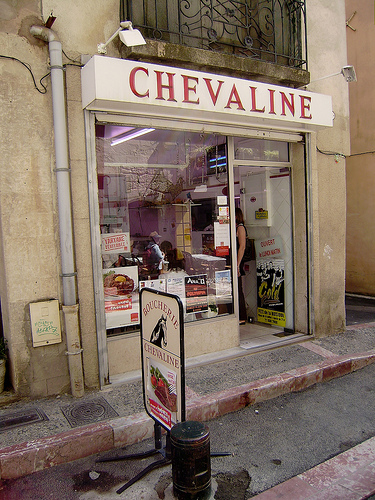
Boucherie chevaline à Pézenas, dans le Languedoc.

L'élevage de chevaux de trait a principalement pour but de produire de la viande, on parle alors de cheval lourd. Inversement, les chevaux de selle ne sont, en principe, pas élevés pour cela, même s'ils peuvent être envoyés à l'abattoir pour réforme. La filière bouchère offre une « porte de sortie » aux éleveurs pour les chevaux qui ne trouvent pas preneur ailleurs.
En 2006, 98 % des chevaux de trait sont destinés à l'abattoir ou à la reproduction pour la viande. Les trois quarts des poulains de trait qui naissent sont abattus avant dix-huit mois. La grande majorité fournissent le marché italien,. Les haras nationaux soutiennent cet élevage, les races les plus appréciées sont le Comtois et le Breton, particulièrement rustiques et adaptées à la moyenne montagne.
La sauvegarde des races de trait françaises est invoquée par les professionnels de la filière viande pour justifier cet élevage controversé. Il permet de valoriser les pâturages des zones difficiles avec des bovins et des ovins. Toujours d'après eux, cette activité est indispensable pour garder un cheptel non consanguin, autrement les chevaux de trait seraient menacés d'extinction, faute d'utilité économique,,. La position est plus contrastée chez les chercheurs. L'ethnologue Jean-Pierre Digard a affirmé en 1993 que les races de trait sont condamnées à disparaître si les Français cessent de manger du cheval, mais a changé d'avis en 1999. Pour Marcel Mavré, en 2005, « le cheval lourd de 1 200 kg est moins prisé ». Bernadette Lizet en conclut que « derrière l'écran du développement durable et d'une valorisation d'un patrimoine de races régionales, de paysages et de métiers ruraux, la réalité de l'hippophagie [française] est celle d'une filière profondément mondialisée ».
L'hippophagie a baissé de 60 % entre 1980 et 2001 chez les consommateurs français, marginalisée, elle a fortement décliné. 60 % des ménages refusent la viande de cheval en 2006. Certaines études avancent que cette pratique alimentaire pourrait être condamnée à disparaître dans les prochaines années. La filière française est mise en difficulté par le changement de statut du cheval, devenu proche d'un animal de compagnie, et par la réglementation stricte concernant sécurité des aliments et bien-être animal. La balance commerciale est déficitaire de 53,5 millions d’euros en 2005, car la viande consommée en France est surtout importée de Pologne et du Canada. La reconversion des chevaux de trait en animaux à viande est donc un échec,. Deux créations d'appellation d'origine contrôlées sur la viande de poulain d'origine française, « Poulains du Nord » et « Poulain laiton comtois », sont des échecs commerciaux.

### Répartition des effectifs par race et type d'élevage
460 000 des 900 000 équidés français comptabilisés en 2008 sont stationnés dans des élevages, ce qui s'explique facilement par la présence de juments poulinières, de jeunes chevaux jusqu'à trois ans et d'étalons reproducteurs. 220 000 chevaux et 50 000 poneys sont destinés au sport ou aux loisirs, qui représentent le principal débouché de l'élevage français. 80 000 chevaux de course sont dans des élevages de races Trotteur français, Pur-sang, AQPS ou Arabe. Les chevaux de trait sont plus de 70 000 en élevage. Sur 175 000 chevaux de course, plus de 60 000 sont réorientés vers le sport, les loisirs ou l'instruction, en étant rachetés par des centres équestres et surtout par des particuliers. Il y a 82 % de chevaux de selle, et 18 % de trait.

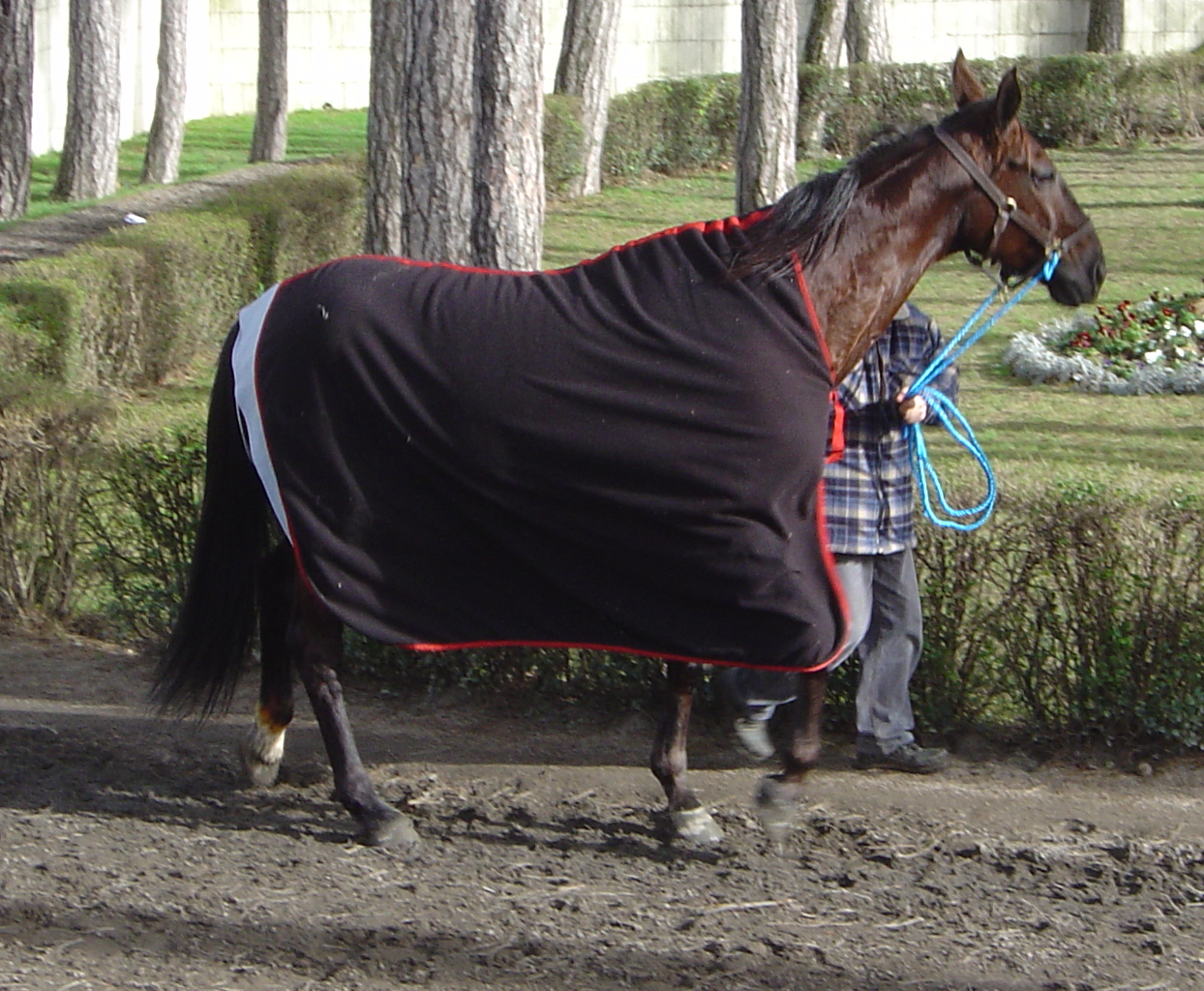
Le Trotteur français est la race la plus présente, en particulier en Basse-Normandie.

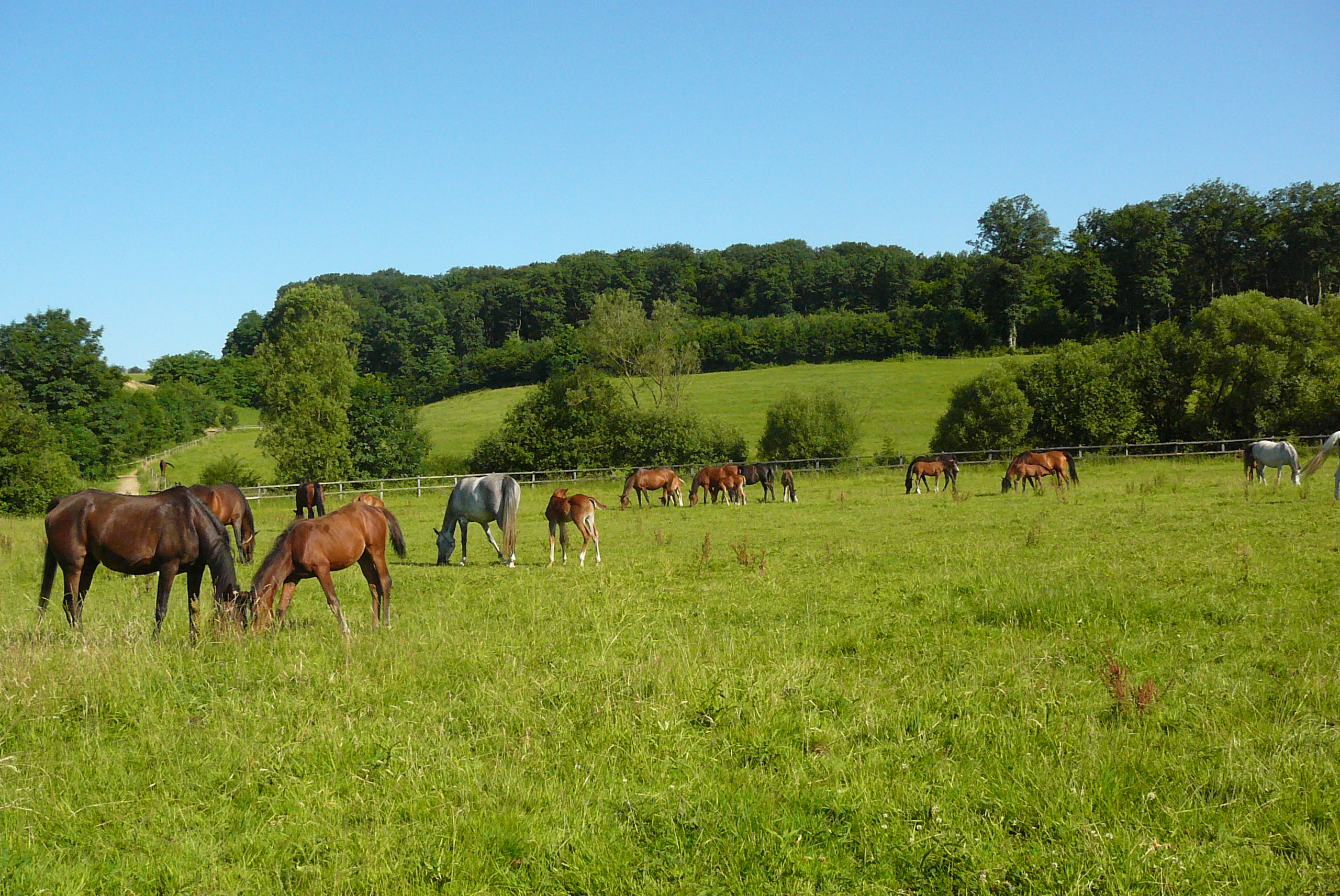
Les races étrangères (ici, des Shagyas) sont de plus en plus présentes dans les élevages français.

Les élevages de Pur-sangs et Trotteurs français sont, en 2010, presque aussi nombreux (12 197) que ceux des chevaux de selle d'origine française (12 408). 1 336 élevages de chevaux de selle étrangers, 2 881 de poneys et 8 272 de chevaux de trait sont comptabilisés la même année; 9 016 élevages ont des équidés n'appartenant pas à une race reconnue. Le Trotteur français est la race la plus présente et une forte hausse des élevages de chevaux d'origine étrangère s'observe depuis le début du XXIe siècle.
| Race                    | Nombre d'élevages en 2010, en France. |
| ----------------------- | ------------------------------------- |
| Trotteur français       | 8 018                                 |
| Selle français          | 7 526                                 |
| Pur-sang                | 4 243                                 |
| Comtois                 | 3 341                                 |
| Breton                  | 2 848                                 |
| Arabe                   | 1 404                                 |
| Demi-sang arabe         | 1 315                                 |
| Poney français de selle | 1 178                                 |
| AQPS                    | 1 053                                 |
| Percheron               | 928                                   |
| Anglo-arabe             | 914                                   |
| Connemara               | 558                                   |

L'effectif des poneys a connu une progression jusqu'au début des années 1990 et a baissé jusqu'aux années 2000 pour se stabiliser depuis, celui des chevaux de trait est également en baisse régulière depuis de nombreuses années. Les chevaux de sang sont relativement stables.

### Avenir

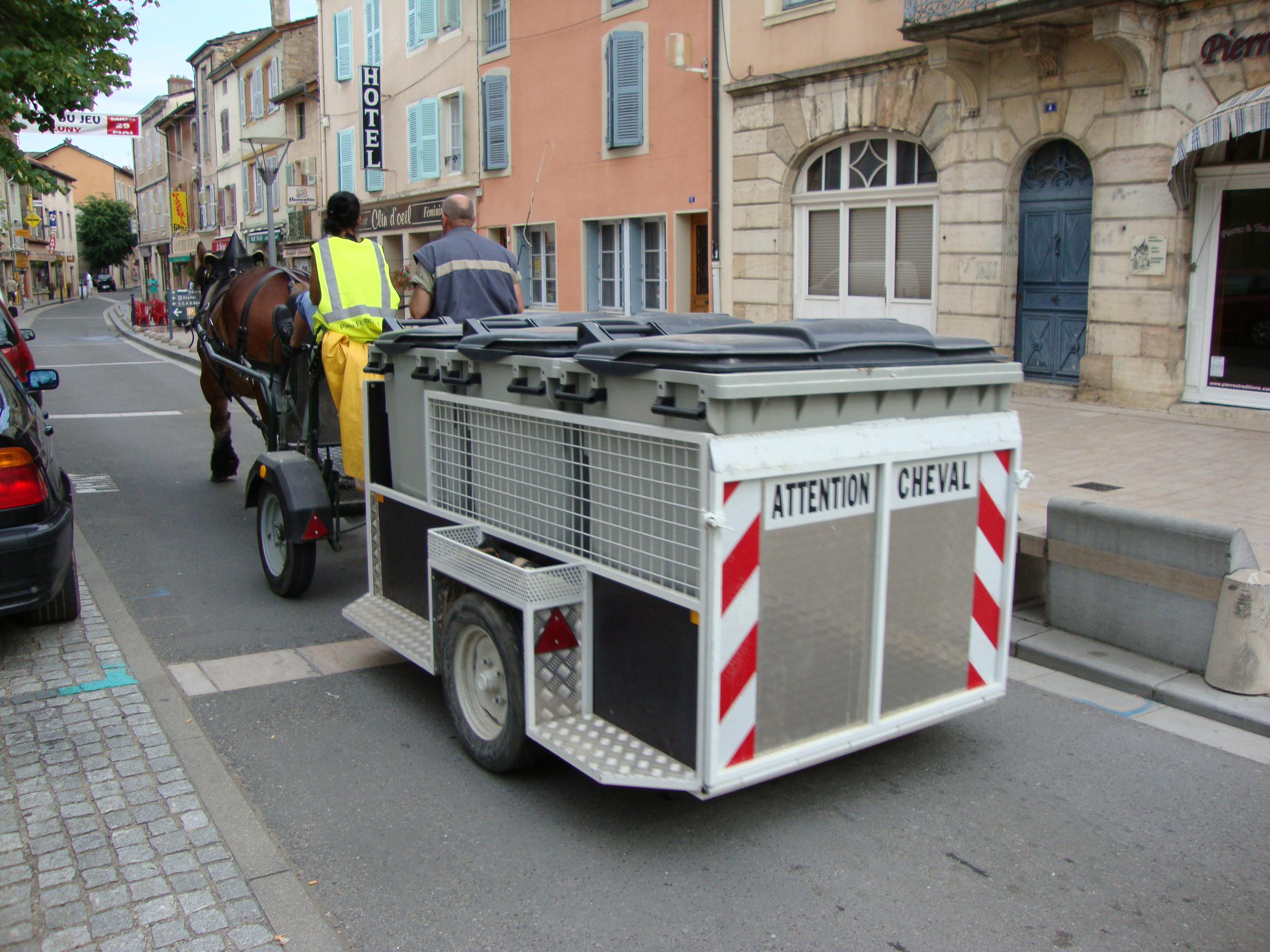
Le cheval territorial, dont l'utilisation se développe petit à petit, est un animal d'avenir pour l'élevage français. Ici, un Auxois à Cluny.

La tendance de la filière d'élevage équin français est la diversification des utilisations du cheval, dans le cadre du développement durable. Le secteur a progressé (au moins jusqu'en 2010) et généré des emplois, particulièrement en zone rurale. Les perspectives d'avenir sont pessimistes. La crise financière entraîne une réduction des subventions accordées par l’État, en particulier pour la filière du sport équestre, ce qui fait craindre à terme une diminution du nombre d'éleveurs et de la qualité des animaux. En 2011, les subventions accordées aux éleveurs ont baissé de 19,8 %, la filière du sport étant la plus touchée : l'association nationale du selle français n'est désormais plus soutenue par l’État. L'élevage du Pur-sang souffre d'un déficit de communication et d'une mauvaise image, alors que les courses sont bien couvertes par les médias. Elles voient rarement triompher des chevaux nés et entraînés en France sur les épreuves les plus prestigieuses.
Les éleveurs de trait, qui produisent majoritairement de la viande, demandent leur rattachement à la politique agricole commune car ils peinent à maintenir leur activité.
À plus long terme et pour Jean-Pierre Digard, les Français du XXIe siècle utiliseront de moins en moins le cheval, et se dirigeront vers un idéal de « cheval-potager » gardé au fond d'un pré, en raison de la sensibilité envers le traitement de ces animaux. La féminisation de l'équitation est invoquée comme une cause. Il y voit un risque de déclin et un prochain statut d’animal de compagnie qui limitera les possibles utilisations, et donc les raisons d'élever des chevaux. Cet avis n'est pas partagé, le retour récent des chevaux de trait au travail, en ville et en attelage sportif tend à démontrer l'inverse d'après Bernadette Lizet. L'interdiction de commercialiser la viande de cheval, si elle est acceptée comme les associations de protection animale le demandent depuis plusieurs années, impacterait négativement l'économie de l'élevage. Un rapport parlementaire préconise à l’État français de refuser à tout prix cette demande, déjà formulée en 2010.

## Encadrement juridique et technique
Toutes les activités d'élevage équin sur le sol français relèvent désormais de l'agriculture,, ce qui place l'éleveur sous les règles du code rural et lui permet de bénéficier d'aides lorsqu'il démarre son activité sous certaines conditions. Il existe aussi des primes versées lors de concours d’élevage, sur aptitudes, comme récompense à la fin des compétitions, et attribuées aux organismes d'élevage reconnus. L'état continue à garder un œil sur l'admission des étalons reproducteurs. La filière est financée à 80 % par les revenus du PMU, une originalité en comparaison à d'autres pays,, qui explique aussi pourquoi sa situation économique dépende des courses. Tous les éleveurs doivent cotiser à une caisse de mutualité sociale agricole, le montant dépend des revenus générés par leur activité. Il n'existe pas de convention collective d'élevage équin.

### Races reconnues

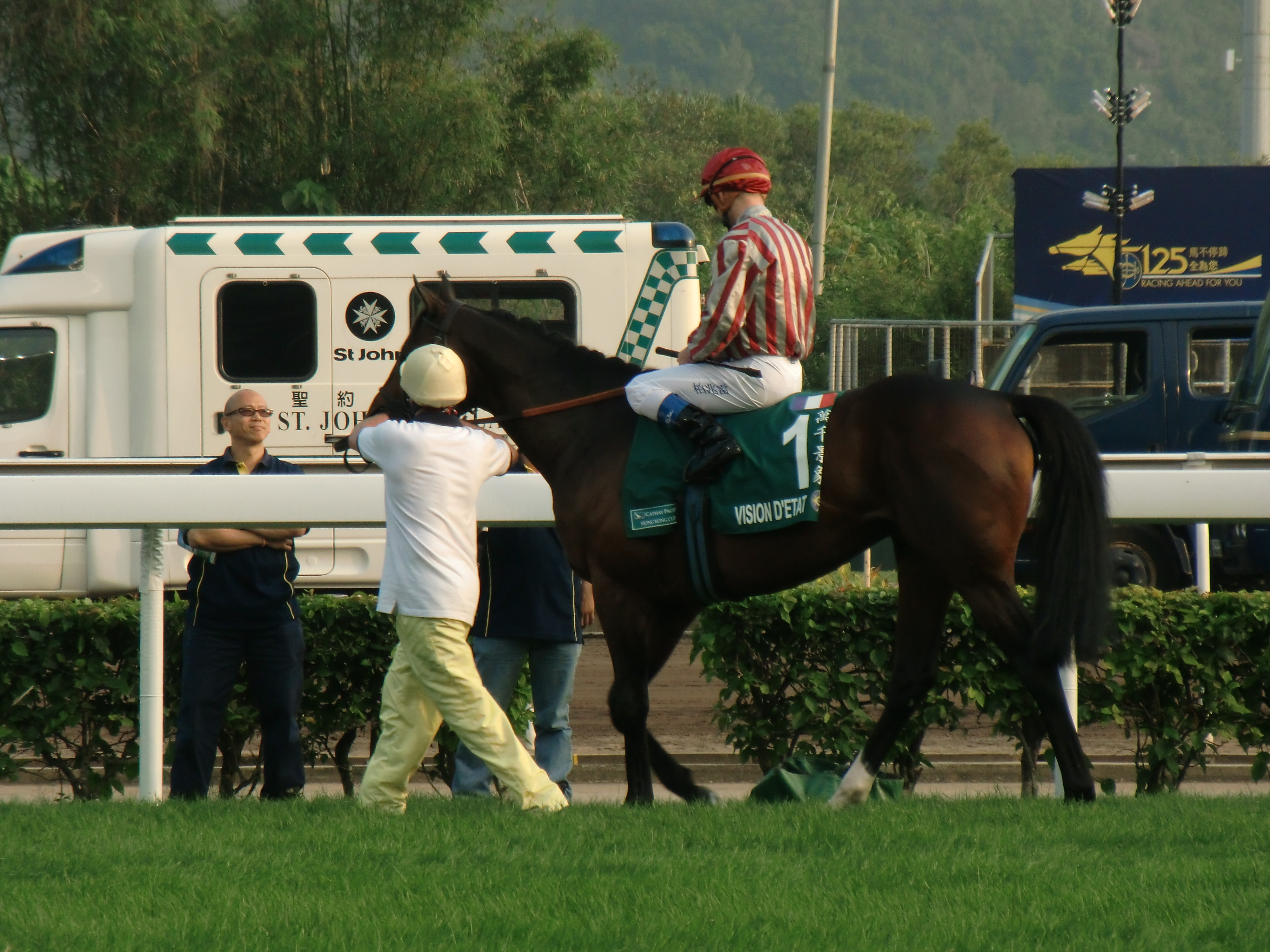
Le Pur-sang (ici, le cheval français Vision d’État) est originaire d'Angleterre mais élevé en France depuis le début du XIX.

La France reconnait 24 races de chevaux de sang, 11 races de poneys et 10 races de chevaux de trait sur son territoire en 2012, de nouvelles races étant reconnues d'année en année. Parmi elles, neuf de trait (Ardennais, Auxois, Boulonnais, Breton, Cob normand, Comtois, Percheron, Poitevin mulassier et Trait du Nord), neuf de selle (Anglo-arabe, Autre que pur-sang, Camargue, Castillonnais, cheval Corse, Henson, Mérens, Selle français et Trotteur français) et trois poneys (Français de selle, Landais et Pottok) sont natives du territoire. Le Pur-sang et l'Arabe sont d'origine étrangère mais élevés depuis très longtemps en France, ce qui leur confère un statut différent des autres races d'origine étrangère, reconnues depuis des époques relativement récentes. Les deux races les plus récemment reconnues sont le cheval Corse, début 2012, et le cheval d'Auvergne fin 2012.

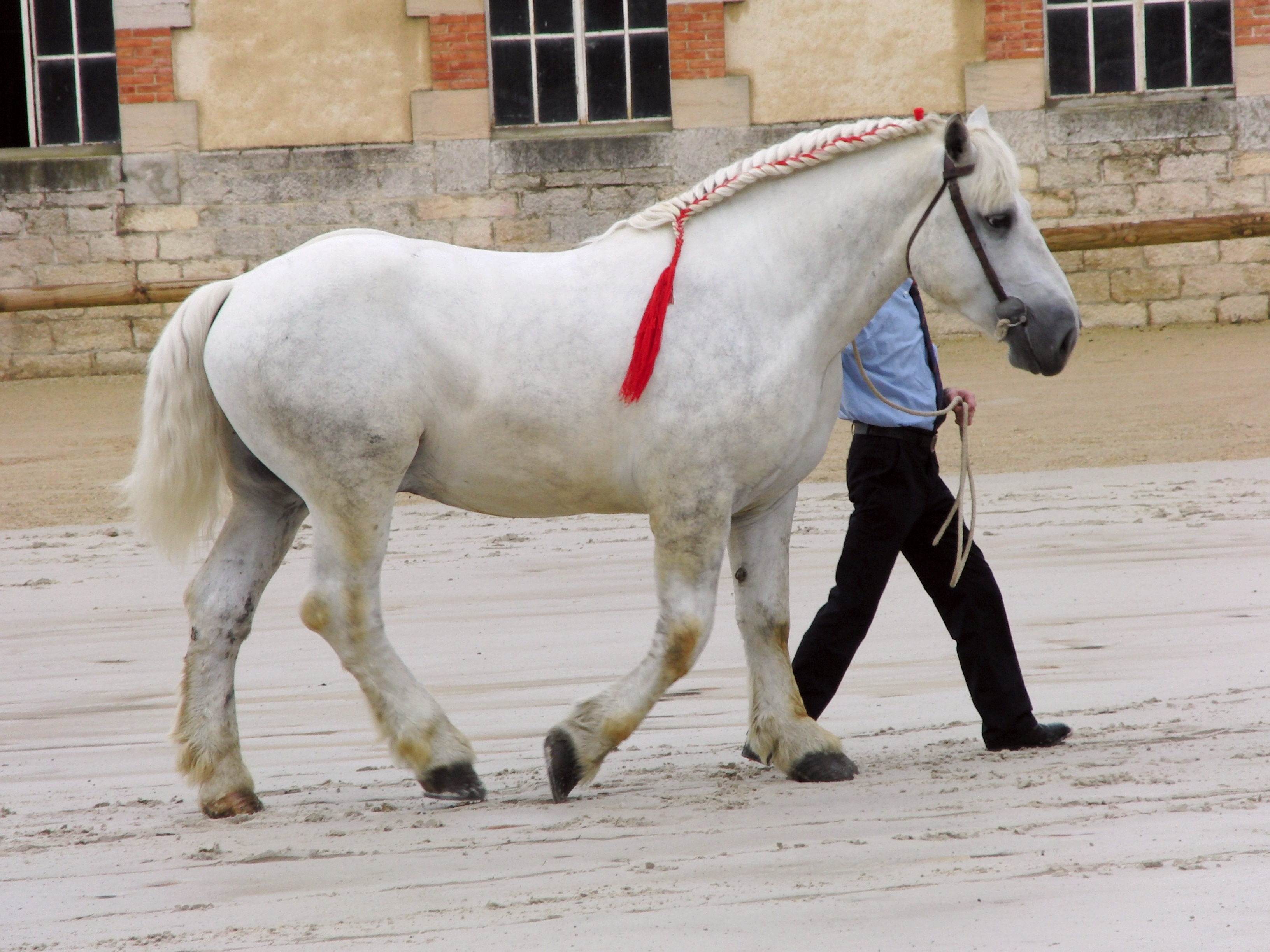
Percheron, la plus exportée historiquement.
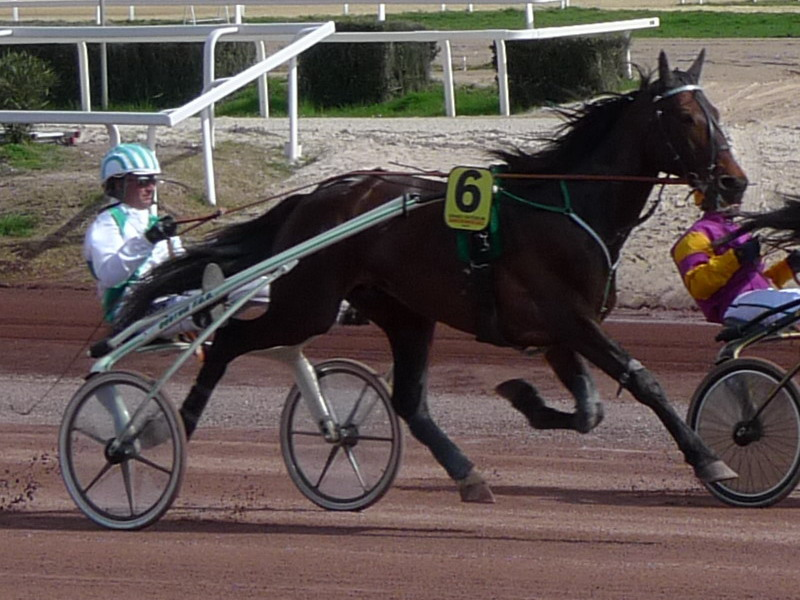
Trotteur français, la plus élevée dans le pays.
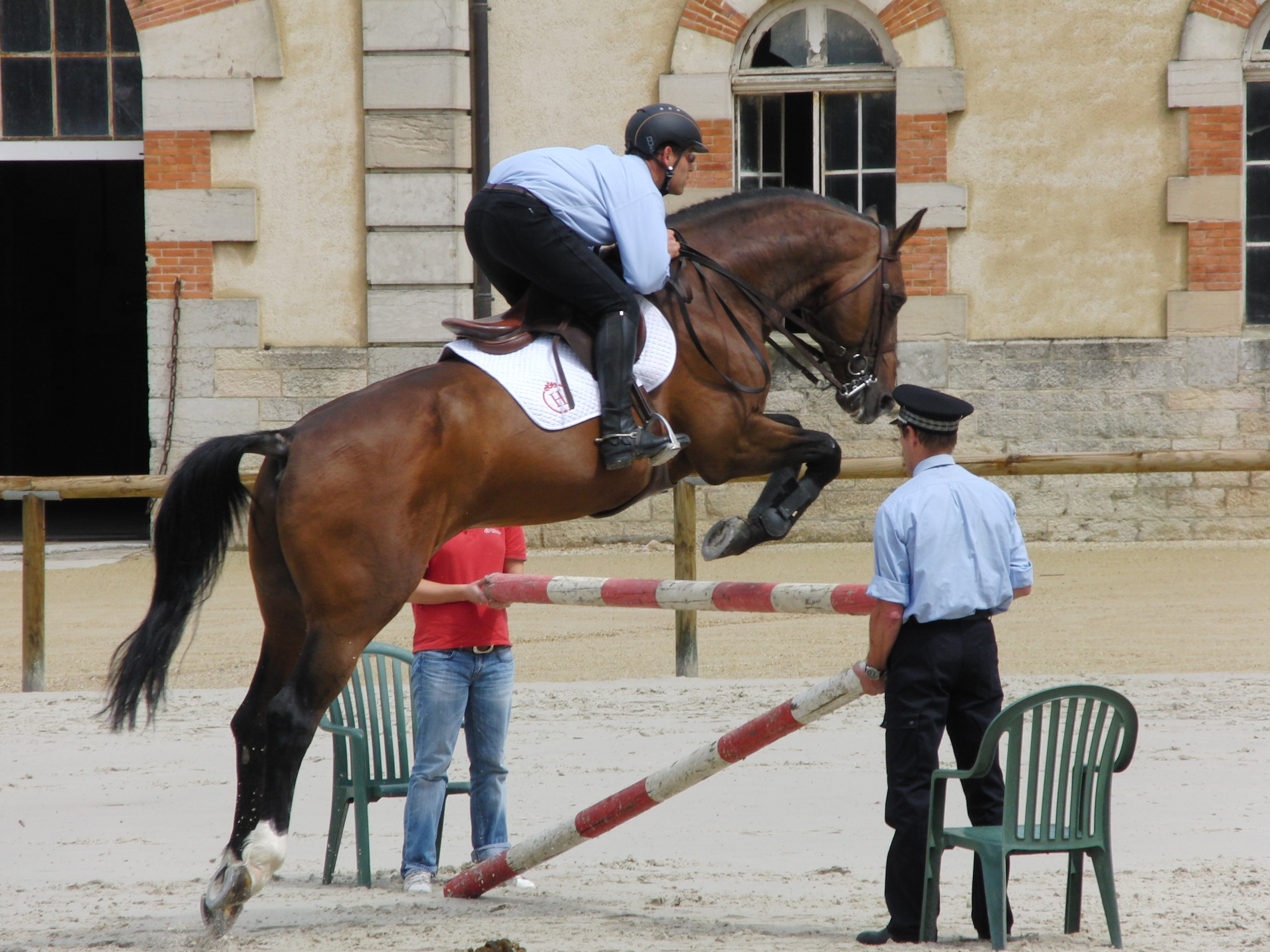
Selle français, race de sport internationalement reconnue.
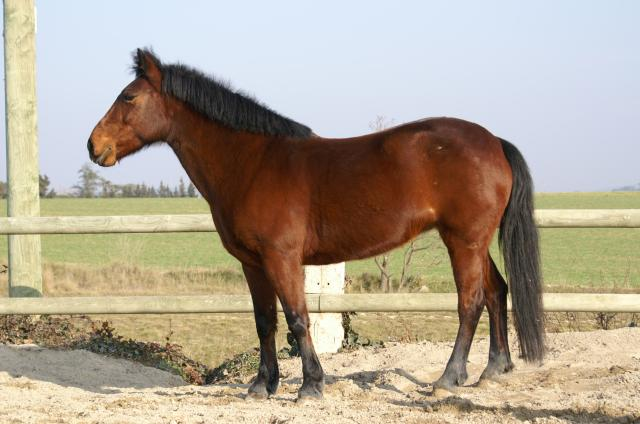
Poney français de selle, principale race de poney.
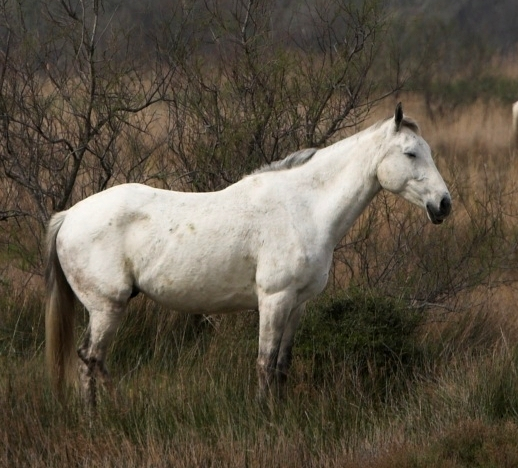
Camargue, très populaire culturellement.

### Enregistrement des chevaux
Le registre d'élevage et le stud-book servent à recenser, comptabiliser et gérer les populations d'équidés domestiques présentes sur le territoire. Tous deux sont tenus par les haras nationaux et la structure nationale (association, syndicat ou fédération) de chaque race reconnue. Depuis 2007, tous les chevaux présents sur le sol français sont soumis à une obligation de puçage électronique,. En Europe, la France est le pays comptant le plus grand nombre d'équidés, avec environ 840 000 individus répertoriés en 2015.
Les stud-books, ou livres des origines, sont destinés aux races équines et asines, les registres d'élevage répertorient les produits issus de croisements et non reconnus en tant que races. Il existe aussi des registres pour les chevaux n'appartenant pas à une race, les anciens registres « cheval de selle », « poney » et « trait », dédiés aux chevaux de chacun de ces trois types non-inscriptibles à un stud-book de race mais dont la naissance est bien déclarée, ont été remplacés par le registre « Origines constatées » depuis le 1er janvier 2007. Le registre « Origine étrangère » est pour les équidés introduits ou importés qui ne sont pas inscrits dans un stud-book reconnu par les haras nationaux. Enfin, sont « Origine non constatée » les équidés qui n'entrent dans aucune des autres catégories.

### Gestion de la reproduction
L'éleveur qui désire faire pouliner une jument en France doit choisir un étalon privé. Il était possible de choisir un étalon public, mais cette mission des haras nationaux a pris fin.

#### Indices génétiques de performances
Les étalons de sport sont porteurs d'un indice génétique de performance qui change annuellement, et permet d'estimer leur valeur en tant que reproducteur (plus l'indice est élevé et fiable, plus l'étalon est jugé performant en concours, et plus le prix de sa saillie ou de son sperme augmente en conséquence). Depuis 1972, il en existe un pour chacune des disciplines équestres olympiques : BSO (saut d'obstacles), BCC (concours complet) et BDR (dressage). Ces indices mesurent la valeur du cheval selon ses gains en concours, depuis 1997, l'INRA prend en compte les classements épreuve par épreuve en plus des gains, et récemment les performances des parents, descendants et collatéraux (frères, sœurs…) du cheval entrent aussi en compte. La carrière dans une discipline est donc synthétisée par la suite de ces indices annuels. À l'indice s'ajoute un coefficient de détermination (CD) qui indique sa précision, et par là le niveau de confiance que l'on peut lui accorder : il va de 0 à 1 selon les informations disponibles pour chaque cheval. La moyenne, de 100, est calculée à partir des indices de tous les chevaux d'une année donnée.
En endurance, la sortie d'indices sur performance n'a été réalisée qu'à partir de 2006, sur la base des chevaux ayant commencé leur carrière à partir de 2002. Les indices utilisés dans la discipline ont ainsi longtemps été les « labels endurance ». Ces labels, symbolisés par des étoiles, différencient la qualification sur performances propres d’un cheval (IRE) et sur performances de ses descendants (DRE). Les étoiles sont obtenues par les classements et victoires sur les épreuves à vitesse libre allant de 90 km à 160 km,.
Pour les juments, le reflet de leur valeur en tant que poulinière est défini par les points PACE. Ces derniers sont calculés d'après différents éléments comme les performances propres de la jument représentées par les indices, les indices de ses produits pour ceux ayant un indice supérieur ou égal à 120, ainsi que sa mère et ses collatéraux. Ces points totalisés permettent l'obtention d'une prime, attribuée à une jument en fonction du nombre de points dont elle est titulaire.

#### Choix dans les techniques de reproduction

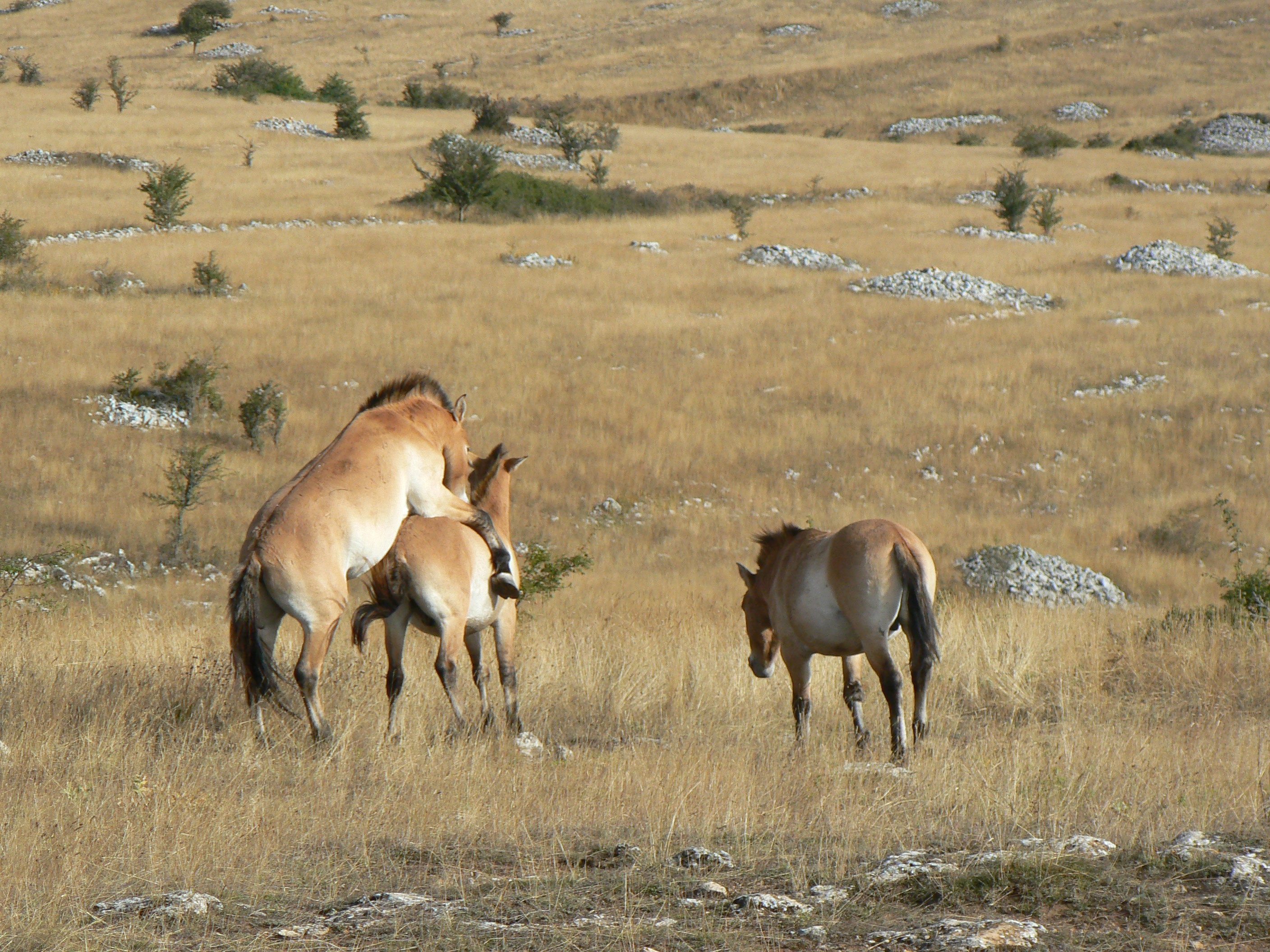
Les Przewalski du Causse Méjean, en semi-liberté, se reproduisent sans intervention de l'homme.

L'éleveur français a plusieurs choix dans les techniques de reproduction : monte en liberté, monte en main, insémination artificielle ou clonage. Certaines techniques sont autorisées ou non en fonction des stud-books des races.
La monte en liberté concerne un nombre très réduit de chevaux à l'état sauvage, avec un contrôle humain minimal (troupeau de Przewalski du Causse Méjean, certains chevaux Camargue…). Plus fréquemment, ce nom désigne l'introduction d'un étalon dans un pré avec une jument ou un groupe de juments en chaleur, sous une petite surveillance. La monte en main est la technique de reproduction la plus fréquemment employée, elle nécessite davantage de connaissances de la part de l’étalonnier. L'insémination artificielle se décline en de nombreuses techniques, en sperme frais ou sperme congelé. Comme dans tous les autres pays, elle est interdite chez le Pur-sang, mais reste possible en sperme frais chez le Trotteur français. Chez les juments de sport, le transfert d'embryon permet une reproduction sans ralentir leur carrière.
La technique du clonage est presque essentiellement utilisée pour obtenir des étalons génétiquement identiques à des chevaux de valeur castrés, ou dont la carrière reproductive a été trop courte. Des chevaux français clonés, comme Pieraz, ont déjà donné eux-mêmes des poulains. Les clones et leurs descendants ne sont toutefois pas inscriptibles à la plupart des stud-books de races français.

### Réglementation des saillies et de la naissance des poulains

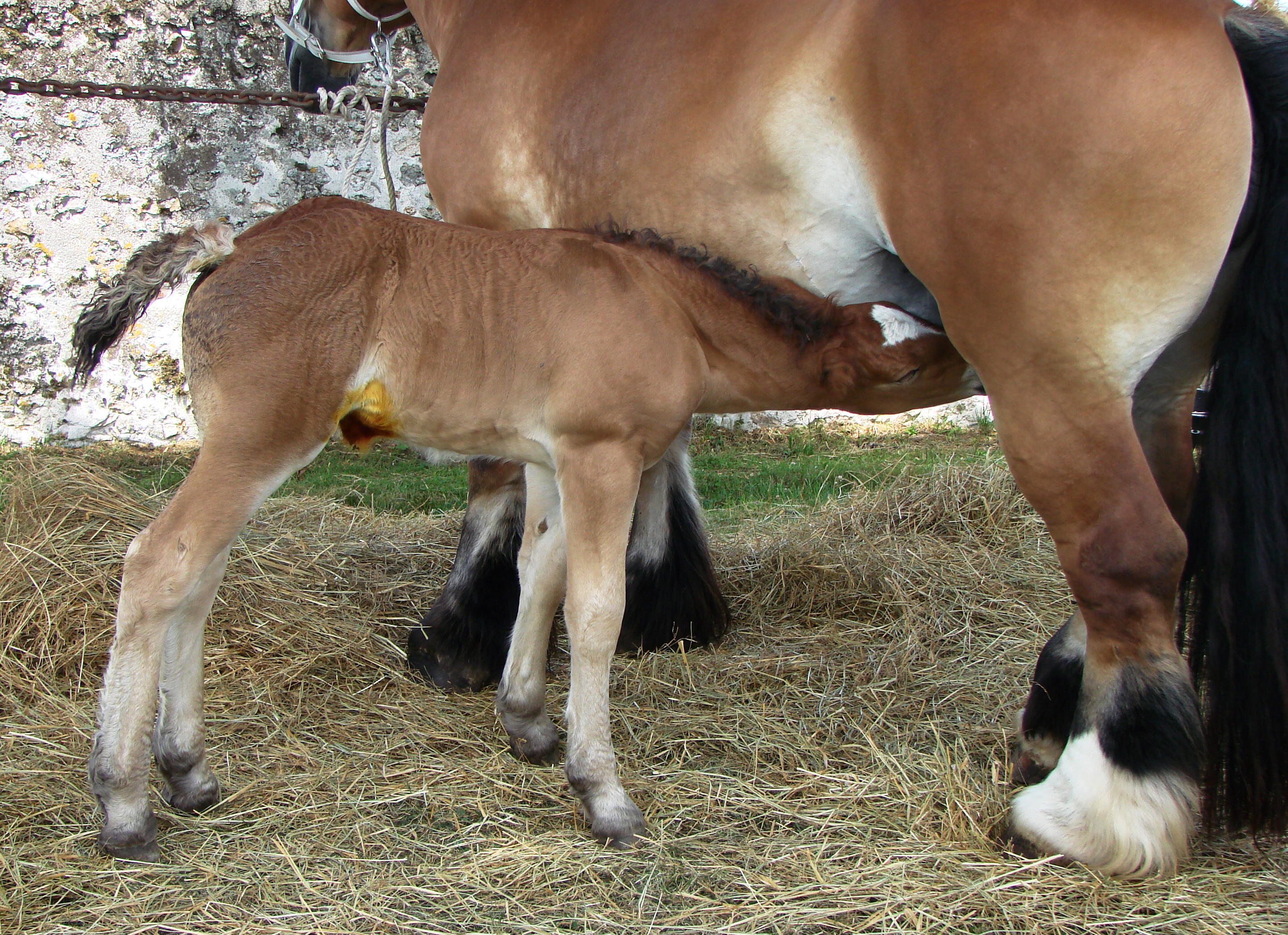
Très jeune poulain Ardennais tétant sa mère.

En France, l'étalonnier est responsable de la saillie de la jument, et doit vérifier l'identité de celle-ci avant de lui présenter l'étalon. Il déclare chaque saillie dans les quinze jours qui la suivent, et le résultat (jument pleine, non-gestation ou avortement) avant les quinze jours qui suivent la date où il est connu. Pour être inscriptible à un registre, le poulain doit être issu d'une saillie déclarée et effectuée par un étalon approuvé. Sa naissance doit être déclarée et son signalement relevé sous sa mère par un officier des haras avant le 31 décembre de son année de naissance,. Le nom du poulain doit correspondre à la lettre de son année de naissance, pour 2012, il s'agit de la lettre « C ». Les chevaux de course font l'objet d'une vérification supplémentaire pour le nom, sont censurés les noms « trop farfelus, malséants ou homonymes de personnalités notoires ». Les contrôles de filiation par génotype ont été généralisés afin de vérifier que le poulain est bien le produit de la jument et de l'étalon déclarés sur les papiers.

### Vaccinations et détection des maladies
Depuis 2006, le règlement de certains stud-books exige des dépistages sanitaires pour les animaux reproducteurs, en particulier sur trois maladies : anémie infectieuse équine (AIE), métrite contagieuse équine (MCE) et artérite virale équine (AVE, en particulier chez le Poney français de selle et le cheval crème), ainsi qu'une vaccination contre la grippe équine et la rhinopneumonie équine. Chaque stud-book a cependant des conditions particulières. Il existe aussi des tests sur des maladies génétiques à écarter chez certaines races, par exemple l'épidermolyse bulleuse jonctionnelle létale qui touche le Comtois. Des spécificités concernent les reproducteurs importés ou ayant séjourné à l'étranger, par exemple le dépistage de la dourine sur les Pur-sangs et AQPS ayant séjourné plus d'un an dans un pays où sévit la maladie. La réglementation est généralement plus stricte pour les races de sang et de concours hippique que pour les races de loisir et de trait.

### Règlementation des ventes
L'éleveur a trois moyens de vendre ses chevaux : à l'amiable, en passant par un marchand de chevaux, ou aux enchères. La vente de chevaux, qu'elle soit effectuée par des professionnels ou des particuliers, est encadrée par la protection de l'acheteur contre les vices rédhibitoires, qui sont au nombre de sept : la présence d'un d'entre eux peut annuler la vente. Ces vices sont la boiterie ancienne intermittente, l'immobilité, la fluxion périodique, le tic aérophagique, l'emphysème pulmonaire, le cornage chronique et l'anémie infectueuse,. La vente d'un cheval atteint d'une des maladies réputées légalement contagieuses (rage, gale sarcoptique, morve, dourine, anémie infectieuse, métrite contagieuse) est également déclarée nulle de plein droit.

### Préservation des races menacées

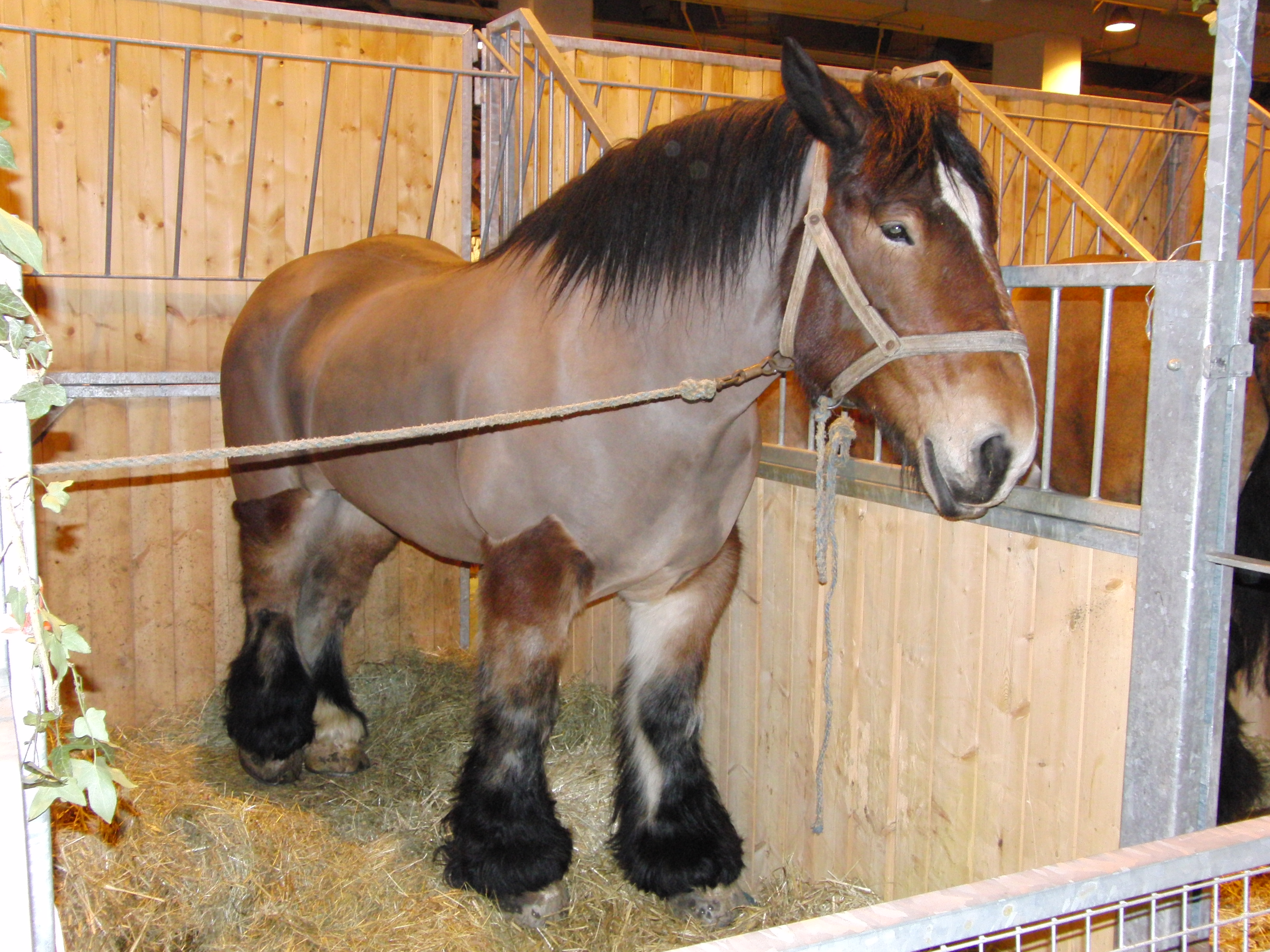
Le trait du Nord est l'une des races de trait françaises les plus menacées de disparition.

La question de la préservation des races menacées commence à se poser dans les années 1980, pour les chevaux de trait notamment, mais aussi d'anciennes races de poneys et de petits chevaux adaptées aux biotopes difficiles, comme le Pottok et le Mérens.
La prime « à la jument allaitante » est créée par Philippe Vasseur le 12 octobre 1995 sur le modèle déjà existant pour les bovins, afin de préserver les races de chevaux lourds à vocation bouchère, mises en difficultés par une forte concurrence dans le secteur de la viande et considérées comme indispensables pour le pastoralisme en moyenne montagne,. Elle permet aux éleveurs de bénéficier de meilleurs revenus. Elle est plus tard étendue à toutes les races chevalines aux faibles effectifs. En 2002, la création du contrat d'agriculture durable modifie légèrement l'attribution de ces primes, qui se décide désormais au niveau local. Leur existence pousse à tenter la reconnaissance comme race de populations chevalines locales. Le Castillonnais, reconnu en 1996, bénéficie ainsi de ces primes. Le cheval Corse a été reconnu en 2012. Le cheval d'Auvergne et le cheval Barraquand sont soutenus par des régions et des associations en attendant une éventuelle reconnaissance. Prochainement, le cheval de Megève pourrait lui aussi être reconnu.

### Diplômes et métiers
Pour la formation privée au métier d'éleveur professionnel, l'enseignement agricole en France est dispensé par un bon nombre d'organismes délivrant des diplômes qui vont du niveau du certificat d'aptitude professionnelle agricole (CAPA, pour devenir agent d'élevage) à celui du brevet de technicien supérieur agricole (BTSA, pour devenir responsable d'élevage), qui donne lui-même accès aux grandes écoles d'ingénieur. Le responsable d’élevage a davantage de responsabilités que l'agent d'élevage, tous deux travaillent avec des étalonniers ou exercent eux-mêmes ce métier.

### Institutions et organismes

L'UNIC s'occupe de la promotion des chevaux français à l'étranger.

La recherche en élevage équin est confiée à l'INRA (Institut national de la recherche agronomique), en particulier sur les sites de Tours pour la reproduction du cheval et celui de Theix pour le pâturage et l'alimentation. Le CEREOPA (Centre d'étude et de recherche sur l'économie et l'organisation des productions animales) s'en occupe également, et organise une journée de la recherche équine chaque année. La FNC (Fédération nationale du cheval), section de la FNSEA (Fédération nationale des syndicats d'exploitants agricoles), a vocation à fédérer, représenter et défendre les différents syndicats ou associations d'éleveurs d'équidés, toutes races et tous modes de valorisation confondus. Enfin, l'UNIC (Union nationale interprofessionnelle du cheval) s'occupe de la promotion des chevaux français à l'étranger.
Les éleveurs se regroupent dans des associations, des syndicats et des fédérations pour la promotion et le développement de certaines races, comme l'association nationale du selle français. Une trentaine d'organismes de ce type sont répertoriés en 2007. Le même type d'organisme existe pour la promotion de l'élevage équin dans les régions du pays : Association des éleveurs de la circonscription de Compiègne, Association des éleveurs du cheval normand, Association des éleveurs de chevaux de selle de Bretagne, Fédération de Provence du cheval de trait, etc.